# Santiago de Chile
Santiago, también conocido como Santiago de Chile y fundado bajo el nombre de Santiago de la Nueva Extremadura, es la capital y ciudad principal de Chile y de la Región Metropolitana de Santiago, de la que además es el centro geográfico y cuya población se concentra en su gran mayoría en la ciudad. Situada a orillas del río Mapocho, Santiago fue fundada por el español Pedro de Valdivia, bajo el nombre de Santiago de la Nueva Extremadura en honor al Apóstol Santiago, convirtiéndose así en la capital de la Gobernación de la Nueva Extremadura, en el siglo XVI. Es el centro económico y administrativo del país, además de ser la aglomeración urbana más grande.
La ciudad alberga los principales organismos públicos (palacio de gobierno, Poder Judicial y una serie de organismos internacionales), comerciales, culturales y financieros del país, a excepción del Congreso Nacional, la Armada Nacional, el SERNAPESCA y el Ministerio de las Culturas, las Artes y el Patrimonio, ubicados en la ciudad de Valparaíso. Es sede, también, de la Comisión Económica para América Latina y el Caribe (CEPAL).
Aunque generalmente se concibe como una única ciudad, Santiago no constituye una sola unidad administrativa, sino que incluye parte del territorio de al menos 43 comunas, de las cuales 28 se encuentran completamente dentro del radio urbano y 15 municipalidades fuera de él, pero todas muy conectadas a través de modernas autopistas y avenidas. La mayor parte de la metrópoli se encuentra dentro de la provincia de Santiago, y partes de ella se encuentran en comunas pertenecientes a otras provincias de la Región Metropolitana, estas son San Bernardo, Calera de Tango, Buin, Puente Alto, Talagante, Peñaflor, Padre Hurtado, El Monte, Melipilla e Isla de Maipo.
Santiago se encuentra aproximadamente en las coordenadas 33°26′16″S 70°39′01″O / -33.43778, -70.65028 (a similar latitud que Ciudad del Cabo y Sídney) y a una altitud media de 567 m s. n. m. Con una extensión de 837,89 km², Santiago contaba en 2017 con una población de 6 254 314 habitantes, lo que equivalía al 35,6 % de la población total del país. Santiago es la séptima área metropolitana más poblada de Hispanoamérica, también la séptima ciudad más habitada de América Latina y del hemisferio sur y, según algunas estimaciones, una de las 50 aglomeraciones urbanas más pobladas del mundo. Con sus más de 7 millones de habitantes, es el núcleo urbano más poblado de Chile, muy por delante del Gran Concepción, el Gran Valparaíso, la conurbación de La Serena-Coquimbo, el área metropolitana de Temuco y Antofagasta, que son los siguientes más poblados.
Santiago se posiciona habitualmente como una ciudad líder en América Latina en una serie de factores sociales, económicos y ambientales. La capital chilena es la segunda ciudad más competitiva de América Latina, solo superada por São Paulo, así como la tercera con mejor calidad de vida (la segunda de Sudamérica y la 90.ª del mundo) y la más segura de Latinoamérica. Además, es considerada como una «ciudad global de clase Alfa-», y la 53.ª ciudad con mayores ingresos del mundo, con un PIB (PPA) de 91 000 millones de USD en 2005 y una estimación de 160 000 millones de USD hacia 2020.
Asimismo, en 2012 fue calificada como la tercera ciudad latinoamericana más competitiva —también la tercera sudamericana y la 68.ª mundial—y en 2013 fue clasificada como la ciudad más inteligente de la región. Finalmente, según un estudio global divulgado por la Economist Intelligence Unit, Santiago sería la segunda mejor ciudad latinoamericana para vivir, luego de Buenos Aires.

## Historia

### Orígenes y fundación

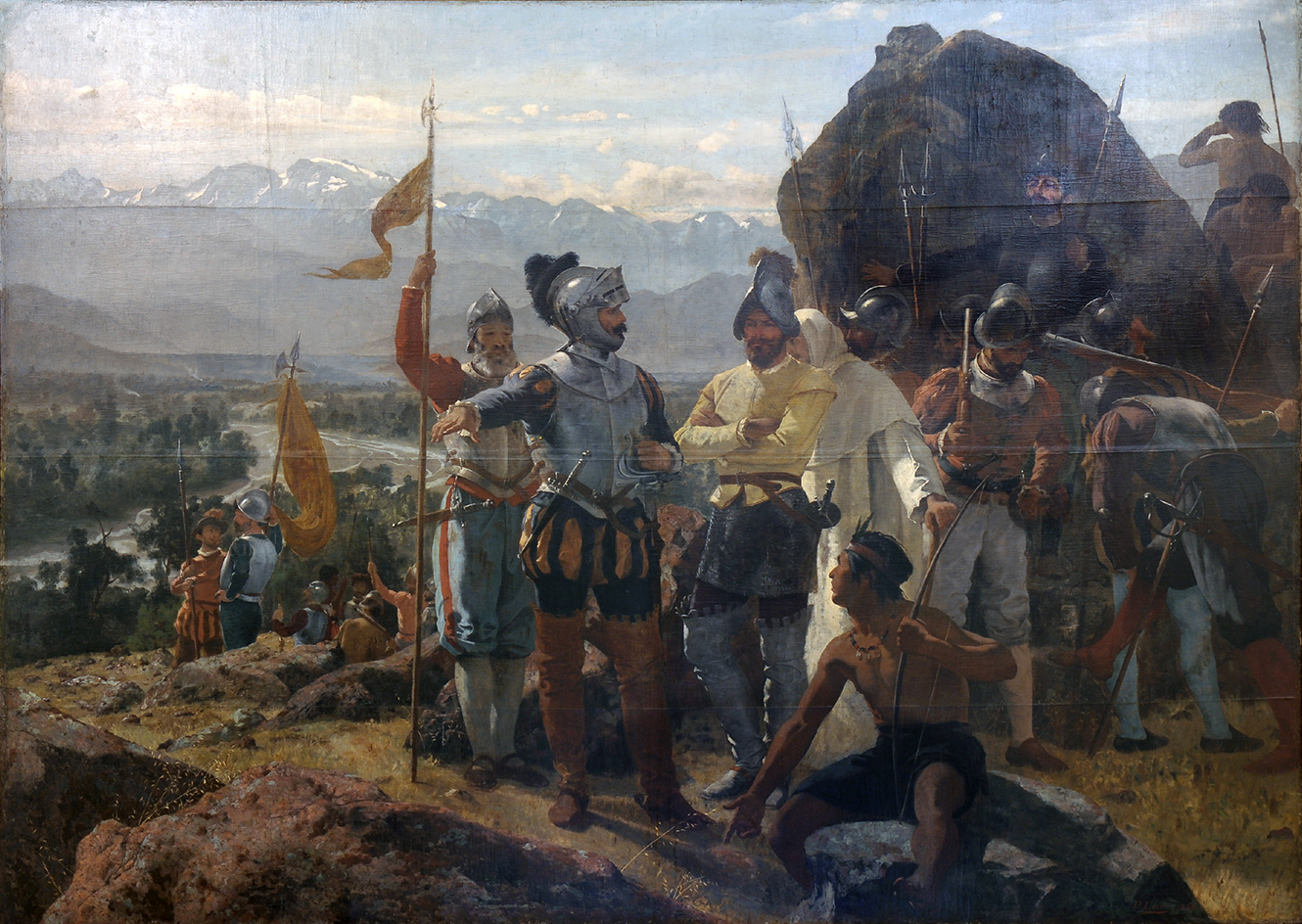
La fundación de Santiago, óleo de Pedro Lira (1888). La obra muestra a Pedro de Valdivia proclamando la fundación de la ciudad, el 12 de febrero de 1541.

De acuerdo con investigaciones arqueológicas, se cree que en la cuenca de Santiago se establecieron los primeros grupos humanos hacia el X milenio a. C. Dichos grupos eran principalmente nómadas cazadores-recolectores, que transitaban desde el litoral hacia el interior en búsqueda de guanacos durante la época de los deshielos cordilleranos. Cerca del año 800 de nuestra era comenzaron a instalarse los primeros habitantes sedentarios debido a la formación de comunidades agrícolas junto al río Mapocho, principalmente de maíz, papa y poroto, y la domesticación de los auquénidos de toda la zona.
Los pueblos establecidos en las zonas pertenecían a grupos picunches (nombre dado por chilenos) o promaucaes (nombre dado por incas), sometidos al Imperio inca desde fines del siglo XV hasta comienzos del siglo XVI. Los incas establecieron en el valle algunos mitimaes, siendo el principal uno instalado en el centro de la actual ciudad, fortalezas como el huaca de Chena y el santuario del cerro El Plomo. La zona habría servido como base para las expediciones incaicas hacia el sur y como nudo vial del Camino del Inca.
Tras haber sido enviado por Francisco Pizarro desde la gobernación de Nueva Castilla y realizar una larga travesía desde Cuzco, el conquistador extremeño Pedro de Valdivia llegó al valle del Mapocho el 13 de diciembre de 1540. Las huestes de Valdivia acamparon junto a las aguas del río, en los faldeos del cerro Tupahue y comenzaron lentamente a entablar relaciones con los pobladores picunches que habitaban la zona, tras lo cual Valdivia convocó a los caciques del valle a un parlamento donde les explicó su intención de fundar una ciudad en nombre del rey Carlos I de España, que sería la capital de su gobernación de Nueva Extremadura. Estos viendo la superioridad militar española frente a los incas, habrían aceptado e incluso le habrían recomendado la fundación de la localidad en una pequeña isla ubicada entre dos brazos del río junto a un pequeño cerro llamado Huelén.
El 12 de febrero de 1541, Pedro de Valdivia fundó formalmente la ciudad de "Santiago del Nuevo Extremo", nombre oficial de la ciudad en honor al Apóstol Santiago, santo patrono de España, en las cercanías del cerro Huelén, renombrado «Santa Lucía» por el conquistador. De acuerdo al proceder de la época, Valdivia encomendó el trazado de la nueva ciudad al alarife Pedro de Gamboa, quien diseñó la ciudad en forma de damero: en el centro de la ciudad diseñó una plaza mayor, alrededor de la cual se seleccionaron varios solares para la catedral, la cárcel y la casa del gobernador. En total, se construyeron ocho cuadras de norte a sur y diez de oriente a poniente, y cada solar (un cuarto de cuadra) fue entregado a los colonizadores, que construyeron casas de barro y paja[cita requerida].

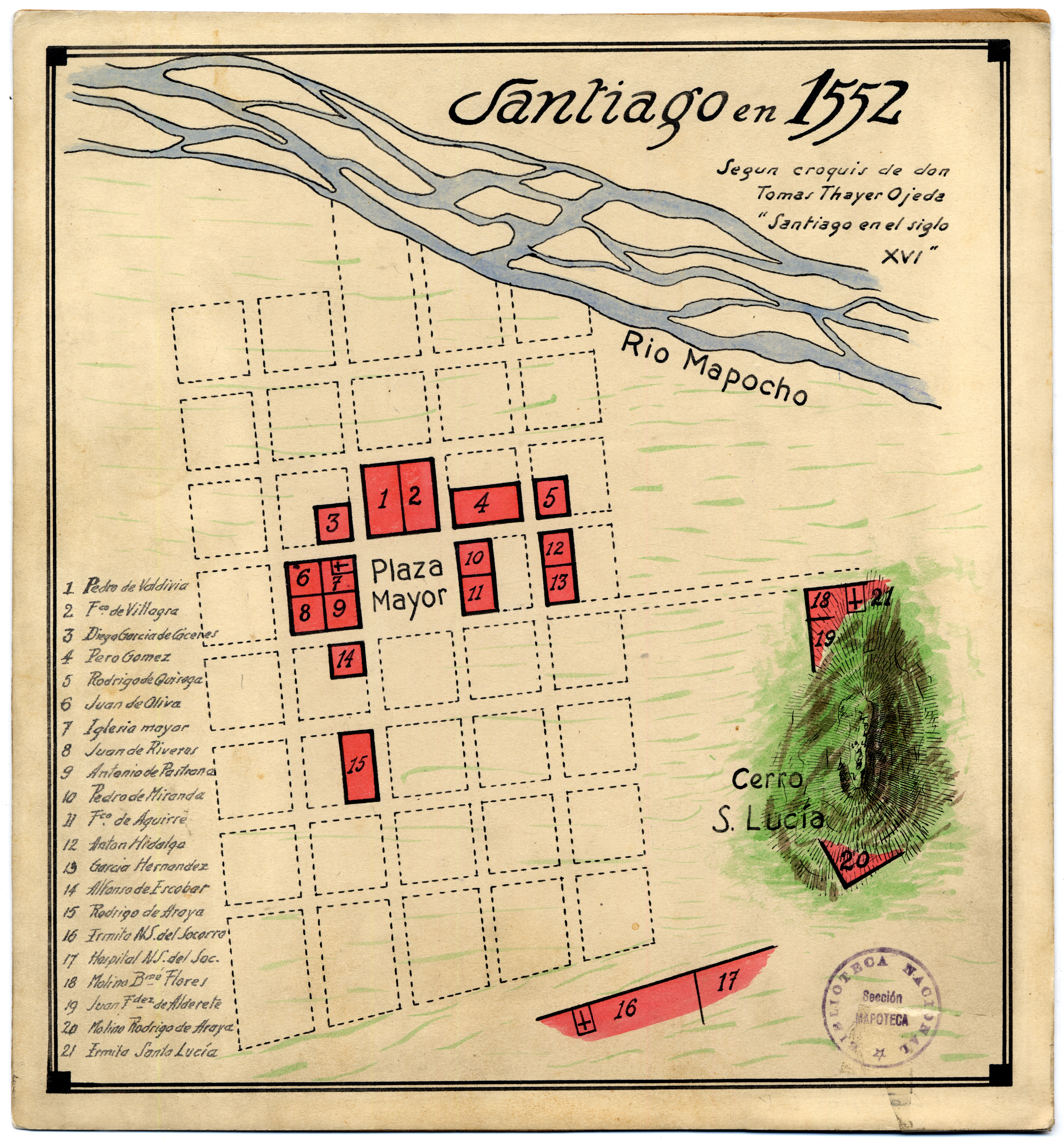
Plano inicial de la ciudad en 1552.

Sin embargo, lo anterior se contrapone a la evidencia antropológica: la alineación de la plaza de Armas, el cerro Santa Lucía y el cerro El Abanico, con la salida del sol durante el solsticio de verano, y el cerro San Cristóbal que corta el perfil de los cerros El Plomo-Littoria durante el solsticio de invierno, es un hecho físico, concreto e indiscutible.

A mí lo que me llamaba la atención es por qué Valdivia se equivocó en poner la Plaza donde no es el centro, la debía haber puesto en la mitad, es así en todas las ciudades, bueno es que no la puso él, la Plaza ya existía, se llamaba 'Kancha', tal cual como cancha de futbol y era incásica, y antes de los incas ya era un sector ceremonial por estas alineaciones calendáricas. Santiago en el fondo no tiene 500 años, Santiago tiene 2000 años de antigüedad […] Pedro de Valdivia no la descubrió, porque sabía que venía acá, sabía ya a la salida de Cusco que existía aquí un poblado que era centro administrativo incásico aquí en el Valle […] Además venía como ayudante de él Pedro Gómez de Don Benito que había venido con (Diego de) Almagro seis años antes y había pasado por Santiago.
Investigador Alexis López Tapia a El Mercurio.

El investigador Rubén Stehberg del Museo Nacional de Historia Natural y Gonzalo Sotomayor de la Universidad Andrés Bello reunieron las pruebas de las investigaciones presentadas en 1976, más documentos históricos, y a esto agregaron nuevas evidencias que demostrarían que, debajo del casco antiguo de Santiago, se encontraría una ciudad incaica, vestigio de la ocupación del Tawantinsuyu en los cursos medios de los ríos Mapocho y Maipo. La ocupación contaba con reyes y autoridades a lo largo de los valles hasta llegar a Mapocho, pero estos habrían sido muertos durante la conquista de Diego de Almagro. La ciudad incaica de Mapocho se la comparaba, según escritos demostrados en el estudio, como otra versión de la capital Inca Cuzco, un lugar en que prosperaba la minería y la agricultura. Por consiguiente, se pone en evidencia que Pedro de Valdivia realmente no fundó Santiago, sino que viajó directamente a poblarla y tomar posesión de la ciudad.
Meses después, Valdivia partió junto con sus soldados hacia el sur, a continuar la Guerra de Arauco. Santiago quedó desprotegido, lo que fue aprovechado por las huestes indígenas de Michimalonco, quienes atacaron la incipiente ciudad. El 11 de septiembre de 1541, la ciudad fue atacada, pero los 55 españoles de la guarnición lograron derrotar a los atacantes. Al parecer, la resistencia fue liderada por Inés de Suárez, pareja de Valdivia. Santiago fue reconstruido lentamente, dando protagonismo a la recién fundada Concepción, donde en 1556 se fundó la Real Audiencia de Chile. Sin embargo, el constante peligro que afrontaba Concepción, debido por una parte a su cercanía del conflicto bélico y por otra a una sucesión de desoladores terremotos, no permitió el establecimiento definitivo de la Real Audiencia en Santiago hasta 1607, reafirmándose en su rol de capital.

### Santiago colonial
A pesar de que Santiago estuvo a punto de desaparecer por el ataque indígena, un terremoto y una serie de inundaciones, la ciudad comenzó a poblarse rápidamente. De las 126 cuadras diseñadas por Gamboa, en 1558 ya habían sido ocupadas cuarenta, y en 1580, la totalidad, mientras que las tierras cercanas acogieron a decenas de miles de cabezas de ganado. En el ámbito arquitectónico, comienzan a construirse los primeros edificios de importancia de la ciudad, destacando el inicio de la construcción en piedra de la primera catedral en 1561 y de la iglesia de San Francisco en 1572, siendo ambas construcciones realizadas principalmente en adobe y piedra.
Una serie de desastres pondría en jaque el desarrollo de la ciudad durante los siglos XVI y XVII: un terremoto en 1575, epidemia de viruela en 1590, desbordes del Mapocho en 1608 y 1618 y por último, el terremoto del 13 de mayo de 1647, donde fallecieron más de 600 personas y quedaron más de cinco mil damnificados. Estos hechos no detendrían el crecimiento de la capital de la Capitanía General de Chile, en una época donde todo el poder del país se concentraba alrededor de la plaza de Armas santiaguina.

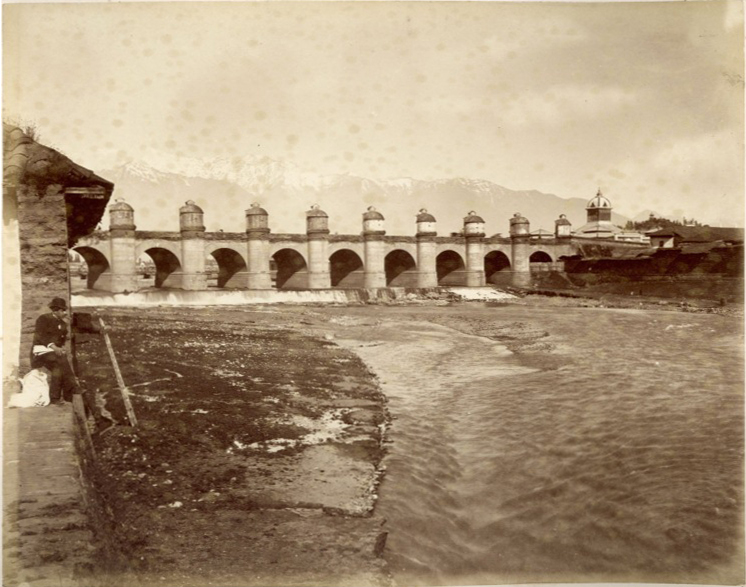
El puente de Calicanto sobre el río Mapocho fue el principal símbolo de la ciudad de Santiago tras su inauguración en 1779.

En 1767, el corregidor español Luis Manuel de Zañartu, dio inicio a unas de las principales obras arquitectónicas del período colonial: el Puente de Calicanto, que permitió unir eficientemente a la ciudad con La Chimba, al norte del río, y el inicio de las construcciones de los tajamares para evitar los desbordes del Mapocho. Aunque el puente logró ser construido, los tajamares fueron constantemente destruidos por el río. En 1780, el gobernador Agustín de Jáuregui contrató al arquitecto italiano Joaquín Toesca, quien diseñaría, entre otras obras importantes, la fachada de la Catedral, el Palacio de La Moneda, el diseño del canal San Carlos y la construcción definitiva de los tajamares, durante el gobierno de Ambrosio O'Higgins, siendo estos inaugurados definitivamente en 1798. El gobierno del virrey del Perú creó la apertura del camino a Valparaíso en 1791, que permitiría la conexión de la capital con el principal puerto del país.

### Capital de la República

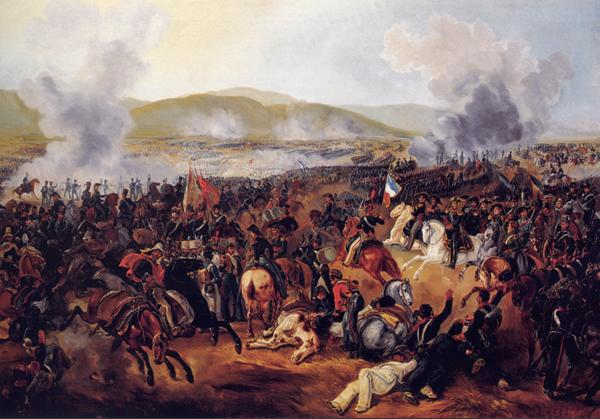
Batalla de Maipú, el 5 de abril de 1818 (óleo de Mauricio Rugendas).

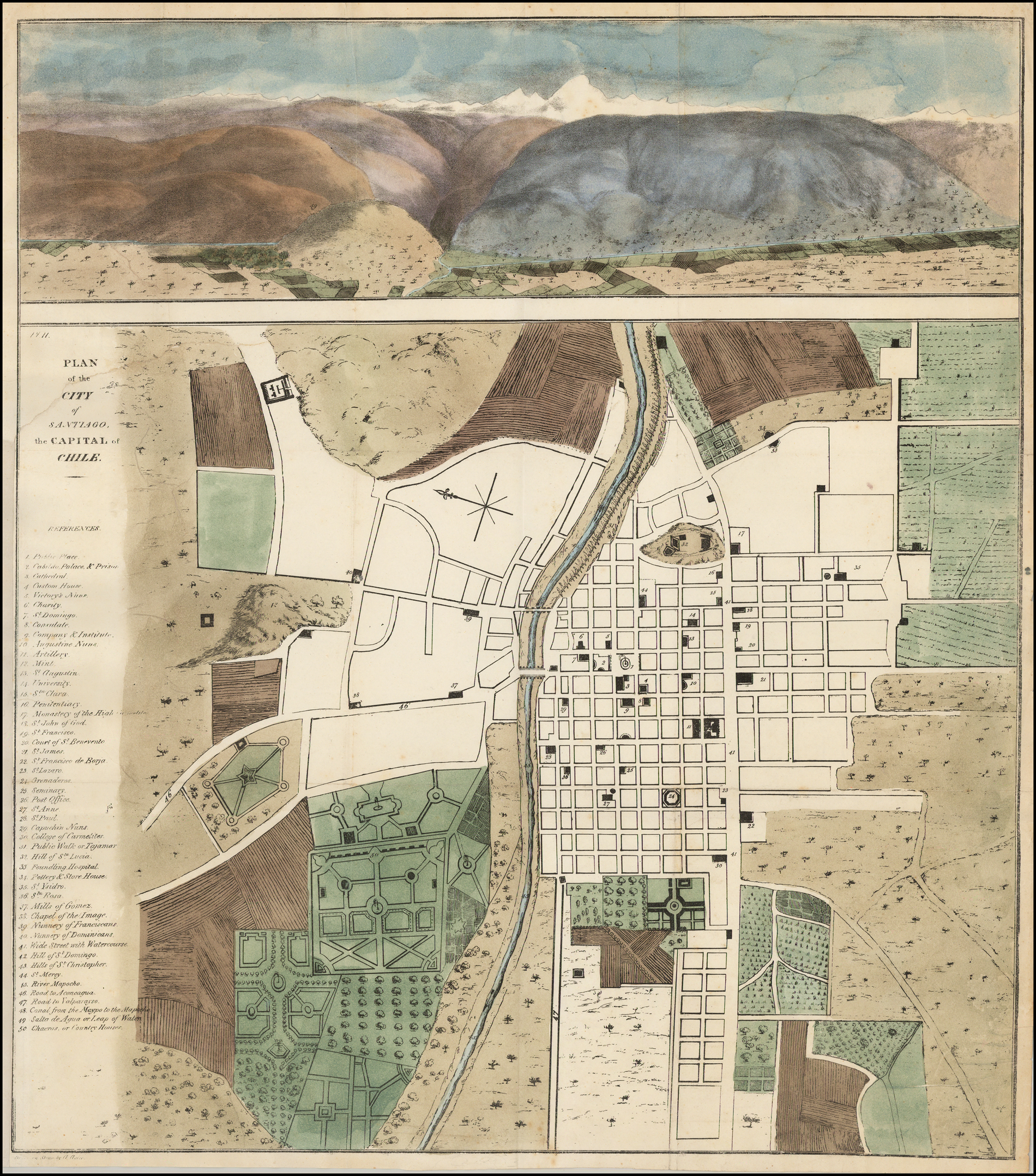
Plan de Santiago en 1824.

El 18 de septiembre de 1810, se proclamó la Primera Junta Nacional de Gobierno en Santiago, hecho con el que se dio inicio al proceso de independencia de Chile. La ciudad, que se convertiría en la capital de la nueva nación, se vería agitada por los diversos acontecimientos, especialmente debido a las acciones bélicas que ocurrirían en sus inmediaciones.
Aunque en la Patria Vieja se instalaron algunas instituciones como el Instituto Nacional y la Biblioteca Nacional, estas fueron clausuradas tras la derrota patriota en la batalla de Rancagua en 1814. El gobierno realista duraría hasta 1817, cuando el Ejército de los Andes alcanzó la victoria en la batalla de Chacabuco, reinstaurando el gobierno patriota en Santiago. La independencia, sin embargo, no estaba asegurada y el ejército español obtuvo nuevas victorias y hacia 1818 se dirigía hacia Santiago, pero la carga sería definitivamente detenida en los llanos del río Maipo, durante la batalla de Maipú, el 5 de abril de 1818.
Con el fin de la guerra, asumió Bernardo O'Higgins como Director Supremo del nuevo estado chileno. Durante la llamada Patria Nueva, se reabren las instituciones cerradas y se inaugura el Cementerio General, se terminan las obras del canal San Carlos y en el brazo sur del Mapocho, conocido como La Cañada, fue cerrado el paso de las aguas convirtiéndolo en un paseo arborizado, conocido como la Alameda de las Delicias.
Dos nuevos terremotos azotaron la ciudad: uno el 19 de noviembre de 1822 y otro el 20 de febrero de 1835. Estos dos hechos, sin embargo, no evitaron que la ciudad siguiera creciendo aceleradamente: en 1820, contaba con 46 000 habitantes, en 1854 la población era de 69 018 habitantes y en el censo de 1865 era de 115 337 habitantes. Este importante aumento se generó principalmente con el crecimiento hacia los suburbios de la zona sur y poniente de la capital y en parte, hacia La Chimba, gracias a la división de los antiguos predios existentes en la zona. Este nuevo desarrollo periférico provocó el fin de la tradicional estructura de damero que regía el centro de la ciudad.

### La ciudad delsigloXIX

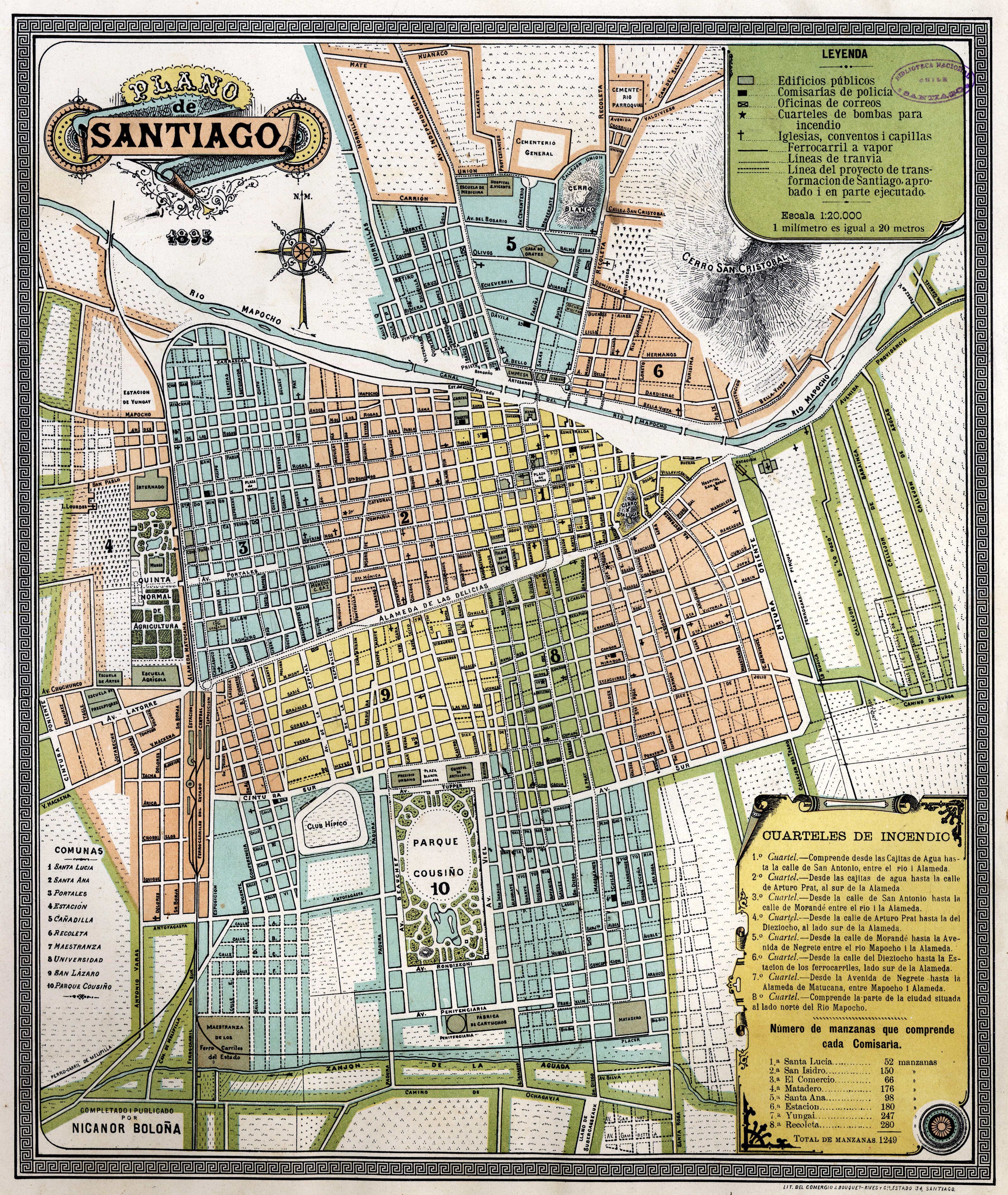
Mapa de Santiago en 1895.

Durante la denominada República Conservadora, se crearon diversas instituciones, principalmente de carácter educativo como la Universidad de Chile y la Quinta Normal de Agricultura. Los canales que recorrían la ciudad para la evacuación de aguas servidas desaparecieron dando paso al alcantarillado, al que se sumaron las primeras redes de gas, agua potable y alumbrado público, y en 1851 se estableció el primer sistema de telegrafía con Valparaíso. Sin embargo, un trágico hecho enlutó a la ciudad cuando más de 2000 personas fallecieron en el incendio de la Iglesia de la Compañía el 8 de diciembre de 1863.
Un nuevo impulso en el desarrollo urbano de la capital se produjo durante la llamada República Liberal y la administración del intendente de la ciudad, Benjamín Vicuña Mackenna, dentro de cuyas principales obras destacaron la remodelación del cerro Santa Lucía, que pasó de ser un basurero a un parque adornado con obras arquitectónicas neoclásicas, la creación de un camino que rodeaba la ciudad, que en esa época tenía una extensión similar a la actual comuna de Santiago, y la remodelación de la Alameda. Esta avenida se consagró como la arteria central de la ciudad gracias al desarrollo de diversos palacios pequeños construidos por la oligarquía beneficiada por el auge económico derivado de la minería del cobre y el salitre. Muchas de las principales obras urbanas eran financiadas por aportes voluntarios de los vecinos ilustres, destacando obras como el Teatro Municipal, el Club Hípico o el actual Parque O'Higgins, construido por el filántropo Luis Cousiño en 1873.
La ciudad se convirtió rápidamente en el principal nudo del sistema ferroviario chileno, el principal medio de transporte durante más de un siglo. El primer ferrocarril llegó a la ciudad el 14 de septiembre de 1857 y en 1884 fue inaugurada la Estación Central de Santiago. Mil vehículos particulares y quinientos de arriendo circulaban en Santiago hacia esos años y 45 000 personas utilizaban diariamente el tranvía. Los primeros teléfonos fueron instalados durante los años 1880 y en menos de diez años existían más de 1200 líneas.
Ya concluyendo el siglo, se construyeron sistemas de recolección de aguas lluvias para evitar inundaciones en el centro y se iniciarían las obras de canalización del Mapocho, para lo que fue necesaria la demolición de los tajamares y del Puente de Calicanto, ocurrida el 10 de agosto de 1888. Para ese entonces, Santiago tenía una población cercana a los 256 000 habitantes, esparcidos en una extensión de 3766 hectáreas. Muchos de estos habitantes vivían en barriadas pobres, excluidas del desarrollo urbano fomentado por la oligarquía, fuera de los bordes de la ciudad como en los barrios occidentales de Yungay y Chuchunco.

### El Santiago del centenario

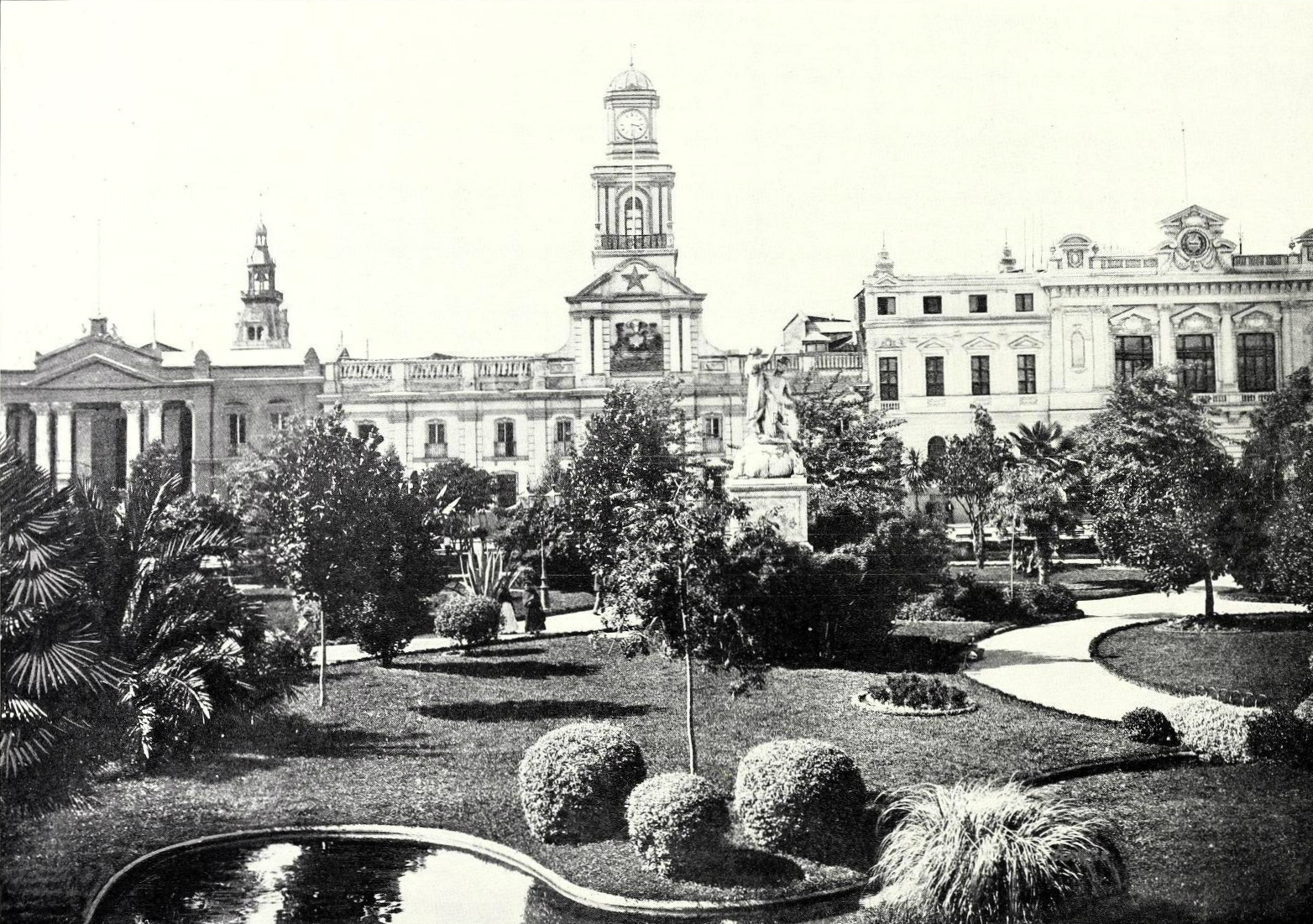
La plaza de Armas en 1906.

Con el advenimiento del nuevo siglo, la ciudad comenzó a experimentar diversos cambios relacionados con el fuerte desarrollo de la industria. Valparaíso, que hasta la fecha había sido el centro económico del país, comienza lentamente a perder protagonismo en desmedro de la capital. Ya en 1895, el 75 % de la industria fabril nacional radicaba en la capital y sólo un 28% en el puerto, y hacia 1910, los principales bancos y tiendas comerciales se instalaron en las calles del centro de la ciudad, abandonando Valparaíso.
La promulgación tanto de la ley de Comuna Autónoma y el decreto de creación de municipalidades permitirían la creación de diversas divisiones administrativas en el Departamento de Santiago, con el fin de mejorar la administración local. Maipú, Ñuñoa, Renca, Lampa, y Colina se crearían en 1891, Providencia y Barrancas en 1897; y en 1901, Las Condes. En el departamento de La Victoria, se originarían Lo Cañas en 1891, el que sería dividido en La Granja y Puente Alto en 1892. En 1899 nacería La Florida y en 1925, La Cisterna.
El cerro San Cristóbal comenzó en este período un largo proceso de mejoramiento. En 1903 se instaló un observatorio astronómico y al año siguiente se colocó la primera piedra del santuario mariano en su cumbre, el cual se caracteriza por la imagen de 14 metros de la Virgen María, visible desde diversos puntos de la ciudad. Sin embargo, la idea de reforestarlo no sería cumplida hasta algunas décadas después.
Con el deseo de celebrar el Centenario de la República en 1910, se realizaron diversas obras urbanas. Fue ampliada la red de ferrocarriles, permitiendo la conexión de la ciudad con sus nacientes suburbios, a través del ferrocarril de circunvalación y el que llevaba al Cajón del Maipo, mientras se construyó una nueva estación ferroviaria en el norte de la ciudad: la Estación Mapocho. En los terrenos ganados por la canalización del Mapocho, se creó el Parque Forestal y se inauguraron los nuevos edificios del Museo de Bellas Artes, del Internado Nacional y de la Biblioteca Nacional. Además, serían finalizados los trabajos de alcantarillado, que cubrían a cerca del 85% de la población urbana.

### Explosión demográfica

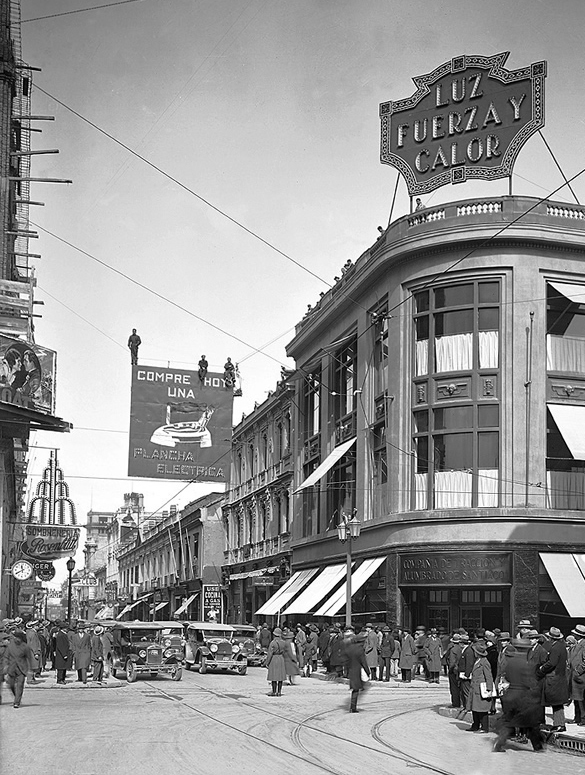
Vista de Ahumada, en el centro de la ciudad, hacia fines de los años 1920.

A fines de 1920, el censo estimaba una población en Santiago de 507 296 habitantes, lo que equivalía al 13,6% de la población total del país. Esta cifra representaba un aumento de un 52,47% con respecto al censo de 1907, es decir, un crecimiento anual del 3,3%, casi tres veces más que la cifra a nivel nacional. Este crecimiento se explica principalmente por la llegada de campesinos desde el sur que llegaban a trabajar a las fábricas y ferrocarriles en construcción. Sin embargo, este crecimiento se experimentó en la periferia y no en el casco urbano propiamente tal.

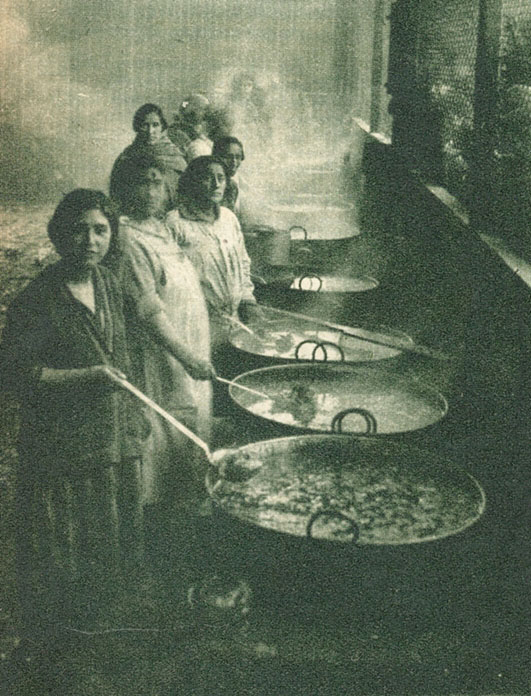
Mujeres preparan ollas comunes, en 1932.

En estos años, el centro de la ciudad se consolidó como un barrio netamente comercial, financiero y administrativo, con el establecimiento de diversos portales y locales alrededor de la calle Ahumada y del Barrio Cívico en el entorno inmediato del Palacio de La Moneda. Este último proyecto significó la construcción de diversos edificios modernistas para el establecimiento de las oficinas de ministerios y otros servicios públicos, dando el puntapié inicial para la construcción de edificios de mediana altura. Por otro lado, los habitantes tradicionales del centro comenzaron a emigrar fuera de la urbe hacia sectores más rurales como Providencia y Ñuñoa, que acogieron a la oligarquía y a los inmigrantes europeos profesionales, y San Miguel para las familias de clase media. Además, en la periferia comenzaron a construirse diversas villas para los asociados de diversas organizaciones sindicales de la época. La modernidad se expandió en la ciudad, con la aparición de los primeros cines, la extensión de la red telefónica y la inauguración del Aeropuerto Los Cerrillos en 1928, entre otros adelantos.

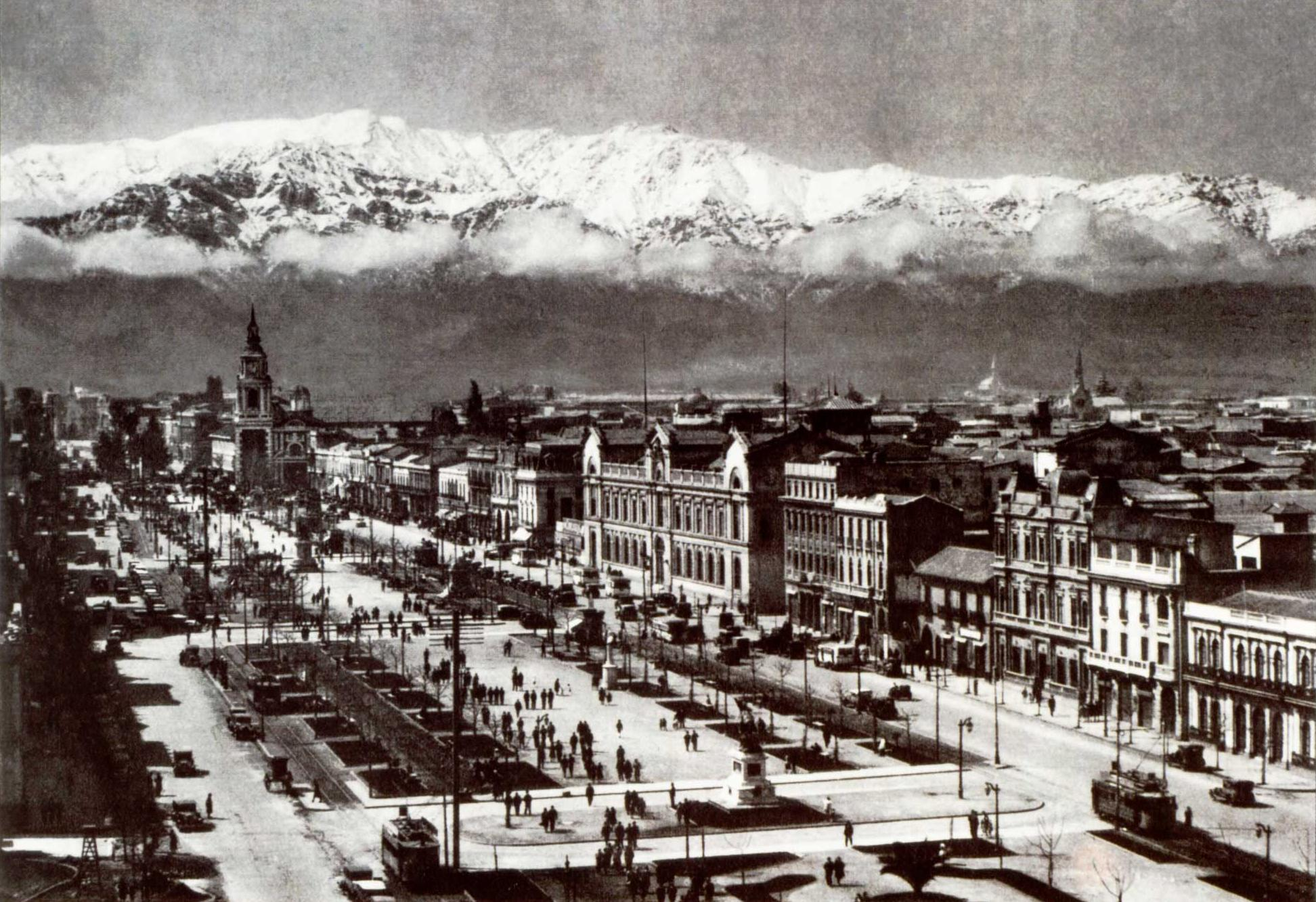
Vista de la Alameda en 1930.

La sensación de una era de crecimiento económico reflejada en los avances tecnológicos contrastaba profundamente con las clases sociales más bajas. El crecimiento de las décadas anteriores se convirtió en una explosión demográfica sin precedentes desde 1929. La Gran Depresión generó el desplome de la industria salitrera del norte, dejando a 60 000 desempleados, los que sumados a la caída de las exportaciones agrícolas, totalizaron cerca de 300 000 cesantes a nivel nacional. Estos, en su mayoría, vieron a la gran ciudad y su pujante industria como la única oportunidad de sobrevivir. Muchos migrantes llegaron sin nada a la ciudad y miles debieron sobrevivir en las calles ante la imposibilidad de arrendar alguna habitación. Las enfermedades se expandieron y la tuberculosis cobró la vida de cientos de indigentes. El desempleo y el costo de la vida aumentaron de importante manera, mientras los sueldos de los santiaguinos cayeron.
La situación solo cambiaría varios años más tarde con un nuevo auge industrial fomentado por la CORFO y la expansión del aparato estatal a partir de fines de los años 1930. En esta época, la aristocracia perdió gran parte del poder que ostentaba y la clase media, compuesta por comerciantes, burócratas y profesionales, adquirió el protagonismo de la política nacional. En este contexto, Santiago comienza a desarrollarse hacia las masas, mientras las clases acomodadas tienden a refugiarse en los barrios altos de la capital. Así, los antiguos paseos de la clase adinerada, como el Parque Cousiño y la Alameda, pierden hegemonía frente a recintos de esparcimiento popular, como el Estadio Nacional surgido en 1938.

### El Gran Santiago
| Crecimiento relativo de Santiago, por comunas |      |      |      |      |
|                                               | 1940 | 1952 | 1960 | 1970 |
| Barrancas                                     | 100  | 223  | 792  | 1978 |
| Conchalí                                      | 100  | 225  | 440  | 684  |
| La Granja                                     | 100  | 264  | 1379 | 3424 |
| Las Condes                                    | 100  | 197  | 506  | 1083 |
| Ñuñoa                                         | 100  | 196  | 325  | 535  |
| Renca                                         | 100  | 175  | 317  | 406  |
| San Miguel                                    | 100  | 221  | 373  | 488  |
| Santiago                                      | 100  | 104  | 101  | 81   |

En las décadas siguientes, Santiago siguió creciendo de forma imparable. En 1940, la ciudad acumulaba 952 075 habitantes, en 1952 esta cifra llegó a los 1 350 409 habitantes y el censo de 1960 totalizó 1 907 378 santiaguinos. Este crecimiento se reflejó en la urbanización de los sectores rurales de la periferia, donde se establecieron familias de clase media y baja con viviendas estables: en 1930, el área urbana tenía una extensión de 6500 hectáreas, que en 1960 llegó a las 20 900 y en 1980 a las 38 296. Aunque la mayoría de las comunas seguían creciendo, este se concentró principalmente en comunas periféricas como Barrancas al poniente, Conchalí al norte y La Cisterna y La Granja al sur. Las clases bajas se instalaron a través de ocupaciones ilegales ("tomas de terreno"), de las cuales las más emblemáticas fueron las Poblaciones Recabarren (1947), Zañartu (1947), Los Nogales (1948) y La Victoria (1957), aunque también hubo compra de sitios desde los años 30 y acceso a viviendas sociales construidas por el Estado y las cajas de previsión. En el caso de la clase alta, ésta comenzó a acercarse al sector de la precordillera de Las Condes y La Reina. El centro, por el contrario, perdió habitantes dejando más espacio para el desarrollo del comercio, la banca y las actividades gubernamentales.

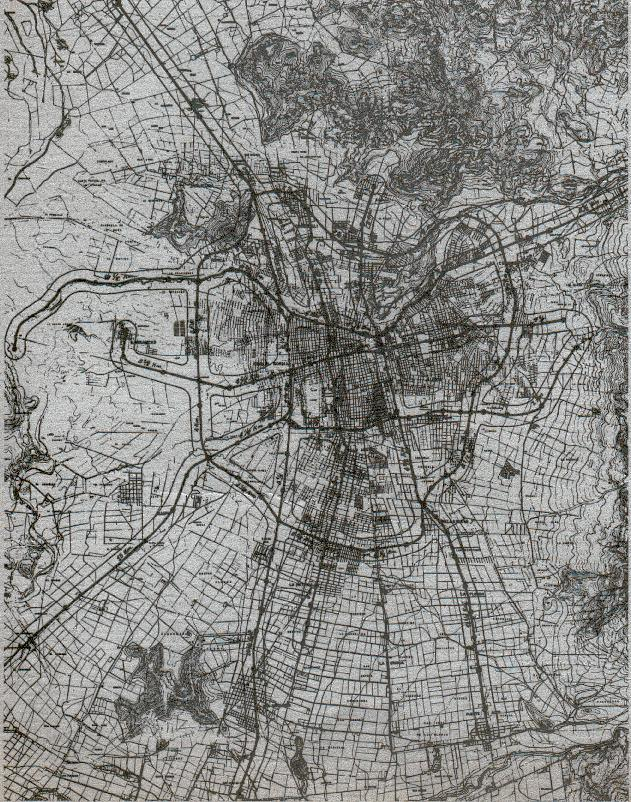
Extensión del Gran Santiago en 1965.

Este crecimiento se realizó sin ningún tipo de regulación y sólo comenzaron a aplicarse durante los años 1960 con la creación de diversos planes de desarrollo del Gran Santiago, concepto que reflejaba la nueva realidad de una ciudad mucho más amplia. En 1958 fue lanzado el Plan intercomunal de Santiago y que proponía la organización del territorio urbano, fijando un límite de 38 600 hectáreas urbanas y semiurbanas, para una población máxima de 3 260 000 habitantes, la construcción de nuevas avenidas, como la avenida Circunvalación Américo Vespucio y la ruta 5 Panamericana, el ensanche de las existentes y el establecimiento de «cordones industriales». La celebración de la Copa Mundial de Fútbol de 1962 dio un nuevo empuje a las obras de mejoramiento de la ciudad. En 1966 se creó el Parque Metropolitano de Santiago en el cerro San Cristóbal y el MINVU dio inicio a la erradicación de poblaciones callampas y la construcción de nuevas viviendas como la Remodelación San Borja, en cuyas cercanías fue construido el Edificio Diego Portales.
En 1967 fue inaugurado el nuevo Aeropuerto Internacional de Pudahuel y, tras años de discusión, en 1969 se daría inicio a la construcción del Metro de Santiago, cuya primera etapa correría bajo el tramo occidental de la Alameda y que sería inaugurada en 1975. El Metro se convertiría en una de las construcciones más prestigiosas de la ciudad y en los años siguientes seguiría expandiéndose, llegando a dos líneas perpendiculares a fines de 1978. Las telecomunicaciones tendrían además un importante desarrollo, reflejado con la construcción de la Torre Entel, que desde su construcción en 1975 sería uno de los símbolos de la capital al ser la estructura más alta del país por dos décadas.
Tras el golpe de Estado de 1973 y el establecimiento de la dictadura militar, la planificación urbana no tuvo grandes cambios hasta inicio de los años 1980, cuando el gobierno adoptó un modelo económico neoliberal y el rol de organizador pasa del Estado al mercado; en la misma época se desarrolla la campaña publicitaria Dale en tu corazón un lugar a Santiago (1980) que buscaba generar conciencia cívica y elevar la moral de los habitantes. En 1979 se modifica el plan regulador, extendiendo el radio urbano a más de 62 000 ha para el desarrollo inmobiliario, provocando una nueva expansión descontrolada de la ciudad, llegando a las 40 619 ha de extensión a comienzos de los años 1990, especialmente en la zona de La Florida, que en el censo de 1992 se convirtió en la comuna más populosa del país, con 328 881 habitantes. En tanto, un fuerte terremoto azotó la ciudad el 3 de marzo de 1985, que aunque causó escasas víctimas, dejó numerosos damnificados y destruyó muchas edificaciones de antigüedad.

### La ciudad en los inicios delsigloXXI

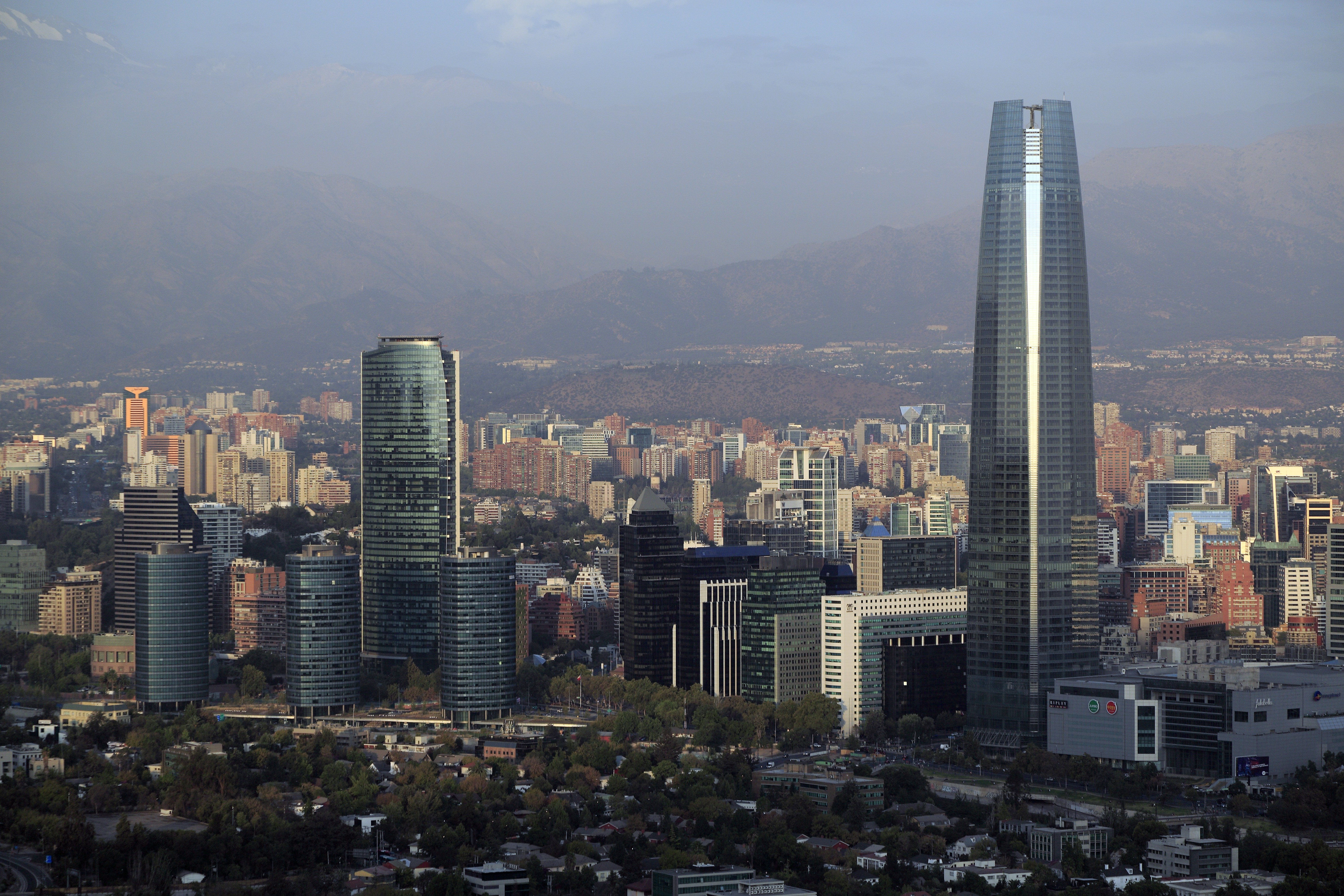
Vista del distrito financiero de Santiago, también conocido como Sanhattan hacia 2013.

Con el inicio de la Transición en 1990, la ciudad de Santiago ya sobrepasaba los cuatro millones de habitantes, que habitaban preferentemente en la zona sur: La Florida era seguida en número de habitantes por Puente Alto y Maipú. El desarrollo inmobiliario en estas comunas y otras como Quilicura y Peñalolén se debió en gran medida a la construcción de conjuntos habitacionales para familias de clase media. En tanto, las familias de altos ingresos avanzaron hacia la precordillera y el llamado Barrio Alto, a las comunas de La Reina, Las Condes, Vitacura y Lo Barnechea, y también hacia la zona norte de Santiago, específicamente a la comuna de Huechuraba. Por otro lado, si bien la pobreza comenzó a bajar considerablemente, se mantuvo la fuerte dicotomía entre la pujante urbe globalizada y los barrios marginales dispersos a lo largo de la capital.
La zona de avenida Providencia se consolidó como un importante eje comercial en el sector oriente y hacia los años 1990, este desarrollo se extendió al Barrio Alto que se convirtió en un atractivo polo para la construcción de edificios de gran altura. Las principales empresas y corporaciones financieras se establecieron en la zona, dando origen a un moderno y pujante centro empresarial conocido como Sanhattan. La partida de estas empresas al Barrio Alto y la construcción de centros comerciales alrededor de toda la ciudad, provocaron una crisis en el casco histórico, el cual debió reinventarse: sus principales calles comerciales se convirtieron en paseos peatonales, como el paseo Ahumada, y se instituyeron beneficios tributarios para la construcción de edificios residenciales, atrayendo principalmente a jóvenes adultos.

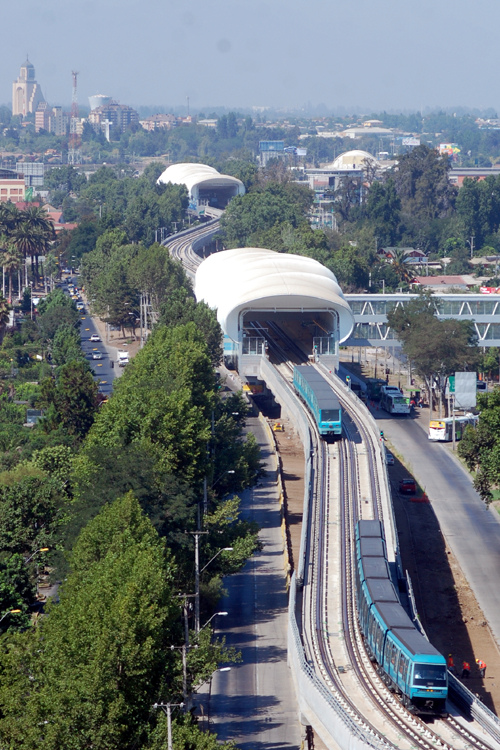
La expansión urbana hacia la periferia provocó la extensión del metro de Santiago hacia las comunas de Puente Alto, Maipú y Quilicura.

En estos años, la ciudad comenzó a enfrentar una serie de problemas generados por el desordenado crecimiento experimentado. La contaminación atmosférica alcanzó niveles críticos durante los meses de invierno y una capa de esmog se instaló sobre la ciudad, por lo que las autoridades debieron establecer medidas legislativas para las industrias y la restricción vehicular a los automóviles. A eso se sumó que la gran extensión de la ciudad hizo colapsar el sistema de transporte. El Metro debió ser ampliado considerablemente extendiendo sus líneas y creando tres nuevas líneas entre 1997 y 2006 en el sector suroriente, mientras una nueva extensión hacia Maipú fue inaugurada en 2011, dejando al ferrocarril metropolitano con una longitud de 105 km. En el caso de los autobuses, el sistema sufrió una importante reforma a comienzos de los años 1990 con las llamadas "Micros Amarillas" y luego en 2007 con el establecimiento de un plan maestro de transportes conocido como Transantiago —actual Red Metropolitana de Movilidad—, el cual enfrentó una serie de problemas producto de una implementación brusca y deficiente que generó efectos desfavorables en la vida cotidiana de los habitantes de la capital.
El 27 de febrero de 2010, un fuerte terremoto afectó la capital, provocando diversos daños en edificios antiguos. Aunque la ciudad logró recuperarse rápidamente, los daños en algunos edificios modernos levantaron un debate sobre la real aplicación de los estándares antisísmicos obligatorios en la ciudad.
Tras el terremoto, Santiago continuó con su acelerado desarrollo. Diversas autopistas urbanas fueron construidas, el Barrio Cívico fue renovado con la creación de la plaza de la Ciudadanía y se inició la construcción de la Ciudad Parque Bicentenario para la conmemoración del bicentenario de la República. El desarrollo de la edificación de altura continuó en el sector oriente, lo cual culminó en la apertura de los rascacielos Titanium La Portada y Gran Torre Santiago en el complejo inmobiliario Costanera Center. En cuanto a la movilidad, la expansión del Metro llegó a los 140 km a comienzos de 2019 y está planificada la construcción de tres nuevas líneas para la década siguiente. En 2021 se inaugurará la nueva terminal del aeropuerto internacional y están en construcción los trenes de cercanía hacia Lampa y Melipilla; adicionalmente, está en evaluación un plan para establecer un tren de alta velocidad que conecte a la capital con Valparaíso y Viña del Mar. Dos nuevas autopistas urbanas, Vespucio Oriente y Costanera Central, están en proceso de licitación.

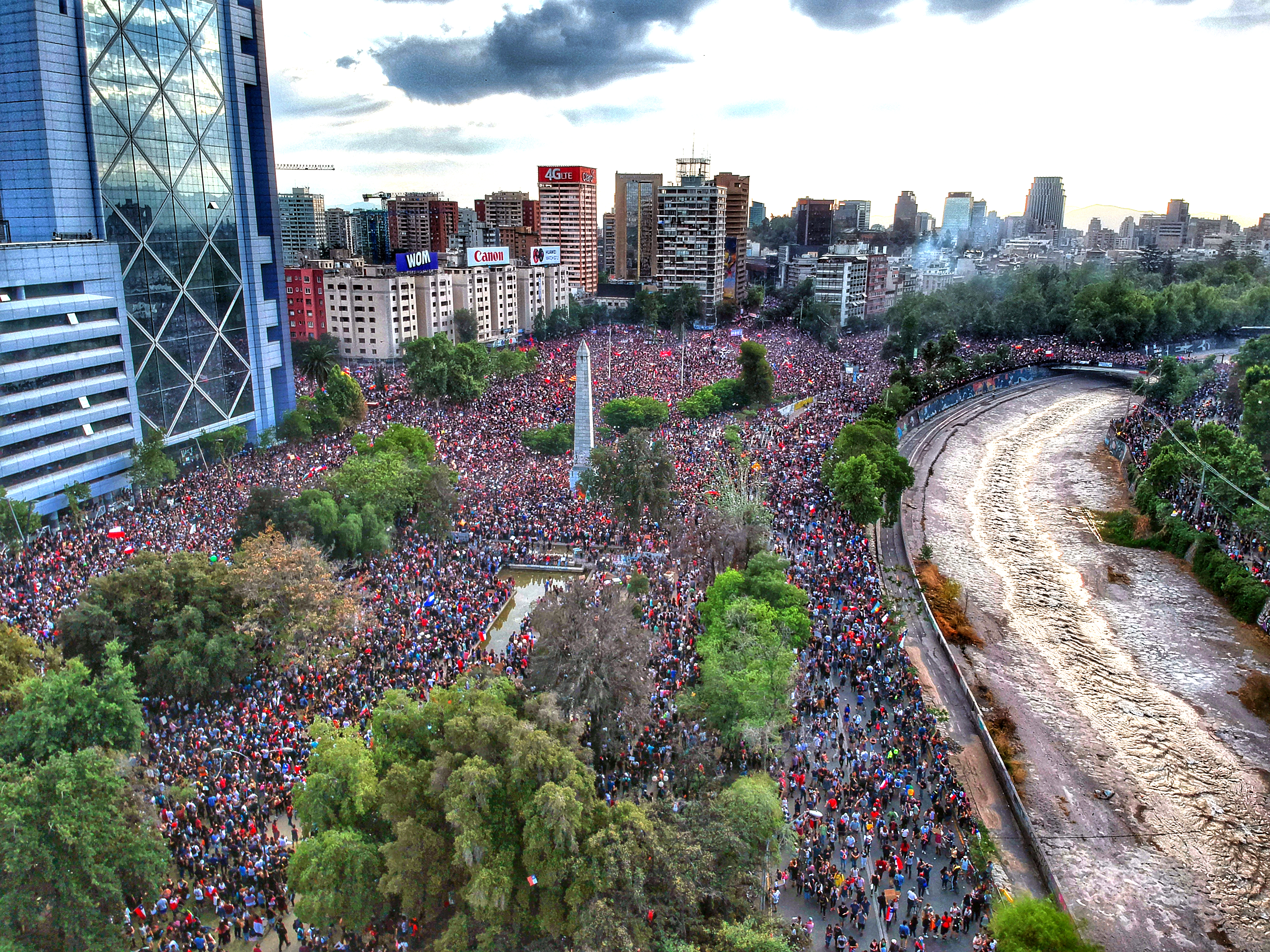
Manifestación en plaza Baquedano durante el estallido social.

Pese a los esfuerzos de integración urbana, la desigualdad socioeconómica y la fragmentación geosocial permanecen como dos de los problemas más importantes, tanto de la ciudad como del país. Estos problemas han sido considerados como uno de los factores que llevaron al «estallido social», una serie de protestas masivas realizadas entre 2019 y 2020 en contra del gobierno de Sebastián Piñera. Si bien las protestas fueron transversales en el país, estas se iniciaron en Santiago producto del aumento de la tarifa del Metro de Santiago y fue en esta ciudad donde se concentraron las manifestaciones más grandes. Las protestas derivaron en un serio enfrentamiento civil, que llevó a miles de detenciones y acusaciones de violaciones a los derechos humanos. En tanto, las manifestaciones registraron graves episodios de violencia contra la infraestructura pública y privada, siendo el Metro de Santiago uno de los más afectados por estos episodios: más de la mitad de sus estaciones registraron daños (varias siendo parcialmente incendiadas) y recién once meses después la red volvió a operar con normalidad.

## Geografía

### Localización

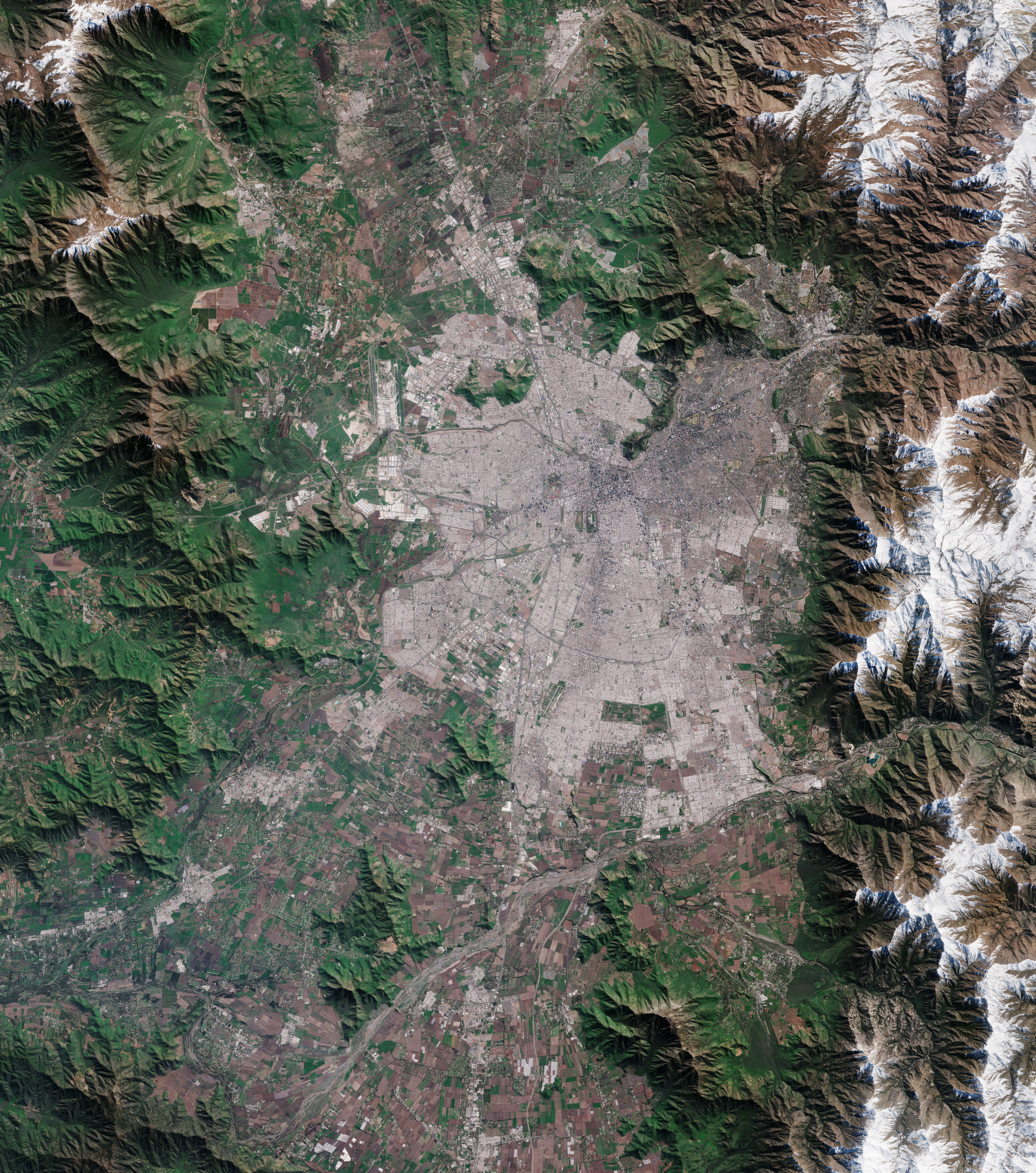
Imagen satelital del Gran Santiago en 2022.

La ciudad de Santiago se encuentra ubicada en Sudamérica en las coordenadas 33°27′00″S 70°40′00″O / -33.45000, -70.66667, al oeste de la cordillera de los Andes y en el borde suroeste del continente.
Al estar ubicado en el paralelo 33° sur, Santiago se encuentra a una latitud similar de las ciudades de Ciudad del Cabo de Sudáfrica; Perth, Adelaida y Sídney en Australia; Mendoza, Rosario y Buenos Aires en Argentina, Uruguay y el estado de Río Grande del Sur de Brasil. Al estar también ubicado en el Meridiano 70 oeste, la ciudad se halla en la misma longitud que el territorio de Nunavut, y la ciudad de Quebec en Canadá; los estados de Maine y Massachusetts de Estados Unidos, Isla Española de República Dominicana; Aruba, Venezuela, Colombia, parte del estado de Amazonas de Brasil, el Departamento de Loreto de Perú y algunas secciones de Argentina.
El horario de la ciudad de Santiago es regido por la hora oficial de Chile ―UTC-3 en verano y UTC-4 en invierno―.
Aunque a veces existe confusión, Santiago no es el punto medio de Chile; si solo se considera el territorio continental es el balneario Playa Blanca, ubicado en la comuna de Coronel la región del Biobío. Si se considera el territorio nacional desde el límite norte con Perú hasta el extremo sur del Territorio Chileno Antártico, el punto medio se halla en Punta Arenas.

### Geología y relieve

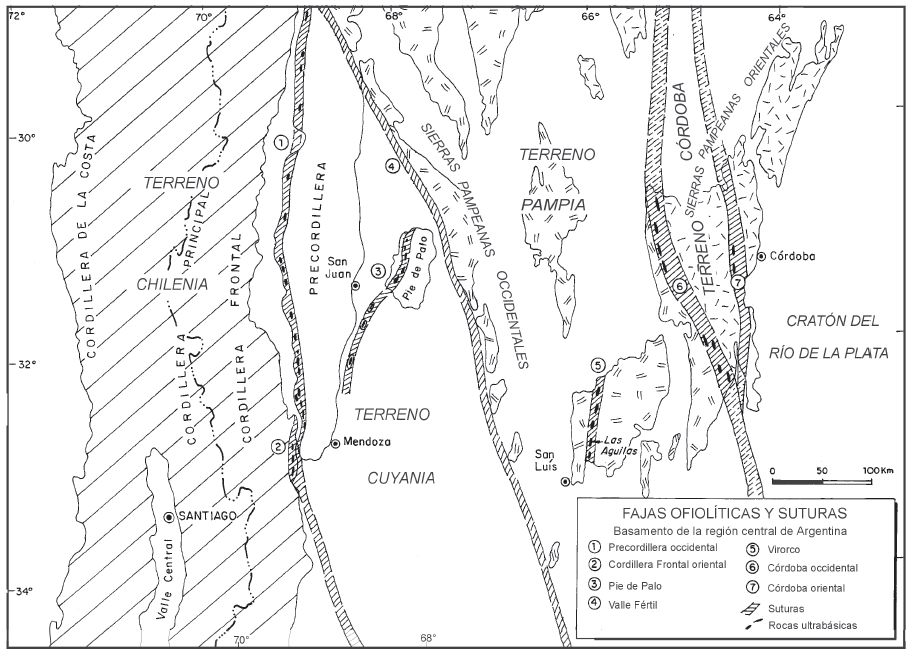
Mapa de distribución de terrenos y suturas en la zona central de Chile y Argentina.

La ciudad de Santiago está emplazada principalmente en un llano conocido como «cuenca de Santiago». Esta cuenca es parte de la Depresión Intermedia y está delimitada por el cordón de Chacabuco en el norte, la Cordillera de los Andes por el oriente, la angostura de Paine por el sur y la Cordillera de la Costa por el poniente. Aproximadamente, esta cuenca tiene una longitud de 80 km en dirección norte-sur y de 35 km de este a oeste.
Durante el Neoproterozoico ―1 000 Ma.― existía el supercontinente Rodinia, el cual comenzó a fragmentarse en pequeñas masas continentales ―750-600 Ma―. Ya hace 550 millones de años atrás, uno de estos fragmentos ―Gondwana― se había formado. Es durante este periodo, sin embargo, que mientras seguía conformándose Gondwana, su actividad tectónica en el margen oeste (en el mismo periodo cuando se producía su divergencia del continente Laurentia que conllevó a la formación de lo que es el océano Pacífico) conllevó a la formación del Orógeno de Terra Australis, proceso en el cual varios eventos de orogénesis ocurrieron durante el pérmico medio. Durante este orógeno, varios terrenos son añadidos al borde continental, como lo es el terreno Chilenia, el cual conforma el actual territorio compuesto por la depresión intermedia y cordillera de Chile central.
Con los procesos de subducción de la Placa de Nazca bajo la Placa Sudamericana ―iniciados a fines del Paleozoico―, comienza un proceso de acreción en el borde continental, lo que forma los «complejos acrecionarios del Paleozoico superior», masas continentales procedentes del lecho marino que conforman lo que es la mitad costera del norte y centro del país.
El origen de la depresión intermedia, que da espacio a la zona geográfica donde se asienta la ciudad de Santiago, ha estado en discusión. Especialistas por una parte indican que esta procede de la interacción geomorfológica de la cordillera de los Andes con la falla de San Ramón, mientras que otra postura indica que el origen principal es producto de la erosión diferencial causada por la red de drenaje durante el neógeno ―los últimos 10 y 4 millones de años―. Ha aparecido evidencia que apoya este último argumento.

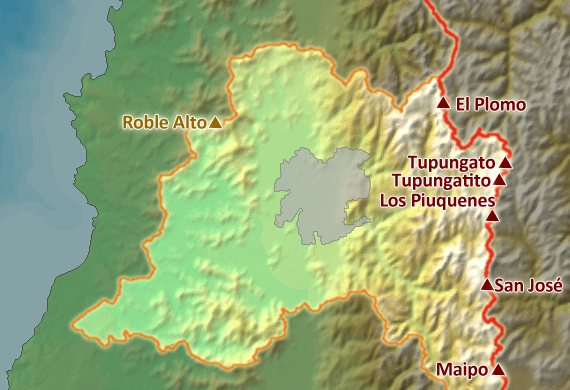
Relieve de la Región Metropolitana, con la ciudad de Santiago y los principales cerros a su alrededor. Otro mapa con más detalle puede verse aquí.

Durante los últimos millones de años, la geomorfología actual fue tomando forma. La Glaciación cuaternaria, afectó a la topología de la zona central del país, formando en la región morrenas. Se han podido distinguir solo dos periodos de glaciación en el valle del río Maipo y en la sección andina frente a Santiago.
En la actualidad, Santiago yace principalmente en el llano de la cuenca, con una altitud entre los 400 metros en las zonas más occidentales y llegando a los 540 en la plaza Baquedano, presentando algunos lomajes en el sector de Cerrillos. El área metropolitana ha rodeado a algunos de estos cerros islas, como en el caso del cerro Santa Lucía, el cerro Blanco, el Calán, cerro Lo Aguirre y el Renca, que con 800 m s. n. m. es el punto más alto de la ciudad. Al suroeste de Santiago, existe un cordón rocoso de varios cerros islas, dentro del que destaca el cerro Chena. Hacia el poniente también se presentan algunas de las principales alturas de la Cordillera de la Costa, como el cerro Roble Alto con 2 185 metros de altitud, siendo la zona del río Maipo la única en que la cordillera pierde altitud.
Durante las últimas décadas, el crecimiento urbano ha expandido los límites de la ciudad hacia el sector oriente acercándose hacia la precordillera andina, habitando los conos de deyección existentes. Incluso en zonas como La Dehesa, Lo Curro y El Arrayán, se ha llegado a superar la barrera de los 1 000 metros de altitud. Algunas estribaciones de baja altura se desprenden de los Andes y se adentran en la cuenca, como es el caso del cordón montañoso del cerro La Pirámide y el cerro San Cristóbal, en el sector nororiente de Santiago.
Las fallas geológicas presentes en la zona son la falla de San Ramón y la falla Los Ángeles - Infiernillo. Las rocas presentes en Santiago son principalmente del cuaternario, pero también existen rocas procedentes del cretácico superior (formación Las Chilcas) y del cretácico inferior (formación de Lo Prado), pero además se pueden distinguir rocas plutónicas del cretácico superior y del cretácico medio-inferior.
Al oriente, se alza maciza la llamada sierra de Ramón, una cadena montañosa formada en los contrafuertes de la precordillera debido a la acción de la falla de Ramón, alcanzando los 3296 m s. n. m. (metros sobre el nivel del mar) en el cerro de Ramón. Veinte kilómetros más al oriente, se encuentra la cordillera de los Andes con sus cadenas de montañas y volcanes, muchos de los cuales superan los 6000 m s. n. m. y en los que se mantienen algunos glaciares. El más alto es el volcán Tupungato con 6570 m s. n. m., ubicado cerca del volcán Tupungatito, de 5913 m s. n. m. Hacia el nororiente, se ubican el Nevado El Plomo, con 6070 m s. n. m., y el cerro El Plomo, con 5424 m s. n. m. En tanto, hacia el sureste de la capital, se ubican el Nevado Los Piuquenes, 6019 m s. n. m., el volcán San José, 5856 m s. n. m., y el volcán Maipo, 5323 m s. n. m. De estas cimas, tanto el Tupungatito como el San José y el Maipo son volcanes activos.

### Hidrografía

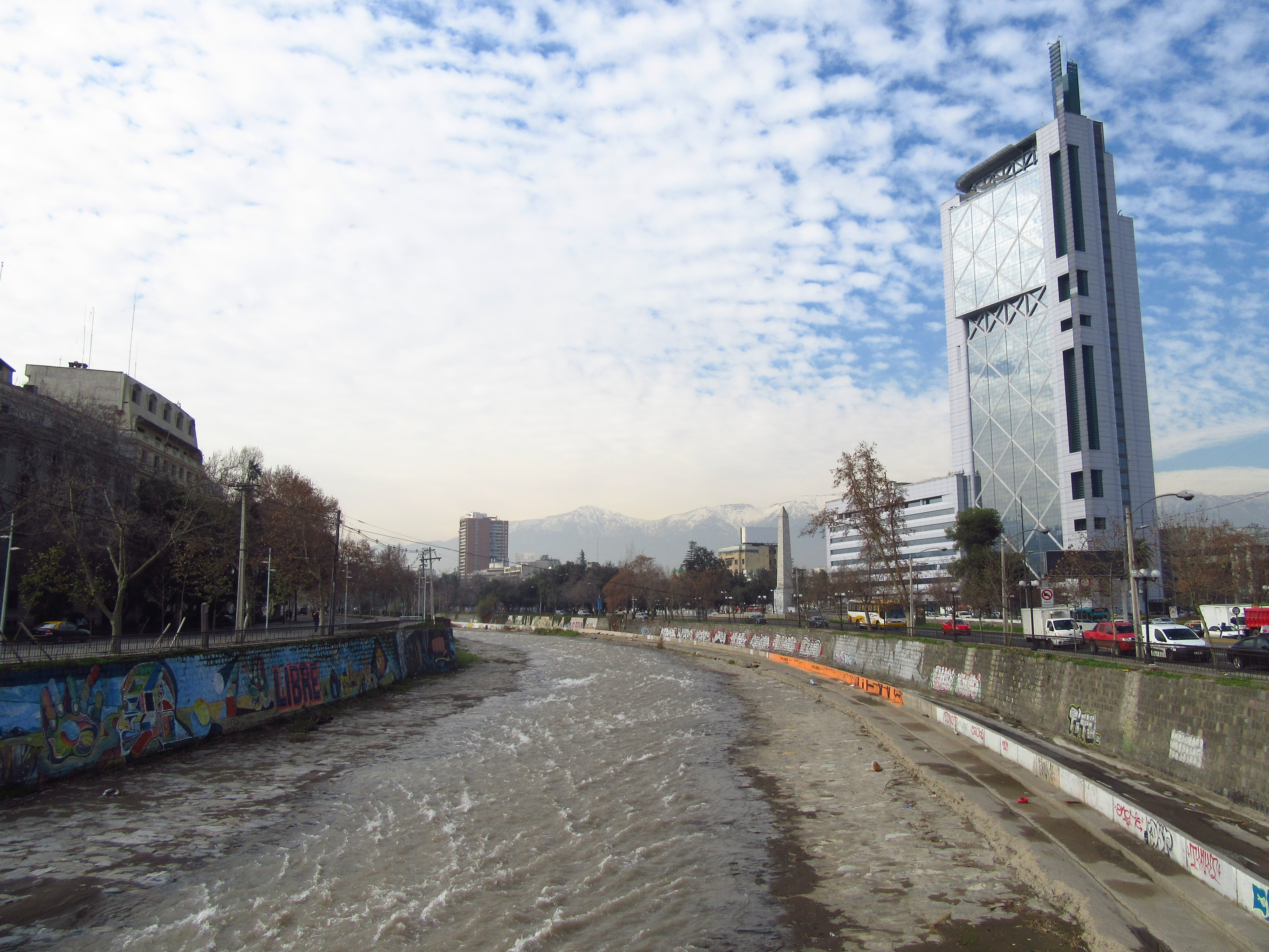
Vista del río Mapocho, el principal de Santiago.

La ciudad de Santiago está enclavada en la cuenca hidrográfica del río Maipo, que abarca una superficie aproximada de 15 380 km². El cauce principal nace en la cordillera al sureste de Santiago, en los faldeos del volcán homónimo y desciende por la cordillera en forma de un cañón conocido como el Cajón del Maipo. En esta zona confluyen tres importantes cauces tributarios: el río Volcán que nace bajo el volcán San José y presenta algunas termas como Baños Morales, el río Yeso en cuyo cauce superior se localiza el embalse El Yeso, que es la principal reserva de agua potable para toda la Región Metropolitana, y el río Colorado. Tras salir de la zona de la precordillera, el Maipo ingresa a la cuenca de Santiago, acercándose al radio urbano de la ciudad marcando la frontera entre la comuna de Puente Alto y la recién incorporada comuna de Pirque. Posteriormente el río se aleja hacia el suroeste, siendo de gran importancia para el desarrollo agrícola en las zonas rurales en torno a Santiago, para seguir finalmente su camino hacia el océano Pacífico, desembocando en la localidad de Llolleo, en la V Región de Valparaíso.
Sin embargo, el río más importante para la ciudad es el río Mapocho, en cuyas riberas se forjó la urbe en la época colonial. El Mapocho es el principal afluente del Maipo, juntándose con este en el sector de El Monte, al suroeste de la conurbación, luego de su largo recorrido desde su nacimiento. El río surge por la confluencia de varios esteros de la zona nororiente de los Andes de la Región Metropolitana y posteriormente baja hasta el llano a través de desfiladeros de la precordillera y penetra directamente en la zona oriente de la ciudad. El Mapocho cruza en sentido este-oeste cerca de veinte comunas metropolitanas antes de salir por la zona de Pudahuel para luego recorrer zonas agrícolas hasta llegar a El Monte. El régimen del río es mixto, variando entre nival en las zonas más altas y pluvio-nival en las más bajas; durante el año, su caudal puede variar entre los 13,6 m³/s durante noviembre y los 2,3 m³/s de abril.
Con el fin de poder tener más cerca el agua para el desarrollo agrícola de la cuenca, fueron construidos durante el siglo XIX diversos canales de regadío que conectaban el Mapocho con el Maipo, como es el caso del canal San Carlos y el canal Las Perdices. Otros cauces fueron construidos para la canalización de las aguas lluvias provenientes de la cordillera, como el zanjón de la Aguada.

### Clima
El clima de la ciudad de Santiago corresponde a un clima templado con lluvias invernales y estación seca prolongada, más conocido como clima mediterráneo de verano cálido (Csb), variando a clima semiárido (BSk), según la clasificación climática de Köppen. Entre las principales características climáticas de Santiago se encuentra la concentración de cerca del 80% de las precipitaciones durante los meses del invierno austral (junio a agosto), y final del otoño e inicio de la primavera, con entre 50 y 100 mm, con un total anual de 286 mm. Estas precipitaciones son principalmente de lluvia, debido a que la cota de nieve ronda normalmente los 1800 m s. n. m. (metros sobre el nivel del mar) en invierno y baja ocasionalmente de los 1000 m s. n. m., por lo que la urbe se ve solo esporádicamente afectada por nevadas. En el periodo entre 2000 y 2017 se han registrado trece nevadas y solo dos han sido medidas en el sector centro (2007 y 2017). La recurrencia o periodicidad de las nevadas que afectan el centro de Santiago oscila entre uno y cuatro años, pero con una alta variabilidad. La cantidad de nieve registrada en Santiago el 15 de julio de 2017 osciló entre 3 cm en Quinta Normal y 10 cm en La Reina (Tobalaba). Se observa que nueve de cada diez eventos que registraron nieve en Santiago se han producido bajo condiciones frías de La Niña o neutras.
Dicha cantidad de lluvia contrasta con las cifras de los meses correspondientes a una estación muy seca, producida por un dominio anticiclónico ininterrumpido por cerca de siete u ocho meses, principalmente durante el verano, entre diciembre y marzo. En esta estación, el agua caída no supera en promedio los 4 mm.

Las temperaturas varían a lo largo del año, pasando de una media de 20 °C durante enero a 8 °C durante junio y julio. En el verano, Santiago es caluroso, con temperaturas que fácilmente llegan a los 32 °C durante las tardes, con un máximo histórico de 38,3 °C el 26 de enero de 2019, mientras que las noches suelen ser agradables y templadas bajando de los 15 °C al amanecer. Por su parte, en los meses de otoño e invierno, la temperatura máxima con frecuencia desciende de los 10 °C e incluso de los 7 °C y la mínima se sitúa algo más bajo de los 2 °C en promedio e incluso frecuentemente baja de 0 °C, especialmente durante la madrugada, con un mínimo histórico de -6,8 °C en 1976 (registrada en Pudahuel), aunque en comunas rurales del área metropolitana de la ciudad, como Lampa o Til Til, se han registrado temperaturas de hasta -8,5 °C. 
| Parámetros climáticos promedio de Quinta Normal, Santiago (1991-2020), extremos (1967-presente)    | Parámetros climáticos promedio de Quinta Normal, Santiago (1991-2020), extremos (1967-presente) | Parámetros climáticos promedio de Quinta Normal, Santiago (1991-2020), extremos (1967-presente) | Parámetros climáticos promedio de Quinta Normal, Santiago (1991-2020), extremos (1967-presente) | Parámetros climáticos promedio de Quinta Normal, Santiago (1991-2020), extremos (1967-presente) | Parámetros climáticos promedio de Quinta Normal, Santiago (1991-2020), extremos (1967-presente) | Parámetros climáticos promedio de Quinta Normal, Santiago (1991-2020), extremos (1967-presente) | Parámetros climáticos promedio de Quinta Normal, Santiago (1991-2020), extremos (1967-presente) | Parámetros climáticos promedio de Quinta Normal, Santiago (1991-2020), extremos (1967-presente) | Parámetros climáticos promedio de Quinta Normal, Santiago (1991-2020), extremos (1967-presente) | Parámetros climáticos promedio de Quinta Normal, Santiago (1991-2020), extremos (1967-presente) | Parámetros climáticos promedio de Quinta Normal, Santiago (1991-2020), extremos (1967-presente) | Parámetros climáticos promedio de Quinta Normal, Santiago (1991-2020), extremos (1967-presente) | Parámetros climáticos promedio de Quinta Normal, Santiago (1991-2020), extremos (1967-presente) |
| Mes                                                                                                | Ene.                                                                                            | Feb.                                                                                            | Mar.                                                                                            | Abr.                                                                                            | May.                                                                                            | Jun.                                                                                            | Jul.                                                                                            | Ago.                                                                                            | Sep.                                                                                            | Oct.                                                                                            | Nov.                                                                                            | Dic.                                                                                            | Anual                                                                                           |
| -------------------------------------------------------------------------------------------------- | ----------------------------------------------------------------------------------------------- | ----------------------------------------------------------------------------------------------- | ----------------------------------------------------------------------------------------------- | ----------------------------------------------------------------------------------------------- | ----------------------------------------------------------------------------------------------- | ----------------------------------------------------------------------------------------------- | ----------------------------------------------------------------------------------------------- | ----------------------------------------------------------------------------------------------- | ----------------------------------------------------------------------------------------------- | ----------------------------------------------------------------------------------------------- | ----------------------------------------------------------------------------------------------- | ----------------------------------------------------------------------------------------------- | ----------------------------------------------------------------------------------------------- |
| Temp. máx. abs. (°C)                                                                               | 38.3                                                                                            | 36.2                                                                                            | 36.2                                                                                            | 33.9                                                                                            | 31.6                                                                                            | 27.3                                                                                            | 28.4                                                                                            | 31.0                                                                                            | 32.6                                                                                            | 34.3                                                                                            | 34.9                                                                                            | 37.3                                                                                            | 41.9                                                                                            |
| Temp. máx. media (°C)                                                                              | 30.4                                                                                            | 29.7                                                                                            | 27.9                                                                                            | 23.3                                                                                            | 19.2                                                                                            | 16.0                                                                                            | 15.7                                                                                            | 17.6                                                                                            | 20.1                                                                                            | 23.1                                                                                            | 26.6                                                                                            | 29.0                                                                                            | 23.2                                                                                            |
| Temp. media (°C)                                                                                   | 22.0                                                                                            | 21.4                                                                                            | 19.7                                                                                            | 16.1                                                                                            | 12.9                                                                                            | 10.4                                                                                            | 9.8                                                                                             | 11.2                                                                                            | 13.5                                                                                            | 15.8                                                                                            | 18.5                                                                                            | 20.6                                                                                            | 16.0                                                                                            |
| Temp. mín. media (°C)                                                                              | 13.6                                                                                            | 13.0                                                                                            | 11.5                                                                                            | 8.8                                                                                             | 6.6                                                                                             | 4.7                                                                                             | 3.8                                                                                             | 4.9                                                                                             | 6.8                                                                                             | 8.5                                                                                             | 10.4                                                                                            | 12.2                                                                                            | 8.7                                                                                             |
| Temp. mín. abs. (°C)                                                                               | 7.2                                                                                             | 6.2                                                                                             | 0.0                                                                                             | -1.0                                                                                            | -2.1                                                                                            | -3.3                                                                                            | -3.5                                                                                            | -3.4                                                                                            | -2.6                                                                                            | -0.3                                                                                            | 3.1                                                                                             | 1.0                                                                                             | -3.5                                                                                            |
| Precipitación total (mm)                                                                           | 0.6                                                                                             | 1.3                                                                                             | 4.1                                                                                             | 17.5                                                                                            | 42.6                                                                                            | 80.4                                                                                            | 50.4                                                                                            | 44.1                                                                                            | 25.3                                                                                            | 12.1                                                                                            | 4.9                                                                                             | 3.0                                                                                             | 286.3                                                                                           |
| Días de precipitaciones (≥ 1.0 mm)                                                                 | 0.1                                                                                             | 0.2                                                                                             | 0.5                                                                                             | 1.8                                                                                             | 3.5                                                                                             | 5.2                                                                                             | 4.1                                                                                             | 3.4                                                                                             | 2.8                                                                                             | 1.3                                                                                             | 0.5                                                                                             | 0.4                                                                                             | 23.9                                                                                            |
| Horas de sol                                                                                       | 328.6                                                                                           | 287.8                                                                                           | 258.1                                                                                           | 188.6                                                                                           | 137.8                                                                                           | 110.8                                                                                           | 129.2                                                                                           | 151.2                                                                                           | 171.8                                                                                           | 230.3                                                                                           | 278.1                                                                                           | 324.8                                                                                           | 2597.1                                                                                          |
| Humedad relativa (%)                                                                               | 57                                                                                              | 61                                                                                              | 68                                                                                              | 74                                                                                              | 80                                                                                              | 84                                                                                              | 84                                                                                              | 81                                                                                              | 76                                                                                              | 70                                                                                              | 62                                                                                              | 57                                                                                              | 71                                                                                              |
| Fuente n.º 1: Dirección Meteorológica de Chile                                                     |                                                                                                 |                                                                                                 |                                                                                                 |                                                                                                 |                                                                                                 |                                                                                                 |                                                                                                 |                                                                                                 |                                                                                                 |                                                                                                 |                                                                                                 |                                                                                                 |                                                                                                 |
| Fuente n.º 2: NOAA (días con precipitaciones 1991-2020) Deutscher Wetterdienst (humedad 1961-1990) |                                                                                                 |                                                                                                 |                                                                                                 |                                                                                                 |                                                                                                 |                                                                                                 |                                                                                                 |                                                                                                 |                                                                                                 |                                                                                                 |                                                                                                 |                                                                                                 |                                                                                                 |

| Parámetros climáticos promedio de Aeropuerto Internacional Arturo Merino Benítez, Pudahuel, Santiago (1991-2020), extremos (1966-presente) | Parámetros climáticos promedio de Aeropuerto Internacional Arturo Merino Benítez, Pudahuel, Santiago (1991-2020), extremos (1966-presente) | Parámetros climáticos promedio de Aeropuerto Internacional Arturo Merino Benítez, Pudahuel, Santiago (1991-2020), extremos (1966-presente) | Parámetros climáticos promedio de Aeropuerto Internacional Arturo Merino Benítez, Pudahuel, Santiago (1991-2020), extremos (1966-presente) | Parámetros climáticos promedio de Aeropuerto Internacional Arturo Merino Benítez, Pudahuel, Santiago (1991-2020), extremos (1966-presente) | Parámetros climáticos promedio de Aeropuerto Internacional Arturo Merino Benítez, Pudahuel, Santiago (1991-2020), extremos (1966-presente) | Parámetros climáticos promedio de Aeropuerto Internacional Arturo Merino Benítez, Pudahuel, Santiago (1991-2020), extremos (1966-presente) | Parámetros climáticos promedio de Aeropuerto Internacional Arturo Merino Benítez, Pudahuel, Santiago (1991-2020), extremos (1966-presente) | Parámetros climáticos promedio de Aeropuerto Internacional Arturo Merino Benítez, Pudahuel, Santiago (1991-2020), extremos (1966-presente) | Parámetros climáticos promedio de Aeropuerto Internacional Arturo Merino Benítez, Pudahuel, Santiago (1991-2020), extremos (1966-presente) | Parámetros climáticos promedio de Aeropuerto Internacional Arturo Merino Benítez, Pudahuel, Santiago (1991-2020), extremos (1966-presente) | Parámetros climáticos promedio de Aeropuerto Internacional Arturo Merino Benítez, Pudahuel, Santiago (1991-2020), extremos (1966-presente) | Parámetros climáticos promedio de Aeropuerto Internacional Arturo Merino Benítez, Pudahuel, Santiago (1991-2020), extremos (1966-presente) | Parámetros climáticos promedio de Aeropuerto Internacional Arturo Merino Benítez, Pudahuel, Santiago (1991-2020), extremos (1966-presente) |
| Mes | Ene. | Feb. | Mar. | Abr. | May. | Jun. | Jul. | Ago. | Sep. | Oct. | Nov. | Dic. | Anual |
| --- | --- | --- | --- | --- | --- | --- | --- | --- | --- | --- | --- | --- | --- |
| Temp. máx. abs. (°C) | 39.3 | 37.2 | 36.8 | 34.5 | 31.1 | 26.7 | 28.2 | 29.9 | 32.9 | 35.7 | 35.2 | 37.1 | 39.3 |
| Temp. máx. media (°C) | 30.2 | 29.7 | 28.0 | 23.3 | 19.0 | 15.5 | 15.0 | 16.8 | 19.4 | 22.7 | 26.3 | 28.7 | 22.9 |
| Temp. media (°C) | 21.4 | 20.7 | 18.9 | 15.0 | 11.5 | 8.8 | 8.2 | 9.7 | 12.1 | 14.8 | 17.8 | 20.0 | 14.9 |
| Temp. mín. media (°C) | 12.9 | 12.3 | 10.6 | 7.7 | 5.2 | 3.5 | 2.6 | 3.6 | 5.7 | 7.6 | 9.7 | 11.6 | 7.8 |
| Temp. mín. abs. (°C) | 2.7 | 4.7 | 2.1 | -2.6 | -5.9 | -6.5 | -6.8 | -6.2 | -4.5 | -2.8 | 0.7 | 3.3 | -6.8 |
| Precipitación total (mm) | 0.3 | 0.9 | 3.4 | 13.4 | 32.6 | 66.5 | 38.9 | 34.1 | 17.1 | 8.4 | 3.7 | 2.2 | 221.5 |
| Días de precipitaciones (≥ 1.0 mm) | 0.1 | 0.1 | 0.4 | 1.6 | 3.3 | 5.0 | 3.8 | 3.3 | 2.3 | 1.1 | 0.5 | 0.3 | 21.7 |
| Horas de sol | 366.1 | 315.5 | 290.0 | 212.7 | 158.6 | 125.5 | 145.1 | 169.2 | 190.7 | 259.1 | 309.5 | 346.4 | 2888.4 |
| Humedad relativa (%) | 50 | 53 | 57 | 65 | 73 | 79 | 79 | 76 | 71 | 63 | 55 | 51 | 64 |
| Fuente n.º 1: Dirección Meteorológica de Chile                                                                                             | | | | | | | | | | | | | |
| Fuente n.º 2: NOAA (días con precipitaciones 1991-2020)                                                                                    | | | | | | | | | | | | | |

| Parámetros climáticos promedio de Quebrada de Macul, Peñalolén, Santiago (2003-2015) | Parámetros climáticos promedio de Quebrada de Macul, Peñalolén, Santiago (2003-2015) | Parámetros climáticos promedio de Quebrada de Macul, Peñalolén, Santiago (2003-2015) | Parámetros climáticos promedio de Quebrada de Macul, Peñalolén, Santiago (2003-2015) | Parámetros climáticos promedio de Quebrada de Macul, Peñalolén, Santiago (2003-2015) | Parámetros climáticos promedio de Quebrada de Macul, Peñalolén, Santiago (2003-2015) | Parámetros climáticos promedio de Quebrada de Macul, Peñalolén, Santiago (2003-2015) | Parámetros climáticos promedio de Quebrada de Macul, Peñalolén, Santiago (2003-2015) | Parámetros climáticos promedio de Quebrada de Macul, Peñalolén, Santiago (2003-2015) | Parámetros climáticos promedio de Quebrada de Macul, Peñalolén, Santiago (2003-2015) | Parámetros climáticos promedio de Quebrada de Macul, Peñalolén, Santiago (2003-2015) | Parámetros climáticos promedio de Quebrada de Macul, Peñalolén, Santiago (2003-2015) | Parámetros climáticos promedio de Quebrada de Macul, Peñalolén, Santiago (2003-2015) | Parámetros climáticos promedio de Quebrada de Macul, Peñalolén, Santiago (2003-2015) |
| Mes                                                                                  | Ene.                                                                                 | Feb.                                                                                 | Mar.                                                                                 | Abr.                                                                                 | May.                                                                                 | Jun.                                                                                 | Jul.                                                                                 | Ago.                                                                                 | Sep.                                                                                 | Oct.                                                                                 | Nov.                                                                                 | Dic.                                                                                 | Anual                                                                                |
| ------------------------------------------------------------------------------------ | ------------------------------------------------------------------------------------ | ------------------------------------------------------------------------------------ | ------------------------------------------------------------------------------------ | ------------------------------------------------------------------------------------ | ------------------------------------------------------------------------------------ | ------------------------------------------------------------------------------------ | ------------------------------------------------------------------------------------ | ------------------------------------------------------------------------------------ | ------------------------------------------------------------------------------------ | ------------------------------------------------------------------------------------ | ------------------------------------------------------------------------------------ | ------------------------------------------------------------------------------------ | ------------------------------------------------------------------------------------ |
| Temp. máx. media (°C)                                                                | 27.5                                                                                 | 27.1                                                                                 | 24.8                                                                                 | 20.4                                                                                 | 16.7                                                                                 | 15.7                                                                                 | 14.3                                                                                 | 15.4                                                                                 | 18.0                                                                                 | 18.9                                                                                 | 22.0                                                                                 | 25.6                                                                                 | 20.5                                                                                 |
| Temp. media (°C)                                                                     | 20.4                                                                                 | 19.9                                                                                 | 18.4                                                                                 | 14.7                                                                                 | 11.4                                                                                 | 11.0                                                                                 | 9.5                                                                                  | 10.4                                                                                 | 12.3                                                                                 | 13.6                                                                                 | 16.2                                                                                 | 18.6                                                                                 | 14.7                                                                                 |
| Temp. mín. media (°C)                                                                | 13.3                                                                                 | 12.8                                                                                 | 12.0                                                                                 | 9.0                                                                                  | 6.0                                                                                  | 6.3                                                                                  | 4.6                                                                                  | 5.3                                                                                  | 6.5                                                                                  | 8.3                                                                                  | 10.4                                                                                 | 11.6                                                                                 | 8.8                                                                                  |
| Precipitación total (mm)                                                             | 1                                                                                    | 6                                                                                    | 13                                                                                   | 13                                                                                   | 51                                                                                   | 82                                                                                   | 75                                                                                   | 111                                                                                  | 43                                                                                   | 23                                                                                   | 20                                                                                   | 0                                                                                    | 438                                                                                  |
| Fuente: Atlas Agroclimático de Chile                                                 |                                                                                      |                                                                                      |                                                                                      |                                                                                      |                                                                                      |                                                                                      |                                                                                      |                                                                                      |                                                                                      |                                                                                      |                                                                                      |                                                                                      |                                                                                      |

La ubicación de Santiago dentro de una cuenca es uno de los factores más importantes del clima de la ciudad. La cordillera costera sirve como "biombo climático" al oponerse a la propagación de la influencia marina, lo que contribuye al aumento de la oscilación térmica anual y diaria (la diferencia entre las temperaturas máximas y mínimas diarias puede superar fácilmente los 15 °C) y el mantenimiento de una humedad relativa baja, cercana a un promedio anual de 70%. Además, evita el ingreso de masas de aire a excepción de cierta nubosidad baja costera que penetra en la cuenca a través de los valles fluviales. Los vientos predominantes tienen una dirección desde el suroeste, con una intensidad media de 20 km/h, especialmente durante el verano puesto que en el invierno predominan las calmas.

### Medioambiente

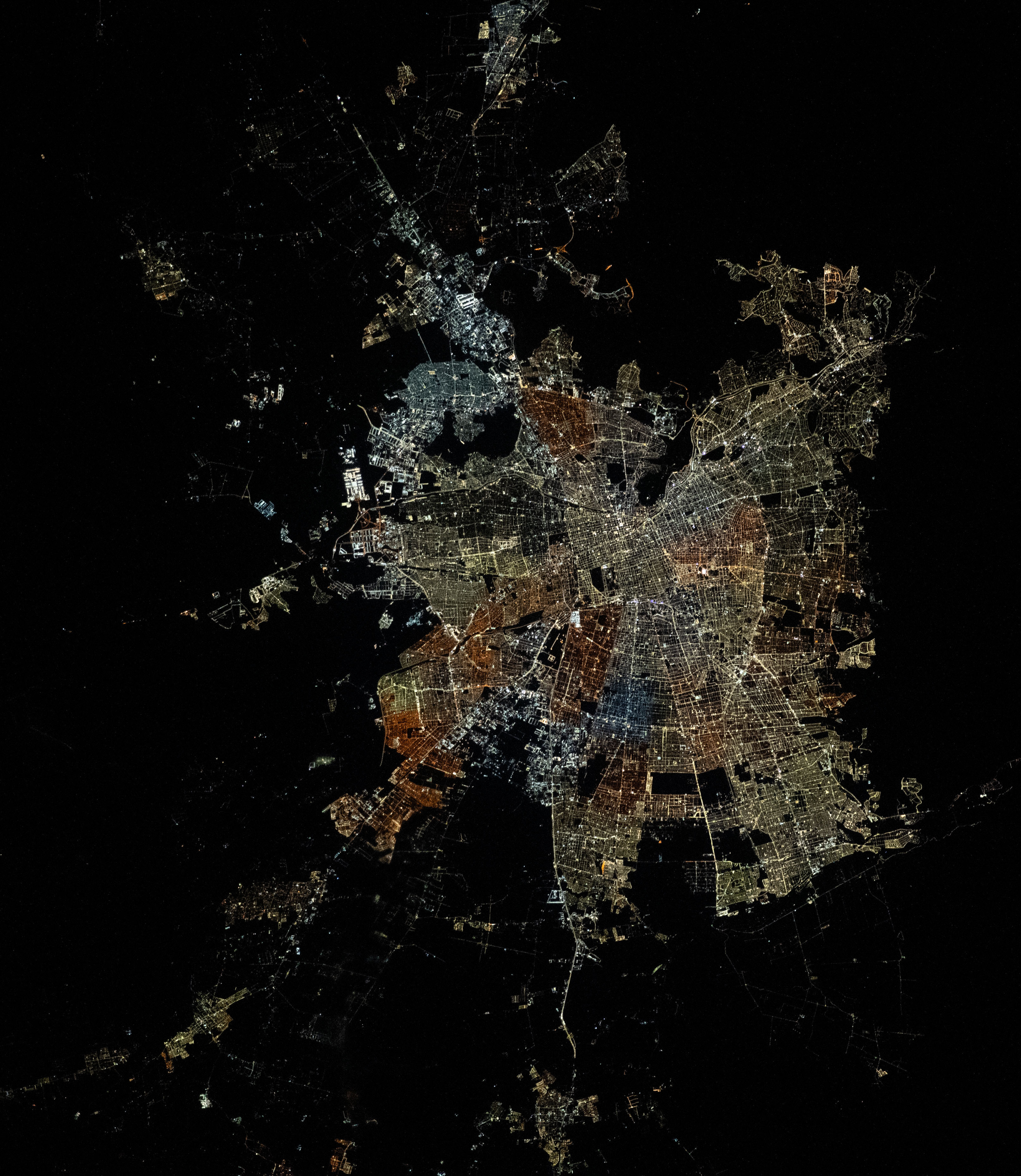
Visión nocturna del Área Metropolitana de Santiago en 2024

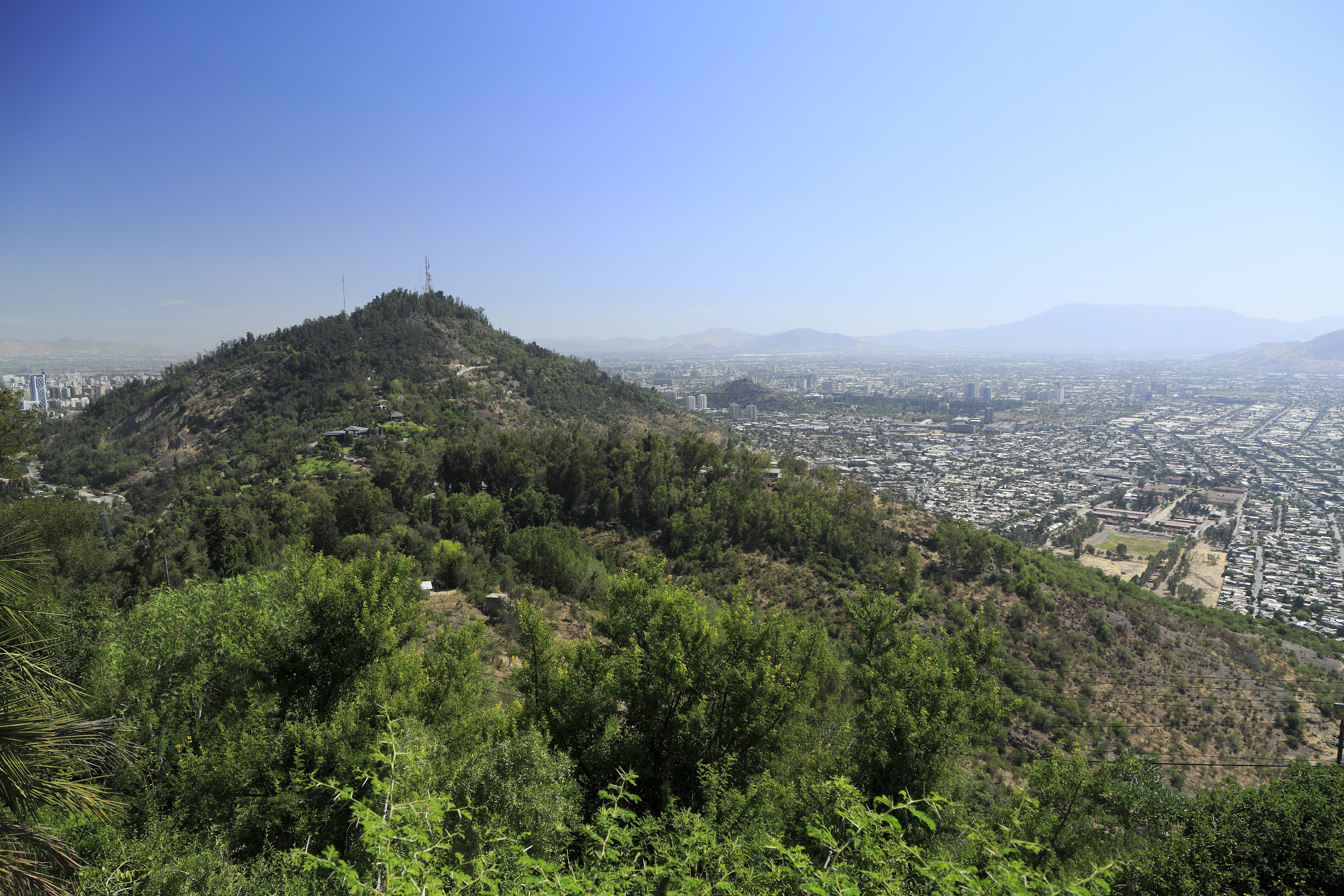
El Parque Metropolitano de Santiago es la principal área verde existente en Santiago y una muestra de la vegetación de tipo esclerófilo propio de la región.

La ciudad de Santiago se ubica en una zona ecológica de tipo esclerófilo conocida como matorral chileno, la cual ha sido fuertemente modificada debido a la utilización de los suelos con fines agrícolas o de expansión urbana. Esto ha producido una rápida degradación de los suelos y la erosión de estos, lo que ha generado un proceso de desertificación, agravado por la utilización de las aguas subterráneas para el consumo humano, los incendios forestales y el secado de pantanos, entre otros. A pesar de ello, aún quedan algunos reductos de gran importancia para la biodiversidad, como la quebrada de la Plata o la quebrada de Ramón, a lo que se suman las áreas silvestres protegidas ubicadas en los sectores interiores de los Andes.
Dentro de la ciudad, en tanto, el número de áreas verdes alcanzaba hacia 1992 una superficie de 2686 ha públicas y 2625 privadas, equivalentes al 2,5% del área urbana consolidada. Considerando dichas cifras, el promedio por cada santiaguino era de 5,7 m² de área verde, por debajo de los 9 m² recomendados por la OMS. Sin embargo, dicha cifra es mucho más baja en la actualidad: mientras la ciudad crece cerca de 1000 hectáreas al año, solo 8 hectáreas de áreas verdes se crean. A esto hay que sumar el hecho de que del número de hectáreas de espacios verdes, la mitad corresponde a cerros islas que poseen poca vegetación o carecen de ella. Así, descontando estas zonas las cifras se acercarían a 1,5 m² de áreas verdes por habitante. Las cifras, además, presentan gran variación dependiendo de la zona de la ciudad: mientras en el sector oriente se llega a los 20 m² por habitante, en el sector sur apenas logran superar 1 m².
Un grave problema medioambiental que sufre Santiago corresponde a la contaminación atmosférica existente. El enclaustramiento de la ciudad produce la acumulación de una capa de esmog sobre la ciudad desde las últimas décadas, lo que se ve agravado durante los meses invernales debido a diversos fenómenos climáticos como la inversión térmica y la vaguada costera y la considerable reducción de las masas de aire circulante en la cuenca. Esto, sumado al frío propio de la temporada, produce un aumento considerable de las afecciones respiratorias, principalmente de infantes y adultos mayores, que llegan incluso a colapsar el sistema de atención de salud de Santiago.
Esta contaminación posee diversos componentes químicos tóxicos, como SO2, CO, O3 y NO2, sumado a los diversos tipos de material particulado en suspensión (producido en un 49% por fuentes móviles y un 29 % por fuentes fijas). Los niveles de acumulación de estas sustancias son medidas por siete estaciones de monitoreo de calidad del aire instaladas entre 1988 y 1977 en toda la ciudad. Las mediciones de estas estaciones sumado a los análisis meteorológicos permiten a las autoridades encargadas decretar medidas extraordinarias para la disminución de la contaminación, que son denominadas "alerta ambiental", "preemergencia ambiental" y "emergencia ambiental". En los últimos años, los niveles de contaminación ambiental han descendido considerablemente: en 1989, el nivel promedio de material particulado respirable era de 103,3 μg/m³, mientras en 2004 la cifra llegó a los 60,9 μg/m³, lo cual aún es muy superior a la norma de 50 μg/m³ establecida por el gobierno. En el caso del material particulado más fino (MP 2.5) las cifras muestran una reducción de 68,8 a 29,3 μg/m³ en el mismo período, mientras las situaciones de alerta ambiental bajaron de 38 en 1997 a 9 en 2004, las preemergencias de 37 a 4 y las emergencias de 4 a ninguna.
Los cauces hídricos también tienen altos grados de contaminación, principalmente debido al depósito de residuos industriales y de aguas servidas. El río Maipo y el zanjón de la Aguada son los cauces más afectados, pero en los últimos años han surgido diversas iniciativas para reducir estos problemas. Diversas plantas de tratamiento han sido construidas y en 2006 su cobertura ya alcanzaba el 75% de las aguas servidas urbanas. Finalmente, la ciudad produce una gran contaminación lumínica lo que ha afectado y prácticamente imposibilitado el trabajo de diversos recintos astronómicos ubicados al interior de la ciudad.

## Política y gobierno

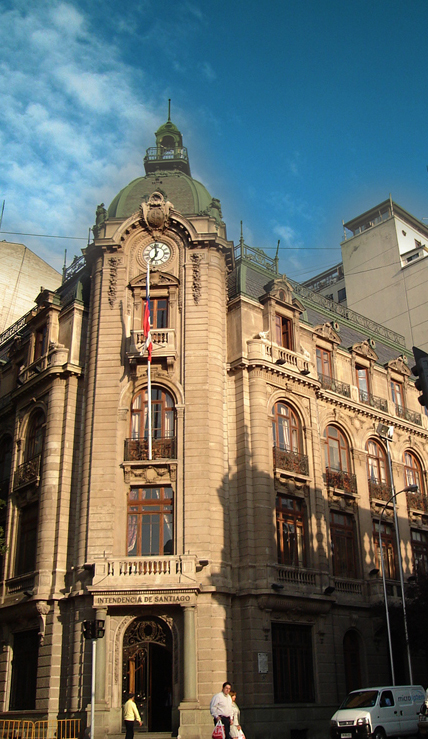
Intendencia Metropolitana, sede del gobierno de la Región Metropolitana de Santiago, a unos pasos del Palacio de La Moneda.

### Administración
A diferencia de otras grandes ciudades y áreas metropolitanas del mundo, Santiago carece de un gobierno metropolitano encargado de su administración, la cual actualmente es repartida por diversas autoridades, lo que complica el funcionamiento de la ciudad como una entidad unitaria.
Con la actual estructura territorial del país, este se divide en tres niveles (regiones, provincias y comunas), pero Santiago no se ajusta perfectamente con ninguno de ellos. Aunque la Región Metropolitana de Santiago fue creada en 1976 para englobar un área metropolitana creada dos años antes, a partir de la antigua provincia de Santiago, ésta incluye una serie de localidades alejadas de la urbe principal, como Melipilla o Talagante. A nivel provincial, el Gran Santiago sobrepasa los límites de la actual Provincia de Santiago, incluyendo a las de Cordillera, Maipo, Talagante y Chacabuco. A nivel comunal, la ciudad está compuesta por una treintena de estas.
En general, dos tipos de órganos son las que intervienen en la administración de la ciudad. Por un lado, están las treinta y siete municipalidades, encargadas de la administración local de cada comuna, y dirigidas por un alcalde y asesorado por un concejo, elegidos por votación popular. El encargado de la administración superior de la Región Metropolitana es el Gobierno Regional, formado por el Gobernador Regional y el Consejo Regional, también electos por votación popular, además se cuenta con las autoridades designada por el presidente de la República, las cuales son el Delegado Presidencial Regional y los Delegados Presidenciales Provinciales.

### Evolución histórica

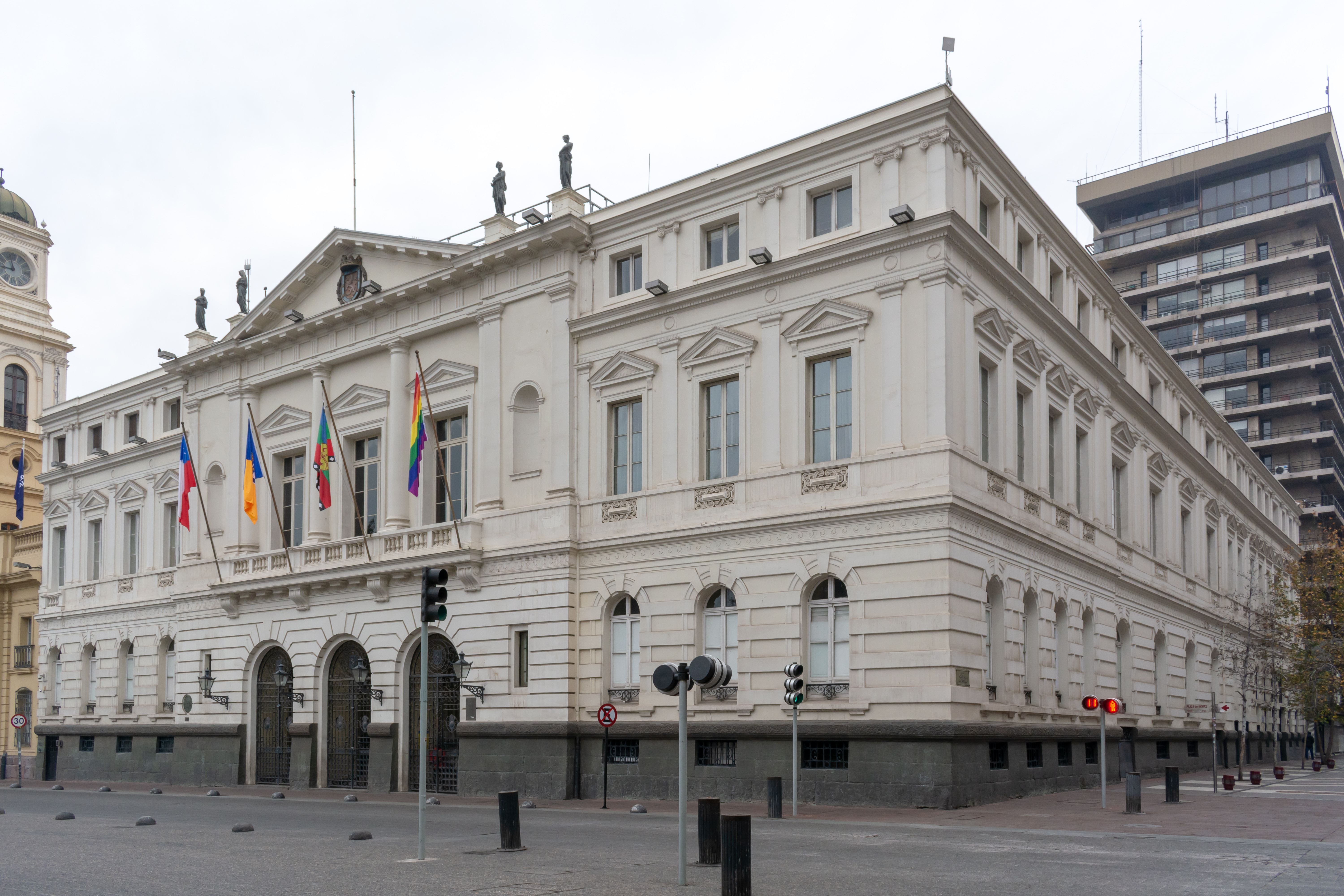
Edificio de la Ilustre Municipalidad de Santiago. Aunque originalmente era la encargada de la administración de toda la ciudad, desde 1891 sus competencias se limitaron al casco antiguo de la ciudad debido a la creación de nuevas entidades territoriales.

En la época colonial, el encargado de la administración local era el Cabildo de la ciudad, que cambió de denominación a Municipalidad con la Constitución de 1823. Desde 1833, toda la ciudad y las localidades del departamento fueron administradas por la misma municipalidad, que comenzó a ser denominada «municipalidad departamental», y que era presidida por el intendente provincial. La elección de los municipales (3 alcaldes y regidores) se introdujo en 1876.
Con el paso de los años y la constante expansión de la ciudad, fue necesaria la división del territorio con el fin de mejorar la administración y aumentar la participación local en la toma de decisiones. En 1891, se dictó la Ley de Organización y Atribuciones de las Municipalidades (más conocida como Ley de Comuna Autónoma), que en el caso de Santiago estipulaba la creación de 10 circunscripciones, compuestas por una «junta local» de tres municipales electos y que unidas conformarían la municipalidad. El Decreto de Creación de Municipalidades dividió definitivamente los departamentos en nuevos municipios que agrupaban una o más subdelegaciones alejadas de la cabecera departamental. La municipalidad de Santiago quedó compuesta por las circunscripciones de Santa Lucía, Santa Ana, Portales, Estación, Cañadilla, Recoleta, Maestranza, Universidad, San Lázaro y Parque Cousiño. Además, se crearon otras municipalidades rurales en torno a la ciudad: Ñuñoa, Maipú, Colina, Lampa y Renca, las cuales, con el paso de los años, seguirían subdividiéndose en nuevas municipalidades.
Posteriormente, con la Constitución de 1925 surge en Chile la comuna como la división territorial de una municipalidad. En este nuevo marco constitucional, la comuna —división administrativa— equivale a la subdelegación —división política—. En 1927, se integra al departamento de Santiago el de La Victoria, que tenía como cabecera la ciudad de San Bernardo, y se suprimen las 10 comunas urbanas y se crea la comuna de Santiago, administrada por la municipalidad homónima. En las décadas siguientes, son creados cuatro nuevos departamentos (San Bernardo, Talagante, Puente Alto y Presidente Aguirre Cerda), creándose nuevos núcleos urbanos, mientras varias de las comunas de carácter rural son alcanzadas por la expansión de la urbe santiaguina.
Con el proceso de regionalización de los años 1970, se suprimieron los departamentos, organizándose el país, a nivel local, en comunas administradas por municipalidades; además en 1974 se crea el Área Metropolitana de Santiago, que comprendía la antigua provincia de Santiago, con exclusión del departamento de San Antonio, y cuyo régimen de gobierno y administración se fijaría por una ley especial. En 1976, el Área Metropolitana pasó formalmente a ser la actual Región Metropolitana de Santiago.
A comienzos de los años 1990 se comienza a formalmente hablar del Gran Santiago como la conurbación compuesta por el conjunto de comunas de la provincia de Santiago más San Bernardo y Puente Alto, que se habían unido completamente al área urbana santiaguina. En 2005, el Instituto Nacional de Estadísticas incluyó por primera vez dentro del área urbana de Santiago a la comuna de Padre Hurtado, en la provincia de Talagante, más algunos territorios adyacentes a la ciudad pertenecientes a las comunas de Pirque y San José de Maipo. En la década posterior, el crecimiento de la ciudad hacia la zona norte expandió la zona urbana hacia la provincia de Chacabuco. Para el censo de 2017, el INE agregó como parte de la conurbación las zonas de Valle Grande, Chicauma y Estación Colina de la comuna de Lampa, y Las Canteras y Chamisero de la comuna de Colina, además de la comuna de Peñaflor, en la provincia de Talagante.

### Comunas del Gran Santiago
De acuerdo al Instituto Nacional de Estadísticas, el Gran Santiago tiene una extensión de 83 789 hectáreas, repartidas entre cuarenta comunas de la Región Metropolitana. De estas, veintisiete están completamente urbanizadas y las restantes de manera parcial. Las cuarenta comunas que conforman en la actualidad el Gran Santiago son:
- En la provincia de Santiago, la zona urbana contigua de las 32 comunas que la conforman.[n 6]
- En la provincia de Chacabuco, parte de las comunas de Colina[n 7] y Lampa[n 8]
- En la provincia de Cordillera, la totalidad de Puente Alto, la zona urbana de Pirque en la comuna homónima,[n 9] y las localidades de La Obra y Las Vertientes, pertenecientes a la comuna de San José de Maipo.
- En la provincia de Maipo, la comuna de San Bernardo;[n 10]
- En la provincia de Talagante, la comuna de Padre Hurtado y las zonas urbanizadas de la comuna de Peñaflor.

Pese a que no existe un consenso oficial al respecto, las comunas se suelen agrupar en siete sectores: norte, centro, nororiente, suroriente, sur, surponiente y norponiente.
| Comunas en la Provincia de Santiago | Comunas en la Provincia de Santiago | Comunas en la Provincia de Santiago |
| ----------------------------------- | ----------------------------------- | ----------------------------------- |
| Cerrillos                           | Providencia                         | Pudahuel†                           |
| Cerro Navia                         | Las Condes                          | Quilicura                           |
| Conchalí                            | La Reina†                           | Quinta Normal                       |
| El Bosque                           | Lo Espejo                           | Recoleta                            |
| Estación Central                    | Lo Prado                            | Renca                               |
| Huechuraba                          | Macul                               | San Miguel                          |
| Independencia                       | Maipú†                              | San Joaquín                         |
| La Cisterna                         | Ñuñoa                               | San Ramón                           |
| La Florida                          | Pedro Aguirre Cerda                 | Santiago (Centro)                   |
| La Pintana                          | Peñalolén                           | Vitacura                            |
| La Granja                           | Lo Barnechea                        |                                     |

| Comunas en otras provincias | Comunas en otras provincias | Comunas en otras provincias | Comunas en otras provincias |
| --------------------------- | --------------------------- | --------------------------- | --------------------------- |
| Colina†                     | Peñaflor                    | San Bernardo†               |                             |
| Lampa†                      | Pirque†                     | San José de Maipo†          |                             |
| Padre Hurtado               | Puente Alto                 |                             |                             |

### Capital de Chile
Desde su fundación, Santiago ha sido la principal ciudad de Chile. Durante la época colonial, el gobernador del Reyno de Chile mantenía su residencia frente a la plaza de Armas, sin perjuicio de que Concepción fuese el centro de las acciones militares a inicios de la Guerra de Arauco, pasando el gobernador largas temporadas en dicha ciudad. La segunda Real Audiencia tuvo su sede en la ciudad desde 1609 hasta 1810, siendo reabierta durante la Reconquista (1814-1817).
Con la independencia del país, la capitalidad se mantuvo en Santiago, donde se asentaron las nuevas instituciones políticas. Los órganos representantes de los tres poderes del Estado permanecieron en Santiago desde esa época, a excepción del Congreso Nacional que sesionó en Valparaíso durante 1828 y fue trasladado a dicha ciudad en 1990 con el fin de promover la descentralización del poder. A pesar de ello, buena parte de la actividad política sigue desarrollándose en Santiago, por lo que en varias oportunidades se ha debatido la posibilidad de retornar la sede del Congreso a la capital nacional.
La gran mayoría de los servicios públicos e instituciones del Estado de carácter nacional tienen sede principal en Santiago, siendo muy pocas las excepciones, entre las que se cuentan a la Comandancia en Jefe de la Armada de Chile, la Subsecretaría de Pesca y Acuicultura, el Servicio Nacional de Pesca, el Servicio Nacional de Aduanas y el Consejo Nacional de la Cultura y las Artes, localizadas en Valparaíso, el Instituto Forestal, en San Pedro de la Paz; y el Instituto Antártico Chileno, en Punta Arenas.
En Santiago se encuentra el palacio de los Tribunales de Justicia de Santiago, edificio que alberga a la Corte Suprema de Justicia de Chile, la Corte de Apelaciones de Santiago y la Corte Marcial del Ejército, la Fuerza Aérea y Carabineros. Está ubicado en la comuna de Santiago, en la calle Compañía, entre Morandé y Bandera, frente a la plaza Montt Varas.

### Símbolos de la ciudad
Santiago recibió el título de ciudad el 12 de febrero de 1552 por parte del Imperio español; con dicho título, la ciudad necesitaba un escudo de armas que representara los honores otorgados por la monarquía. Así, el emperador Carlos V otorgó el escudo correspondiente a la ciudad, el 5 de abril del mismo año. La cédula que concedía dicho honor decía:

[…] por cuanto Alonso de Aguilera, Procurador General de las provincias de Chile, en nombre de la ciudad de Santiago, […] y nos suplicó que en dicho nombre, que acatando lo susodicho mandásemos señales por armas a la dicha ciudad, según como las tenían las otras ciudades y villas de las nuestra Indias o como nuestra merced fuese; Y Nos, acatando los susodicho, tuvimoslo por bien, y por la presente hacemos merced, queremos y mandamos que agora y de aquí adelante la dicha ciudad de Santiago haya y tenga por sus armas conocidas un escudo que haya en él un león de su color, con su espada desnuda en la mano en campo de plata y por orla 8 veneras de oro en campo azul, según que aquí va pintado y figurado, en un escudo a tal como este; Las cuales dichas armas damos a la dicha ciudad con sus armas e divisas.
Real Cédula de Carlos I de España, 1552.

| Bandera de la ciudad | Escudo entre 1863-1913 |

Dicho escudo fue utilizado durante la época colonial, pero durante el siglo XIX perdió uso y en 1863 fue adoptado un nuevo emblema el cual consistía de un blasón que contenía en su mitad superior unos cerros y en su parte inferior un campo de azur que representaba el mar, presentando en el centro una banda con la palabra «Mapocho»; el emblema poseía notorias similitudes con el escudo de la municipalidad de Los Andes. También existieron numerosas variantes del escudo, en las cuales se alteraban algunos colores, se cambiaba el campo inferior por una vista panorámica de la ciudad, o se le agregaban coronas de laurel a ambos lados del escudo e incluso una estrella en su extremo superior. Este escudo duraría hasta 1913, año en que fue readoptado el escudo de origen hispano. Posteriormente, sería adoptada una bandera compuesta por dos franjas verticales en color azul y dorado sobre las cuales se impone el escudo de armas.
Con la expansión de la ciudad y su posterior división en comunas, éstas adoptaron sus emblemas propios quedando el uso tanto del escudo como de la bandera, para la ciudad y la comuna de Santiago.

## Demografía

Evolución de la población de Santiago de Chile entre 1860 y 2020.

De acuerdo con los datos recogidos en el censo de 2017 realizado por el Instituto Nacional de Estadísticas (INE), la población que conformaba el área metropolitana de Santiago alcanzaba los 6 257 516 habitantes, equivalente al 35,6% del total nacional y al 87,98% del total regional. Esta cifra refleja el amplio crecimiento en la población de la ciudad durante el siglo XX: en 1907 había 383 587 habitantes, 1 010 102 en 1940, 2 009 118 en 1960, 3 899 619 en 1982, 4 729 118 en 1992 y 5 428 590 en 2002.
El crecimiento de Santiago ha experimentado diversos cambios a lo largo de su historia. En sus primeros años, tuvo una tasa de crecimiento de un 2,68% anual hasta el siglo XVII, bajando posteriormente a cifras menores al 2% anual hasta comienzos del siglo XX. A mediados de dicha centuria se produjo una explosión demográfica que se explica por cuanto, en su condición de capital, absorbió sucesivamente la migración desde los campamentos mineros del norte de Chile durante la crisis de los años 1930 y de población proveniente desde los sectores rurales entre los años 1940 y 1960, principalmente. La gran cantidad de migración sumada a la alta tasa de fertilidad en esa época se reflejaban en cifras de crecimiento anual que alcanzaron a un 4,92% entre 1952 y 1960. Sin embargo, desde fines de dicho siglo, las cifras de crecimiento se han reducido nuevamente, alcanzando el 1,35% a comienzos de los años 2000. De igual forma, el tamaño de la ciudad se ha expandido constantemente. Las 20 000 hectáreas que abarcaba Santiago en 1960, se duplicaron antes de 1980 y en 2002 alcanzó las 86 778 hectáreas. Así, la densidad de población en Santiago era de 6255,9 hab/km² al año 2002.
La población de Santiago ha ido envejeciendo durante las últimas décadas, tanto por la disminución de la fertilidad como por la mejora en la calidad de vida. De acuerdo al censo de 2017, un 27,04% de hombres y 24,51% de las mujeres de las comunas de Santiago tenían menos de 20 años, mientras un 13,56% y 17,76 % tenía sobre los 60 años, respectivamente. En contraste, la cifra total de menores de 20 años en 1992 era de 38,04% y de mayores de 60, apenas un 8,86%.
Un total de 4 313 719 personas en Chile afirmaron haber nacido en una de las comunas del Gran Santiago según el censo de 2002, equivalente a un 28,54 % del total nacional. De los habitantes de Santiago a esa fecha, un 67,6% afirmó nacer en las comunas del área metropolitana mientras un 2,11% era inmigrante extranjero. En tanto, un 3,3% de la población de Santiago afirmó pertenecer a una etnia indígena: un 3,16% de los santiaguinos se consideró mapuche, un 0,05% aimara, un 0,03% quechua y un 0,02% como rapa nui.

### Distribución de la población

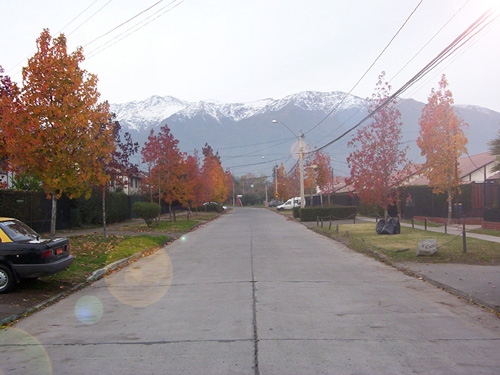
Desde los años 1980, el desarrollo de conjuntos habitacionales para la clase media en la periferia (como La Florida, en la fotografía) desplazó gran cantidad de la población desde el centro urbano.

Debido a la gran expansión que ha tenido Santiago, a lo largo de su historia, su población ha expandido los límites iniciales de la ciudad desde el cerro Santa Lucía hasta sectores de la precordillera y las riberas del río Maipo por el oriente hasta los llanos de Maipú por el poniente. Esto provocó un constante desplazamiento de los principales centros de concentración de población desde el centro, que adoptó el estilo de un distrito financiero, hacia la periferia.
En la actualidad, gran parte de los habitantes se localizan en los sectores periféricos, teniendo las comunas de Puente Alto y Maipú (las dos más grandes del país) más de 500 000 habitantes cada una, mientras La Florida y San Bernardo sobre los 300 000 pobladores cada una. Comunas como Quilicura, en el extremo noroeste, alcanzaron tasas de crecimiento superior al 20 % entre la década de los años 1990 y 2000, mientras algunas comunas centrales como Pedro Aguirre Cerda, Independencia o San Joaquín alcanzaron cifras negativas en ese período.
Esta tendencia, sin embargo, se ha reducido en la última década. Las comunas más centrales han vivido importantes procesos de densificación y verticalización. Según el censo de 2017, la comuna de Santiago se convirtió en la tercera más poblada del país, con un total de 404 495 habitantes, duplicando su población en 15 años.
La expansión de la ciudad ha generado también la notoria diferenciación entre los distintos sectores de la ciudad. Así por ejemplo, el sector nororiente (agrupando generalmente a las comunas de Providencia, Ñuñoa, La Reina, Vitacura, Las Condes y Lo Barnechea) se ha consolidado como refugio de la clase más acomodada, convirtiéndose en el lugar con mejor calidad de vida del país. Los sectores periféricos, tanto del suroeste como del sureste más Quilicura, se han desarrollado de la mano con el crecimiento de la clase media desde los años 1980, mientras las clases de menos recursos se localizan en diversas comunas del sector norponiente y especialmente el sector sur de la capital.
De acuerdo a la encuesta Casen de 2006, aproximadamente el 10,44% de los habitantes de Santiago viven bajo la línea de la pobreza. San Bernardo es la comuna con mayor número de pobres, que alcanzan el 20,9% de su población, seguida por Lo Espejo con un 20,1%, Renca con un 19,2% y Padre Hurtado con un 18,7%. Las de más baja tasa son las del sector oriente que no superan el 5% en su conjunto (y Las Condes que alcanza el mínimo con apenas un 2,3%) y San Miguel que tiene un 2,5%, habitada preferentemente por población de clase media.

### Religión

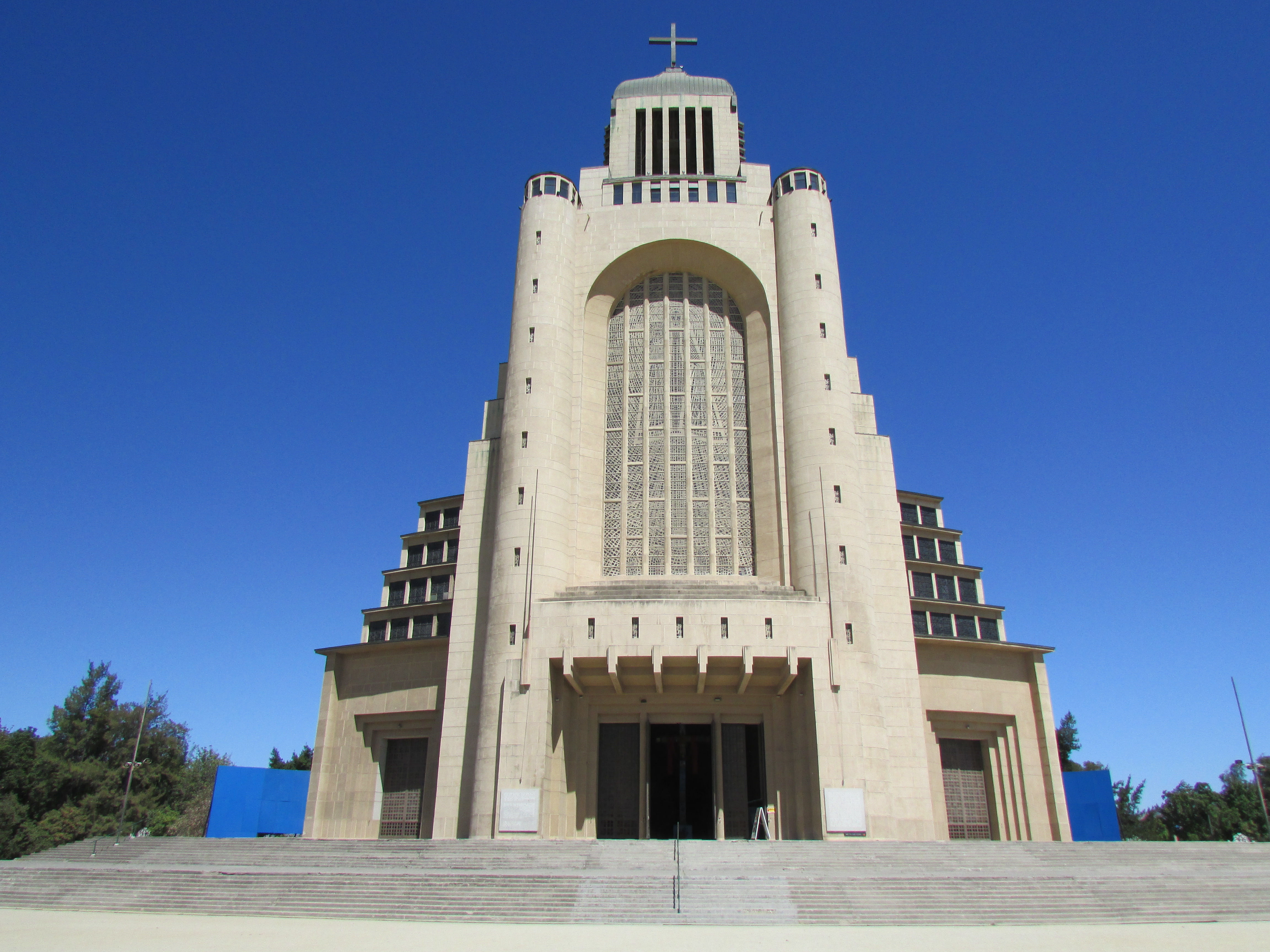
El Templo Votivo de Maipú, uno de los templos católicos más grandes de Santiago, fue construido en honor a la Virgen del Carmen, patrona del Ejército de Chile.

Producto de su fundación realizada por colonizadores españoles, Santiago fue por muchos años una ciudad profundamente católica. De hecho, el nombre de la ciudad fue colocado en honor a Santiago el Mayor, uno de los doce apóstoles y santo patrono de España. Al igual que en otras partes del país, el catolicismo se mantuvo fuerte hasta comienzos del siglo XX, cuando la laicización del Estado disminuyó su poder a nivel nacional. Aun cuando continúa siendo la principal religión de la ciudad, con el paso de los años ha perdido terreno a causa del ingreso de diversas corrientes protestantes, y al crecimiento del agnosticismo y ateísmo. La arquidiócesis de Santiago de Chile, a cargo del monseñor Fernando Chomalí, ejerce la jurisdicción eclesiástica católica en 35 de las 40 comunas del Gran Santiago; las restantes están bajo la prelatura de la diócesis de San Bernardo.
De acuerdo al último censo, el 67,91% de los santiaguinos mayores de 15 años declaró ser católico. Este porcentaje aumenta principalmente en las comunas de mayores ingresos (Pirque alcanza un 81,8% y Vitacura, un 77,92%) mientras que desciende en las de menores, con un mínimo de 57,84%, en La Pintana. Esto se explica principalmente por el gran aumento de miembros de la iglesia evangélica, a la que adhieren un 13,20% de los santiaguinos y que tiene su máximo número de adeptos en La Pintana, con un 23,82%; en cambio, en Providencia solo representan un 3,68% de la población.
Otras denominaciones religiosas que tienen importancia son los Testigos de Jehová con un 1,18%, el mormonismo con un 0,92% y el judaísmo con un 0,28%, aunque en comunas como Vitacura y Las Condes supera el 2%. El Islam y la Iglesia ortodoxa tienen registros ínfimos, con un 0,03% y 0,12% respectivamente y que corresponden principalmente a inmigrantes. Un 5,51% declara pertenecer a otra religión, dentro de las que se incluye la Fe bahá'í, que cuenta con su noveno templo mundial y el primero sudamericano en Santiago. Finalmente, un 10,85% de los mayores de 15 años declararon no pertenecer a ninguna religión alcanzando su máximo en las comunas de clase media y media-alta, con un 17,60% en Providencia.

## Economía

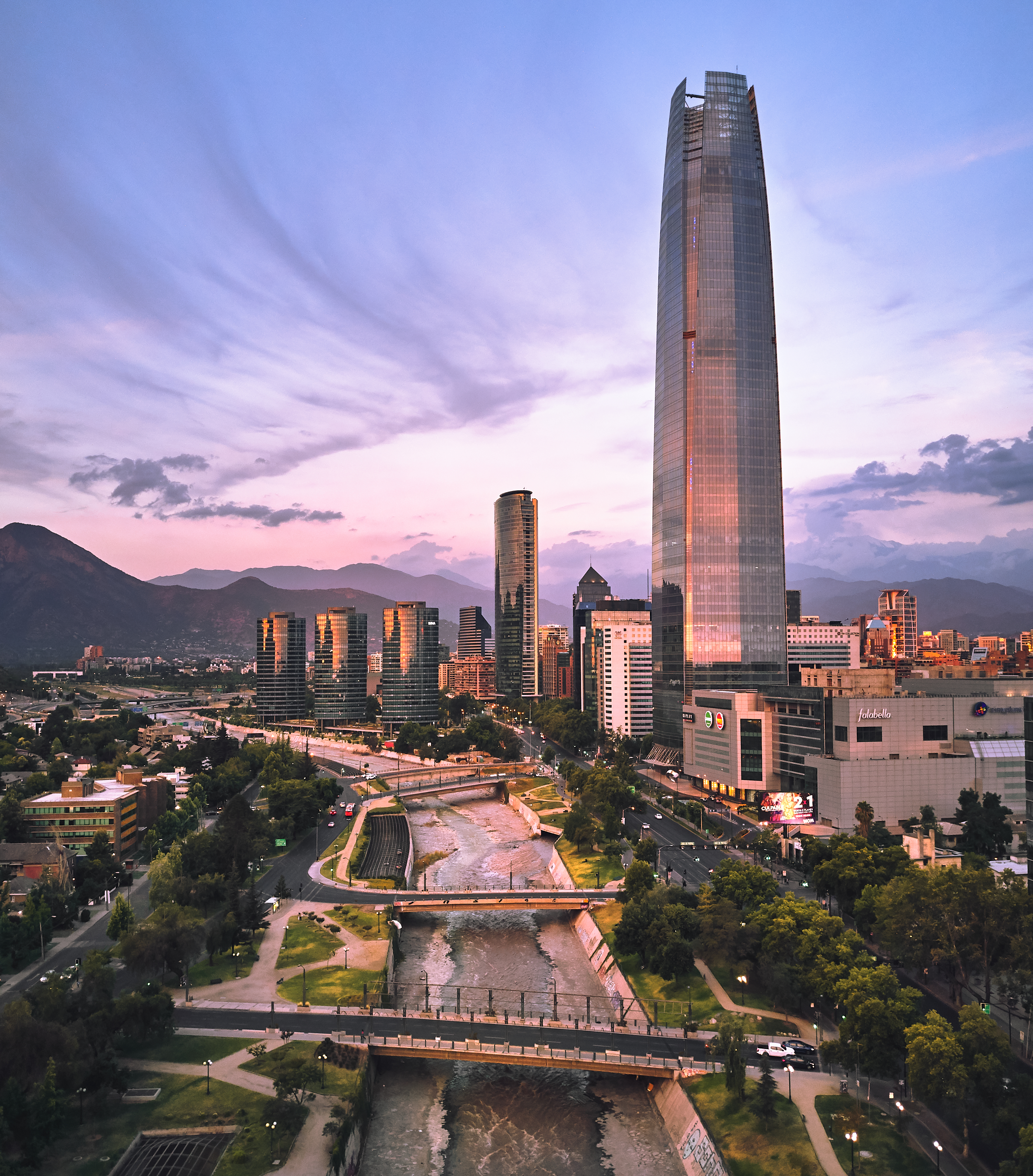
Vista de la Gran Torre Santiago, el edificio más alto de América del Sur y parte del complejo comercial y financiero Costanera Center.

La ciudad de Santiago es el principal polo de desarrollo económico de Chile y uno de los más importantes en Latinoamérica. Sus centros financieros y polos de negocios más importantes son Sanhattan, ubicado entre las comunas de Providencia, Las Condes y Vitacura, y la Ciudad Empresarial, ubicada en la comuna de Huechuraba. De acuerdo al Banco Central, el producto interno bruto de la Región Metropolitana en 2005 fue de 24 461 582 millones de pesos chilenos (aprox. USD 35 380 millones) y que era equivalente al 43,68% del PIB total nacional y de un 46,98% del PIB regionalizado nacional. Esta cifra ajustada con la paridad de poder adquisitivo aumenta a USD 91 000 millones lo que la ubica como la 53.ª ciudad con más ingresos, y en la quinta urbe a nivel latinoamericano (tras Ciudad de México, Buenos Aires, São Paulo y Río de Janeiro). Para 2020, su PIB (PPA) alcanzaría los USD 170 000 millones con una tasa de crecimiento anual efectiva de 4,1%.
El 79,81% del producto interno bruto regional proviene del sector terciario destacando que un 26,16% del PIB se origina únicamente gracias a los servicios financieros y empresariales y un 13,99% debido al comercio. La industria produce un 19,50% del PIB, el sector agropecuario apenas un 1,06% y la minería un 0,93% debido principalmente a la cuprífera Disputada de Las Condes. En cuanto a la generación del valor agregado por sectores a nacional, en Santiago se genera un 45,22% del producido por el sector industrial, un 42,93% del sector de la construcción, 52,22% del sector transportes, un 64,37% del comercial y un 76,7% del sector financiero.

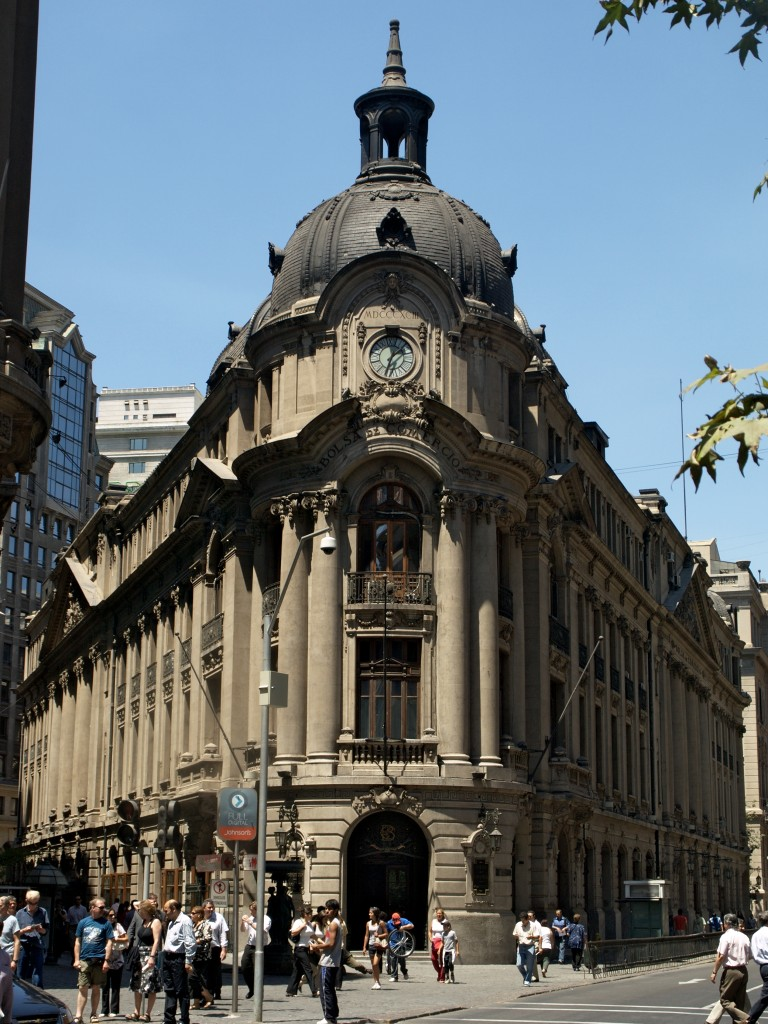
Frente de la Bolsa de Comercio de Santiago.

En Santiago se ubican las principales instituciones económicas del país, incluyendo la Bolsa de Comercio de Santiago y la gran mayoría de las casas matrices de las empresas nacionales y transnacionales. Gracias a la firma de los tratados de libre comercio firmados desde los años 2000 con Estados Unidos, la Unión Europea, China, Japón y Corea del Sur, entre otros, diversas multinacionales internacionales han usado a Santiago como plataforma de ingreso al mercado latinoamericano. Según la revista AméricaEconomía, Santiago es una de las mejores ciudades para hacer negocios en Latinoamérica, quedando en diversas oportunidades entre las primeras posiciones e incluso en 2007 empató en la primera posición junto a Miami. En cuanto al comercio, este se ha visto potenciado por la creación de varios centros comerciales en diversas zonas de la capital y el auge de los supermercados, aunque en desmedro de los almacenes locales y los tradicionales barrios comerciales como Patronato o Franklin.
La capital es también un importante centro de desarrollo turístico a nivel nacional, al ser la principal puerta de entrada del país a través del aeropuerto internacional y el cercano paso trasandino Los Libertadores; ambos concentran el 55,2% del total de personas que ingresan al país por año, lo que equivale a 1 119 840 personas en 2005. Además, el principal destino turístico nacional: un estudio del Servicio Nacional de Turismo determinó que el 52,3% de los turistas (tanto nacionales como internacionales) tenían como destino la categoría «Santiago y sus alrededores», a los cuales se suma un 2,9% correspondiente a «centros invernales», ubicados en su mayoría al oriente de la capital. A nivel regional, existen 221 establecimientos hoteleros que totalizan una capacidad de 9240 habitaciones y 17 147 camas. Esta cifra ha estado en constante aumento desde los últimos años, especialmente en el rango superior a la categoría de 3 estrellas debido al establecimiento de diversas cadenas internacionales.
Los servicios básicos están principalmente en manos de empresas privadas desde fines de los años 1980 y comienzos de los años 1990. Enel Distribución Chile es la encargada de la distribución eléctrica en 33 comunas de Santiago, mientras que en las comunas de La Pintana, El Bosque, San Bernardo, Puente Alto y la zona sur de la Región Metropolitana son servidas por la Compañía General de Electricidad, CGE, ambas empresas eléctricas servidas por el Sistema Interconectado Central. En cuanto al agua potable y el servicio de alcantarillado destacan Aguas Andinas, propiedad del Grupo Agbar, sus filiales y la empresa municipal SMAPA que abarca a Maipú y alrededores. Metrogas es la encargada de la distribución de gas natural proveniente principalmente desde el sur de Argentina a través del gasoducto de GasAndes.

## Relaciones internacionales
Santiago es sede de una serie de instituciones de relaciones internacionales, tales como la Unidad Regional de Asuntos Internacionales (URAI) del Gobierno Regional Metropolitano de Santiago, encargada del análisis y gestión de las relaciones bilaterales y multilaterales de la Región Metropolitana con América Latina y el resto del mundo, la Comisión de Cooperación Internacional del Consejo Regional Metropolitano de Santiago, el Ministerio de Relaciones Exteriores de Chile, el Servicio Nacional de Migraciones, la Jefatura Nacional de Migraciones y Policía Internacional de la Policía de Investigaciones, la Dirección General de Promoción de Exportaciones, la Agencia Chilena de Cooperación Internacional para el Desarrollo, la Unidad de Relaciones Internacionales de la Municipalidad de Peñalolén, y oficinas municipales de migración en 32 comunas del Área Metropolitana de Santiago.

### Internacionalización en educación superior
En materia de relaciones internacionales y educación superior, los principales actores dentro de Santiago son la Vicerrectoría de Asuntos Internacionales de la Pontificia Universidad Católica de Chile, la Dirección de Relaciones Internacionales de la Universidad de Chile, el Departamento de Relaciones Internacionales e Interuniversitarias de la Universidad de Santiago de Chile,la Dirección de Relaciones Internacionales de la Universidad Adolfo Ibáñez, la Vicerrectoría de Asuntos Internacionales de la Universidad Andrés Bello, la Dirección de Globalización de la Universidad del Desarrollo, y la Dirección General de Relaciones Internacionales de la Universidad Diego Portales. Santiago cuenta con instituciones universitarias de investigación y formación en Relaciones Internacionales, tales como el Instituto de Estudios Internacionales de la Universidad de Chile, y el Instituto de Estudios Avanzados de la Universidad de Santiago de Chile.

### Organizaciones internacionales

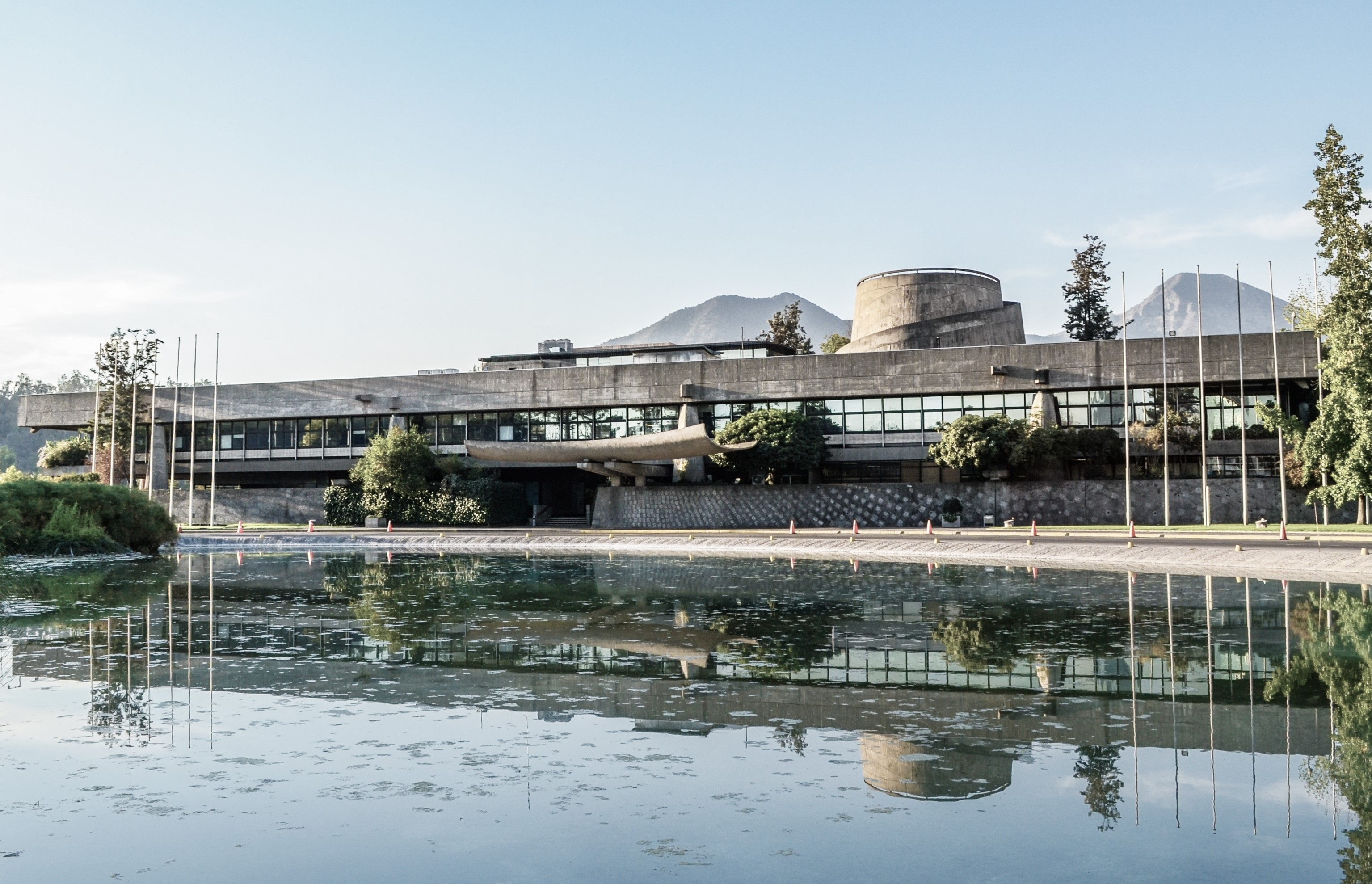
Comisión Económica para América Latina y el Caribe (CEPAL).

Santiago es sede nacional y regional latinoamericana de una serie de organizaciones internacionales, tales como la Comisión Económica para América Latina y el Caribe (CEPAL), el Programa de las Naciones Unidas para el Desarrollo (PNUD), la Organización Panamericana de la Salud (OPS), la Organización de las Naciones Unidas para la Alimentación y la Agricultura (FAO), la Organización Internacional del Trabajo (OIT), la Organización de las Naciones Unidas para la Educación, la Ciencia y la Cultura (UNESCO), el Banco Mundial, el Banco Interamericano de Desarrollo y CAF - Banco de Desarrollo de América Latina.

## Cultura y sociedad

### Patrimonio y monumentos

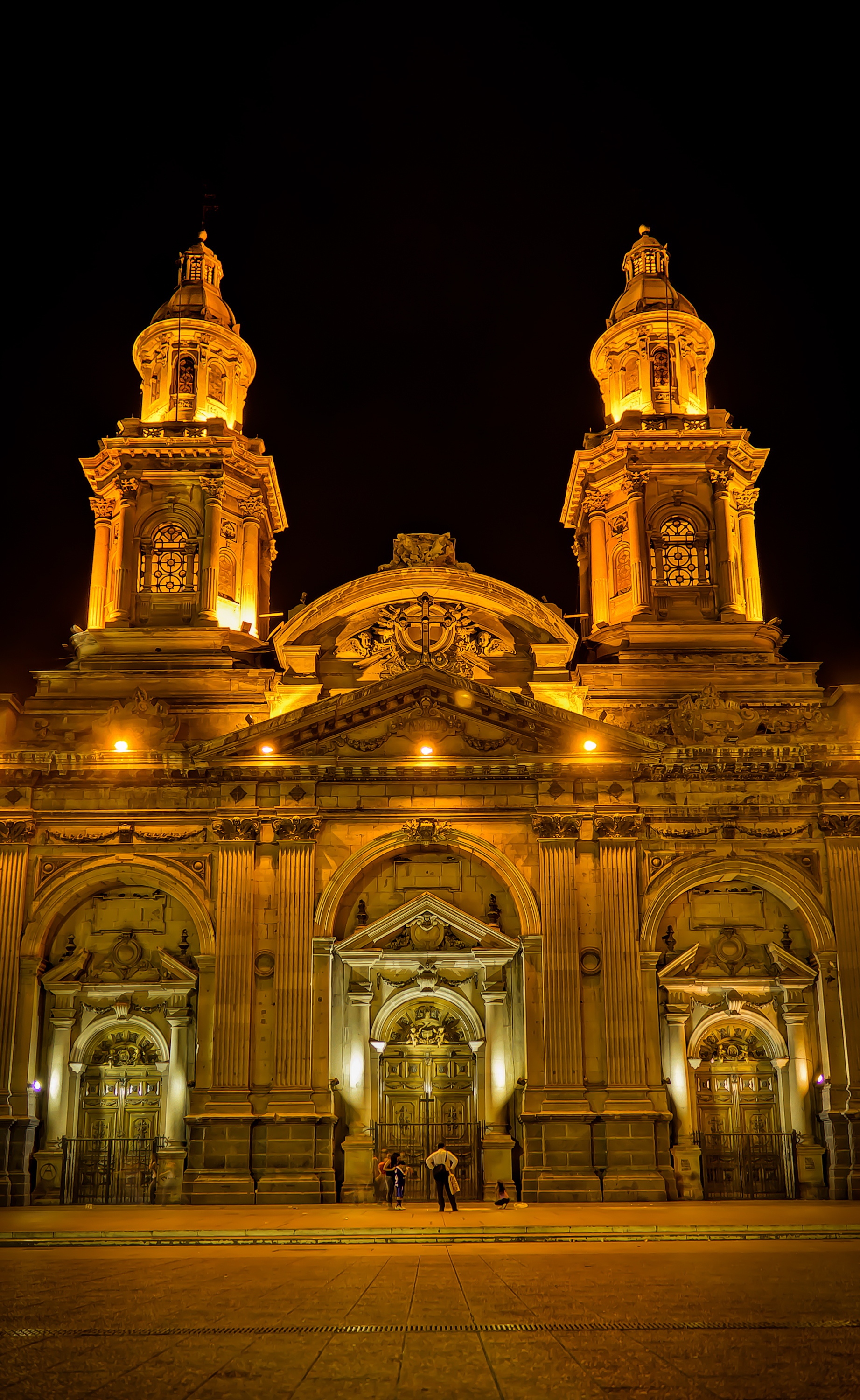
La Catedral Metropolitana es uno de los edificios más representativos de la arquitectura colonial.

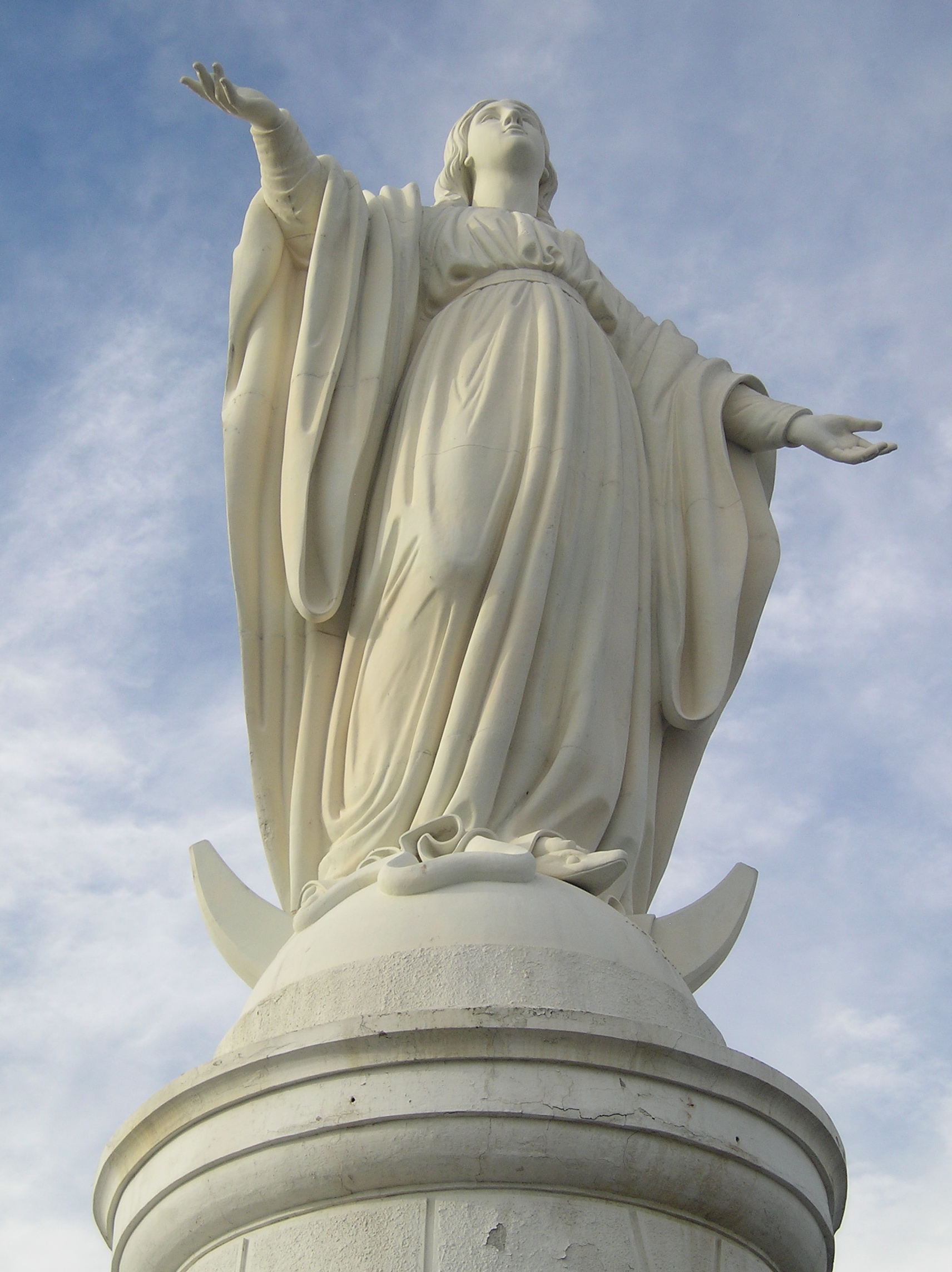
La estatua de la Virgen María en el cerro San Cristóbal es uno de los principales símbolos de la ciudad.

Dentro del área metropolitana de Santiago, existen 174 sitios patrimoniales bajo la custodia del Consejo de Monumentos Nacionales, entre los que se encuentran monumentos arqueológicos, arquitectónicos e históricos, además de barrios y zonas típicas. De estos, 93 se encuentran dentro de la comuna de Santiago, considerada el centro histórico de la ciudad. Aunque ningún monumento santiaguino ha sido declarado Patrimonio de la Humanidad por la Unesco, tres ya han sido propuestos por el gobierno chileno: el santuario incásico del cerro El Plomo, la iglesia y convento de San Francisco y el palacio de La Moneda.
En el centro de Santiago se encuentran diversas edificaciones construidas durante la dominación española y que, en su mayoría, corresponden a templos católicos, como la Catedral Metropolitana o la ya mencionada iglesia de San Francisco. Otros edificios de la época son aquellos ubicados en los costados de la plaza de Armas, como la sede de la Real Audiencia, el Correo Central o la Casa Colorada.
Durante el siglo XIX y el advenimiento de la independencia, nuevas obras arquitectónicas comenzaron a erigirse en la capital de la joven república. La aristocracia construyó pequeños palacios para su uso residencial, principalmente en los alrededores del barrio República, y que se conservan hasta la actualidad. A ello se suman otras estructuras que adoptaron corrientes artísticas provenientes de Europa, como el Club Hípico de Santiago, las casas centrales de la Universidad de Chile y de la Universidad Católica, la Estación Central y la Estación Mapocho, el Mercado Central, la Biblioteca Nacional, el Museo de Bellas Artes y el Barrio París-Londres, entre otras.
Diversas áreas verdes en la ciudad contienen en su interior y en sus alrededores diversos sitios de carácter patrimonial. Dentro de los más importantes destacan las fortificaciones del cerro Santa Lucía, el santuario de la Virgen María en la cumbre del cerro San Cristóbal, las fastuosas criptas del Cementerio General de Santiago, el Parque Forestal, el Parque O'Higgins y el Parque Quinta Normal.

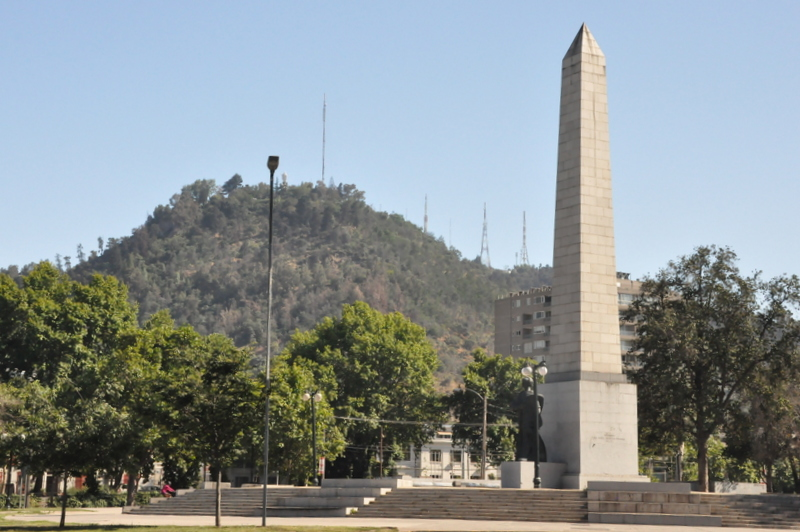
Obelisco de Santiago, Chile.

### Actividades culturales y entretenimiento

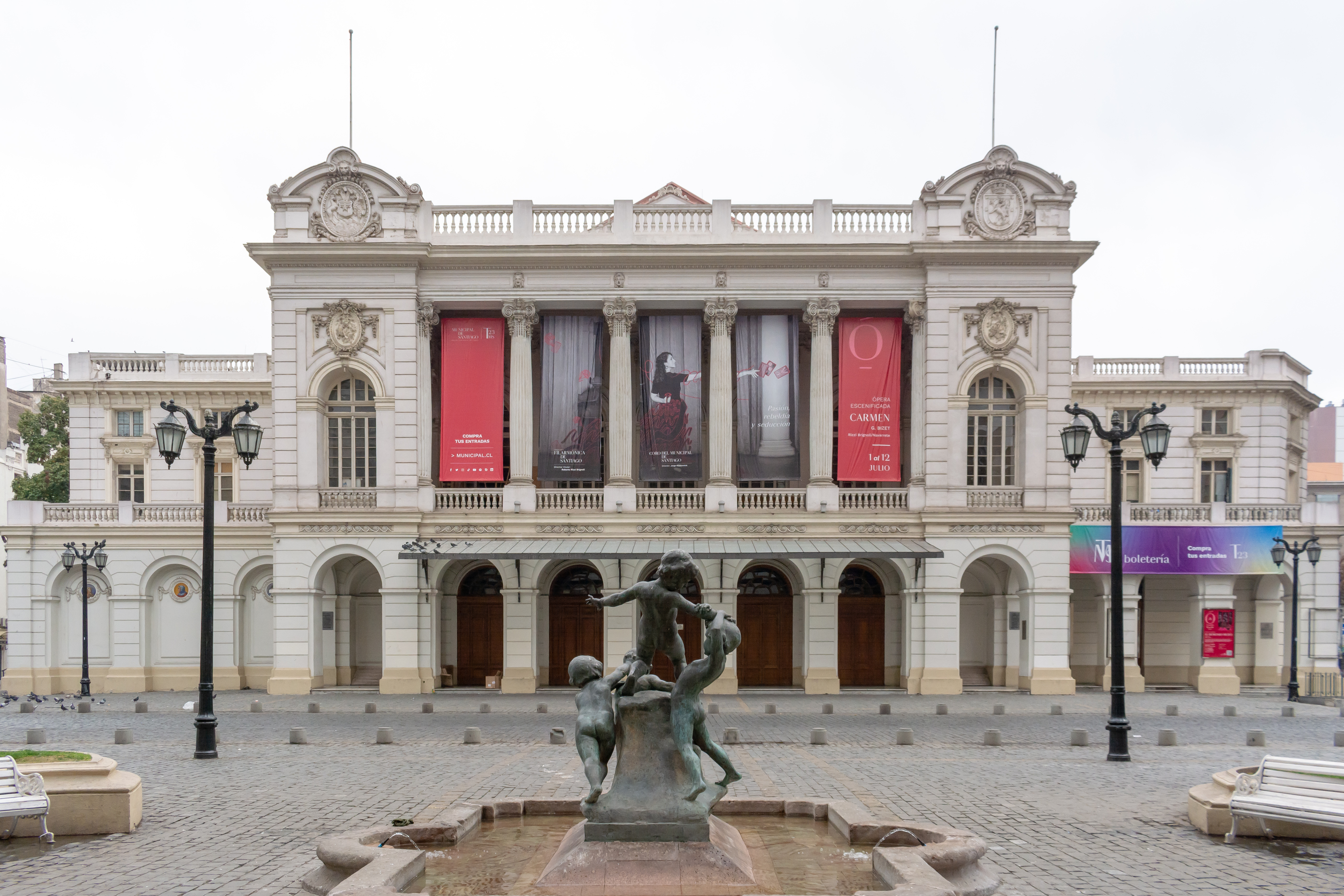
Teatro Municipal de Santiago.

En Santiago se ubican las principales compañías de teatro, albergando diversas obras tanto nacionales como internacionales, y que alcanzan su mayor expresión durante el Festival Internacional Santiago a Mil, el cual se realiza cada verano desde 1994.
Para la realización de diversos eventos culturales, artísticos y musicales, existen diversos recintos dentro de los que destacan el Centro Cultural Estación Mapocho, el Centro Cultural Matucana 100, el Centro Cultural Gabriela Mistral, el Centro Cultural Palacio de La Moneda, el Movistar Arena y el Teatro Caupolicán. Por otro lado, para las presentaciones de ópera, ballet y música clásica destacan el Teatro Municipal de Santiago, ubicado en pleno centro de la ciudad, y el Teatro Municipal de Las Condes.

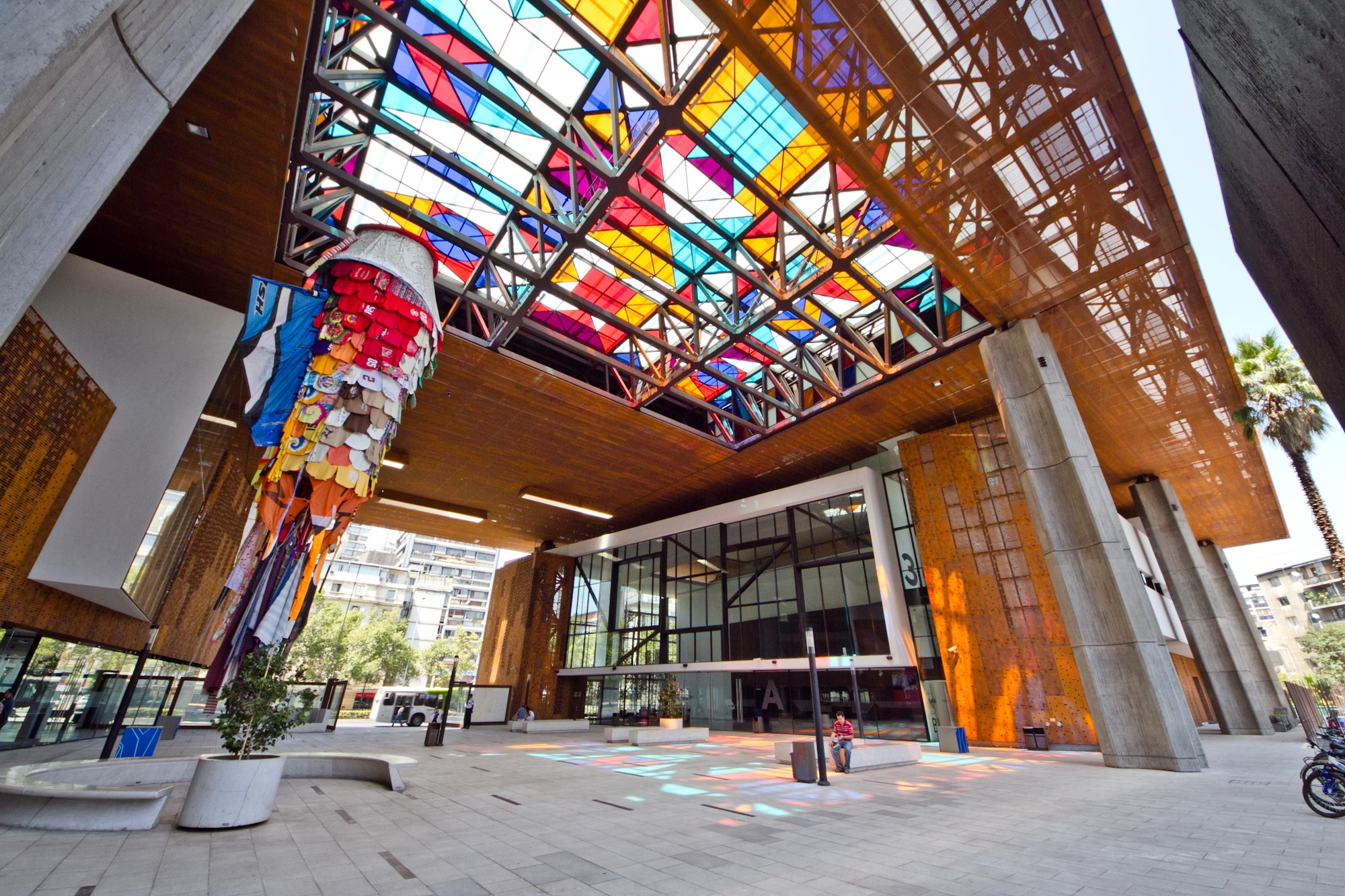
Interior del Centro Cultural Gabriela Mistral.

Existen en la capital diversos cines, que dan un total de más de 49 000 butacas, a los que se suman centros de proyección de cine arte. En los últimos años se han desarrollado diversos festivales de cine en la ciudad, siendo el más destacado el Santiago Festival Internacional de Cine, creado en 2005.
Para los niños y jóvenes existen diversos centros de entretenimiento, como el parque de atracciones Fantasilandia, el Zoológico Nacional ubicado en el cerro san Cristóbal o el Buin Zoo en las afueras de la ciudad. Los barrios Bellavista, Lastarria, Brasil, Italia, plaza Ñuñoa y avenida Vitacura concentran gran parte de las discotecas, restaurantes y bares de la ciudad, siendo los principales centros de entretenimiento nocturno en la capital. Con el fin de promover el desarrollo económico de las otras regiones, la ley prohíbe la construcción de un casino de juego dentro de la Región Metropolitana, pero en sus cercanías se encuentran los casinos Enjoy Santiago y el Monticello Grand Casino, ambos ubicados justo sobre el límite regional norte y sur, respectivamente, además del tradicional casino de Viña del Mar, a 120 kilómetros de distancia de Santiago.

### Museos y bibliotecas

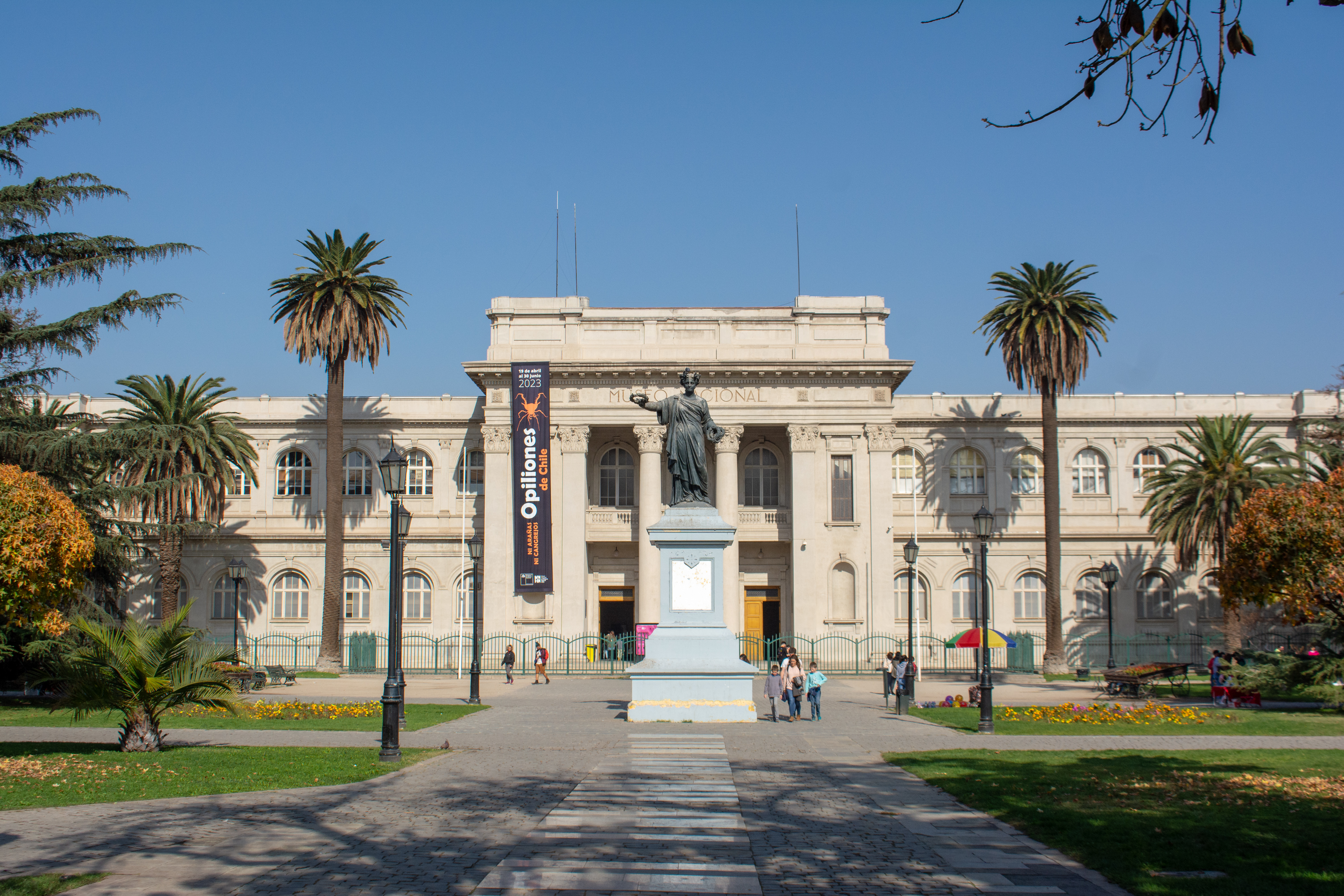
El Museo Nacional de Historia Natural, el primero en ser fundado, y el más visitado del país.

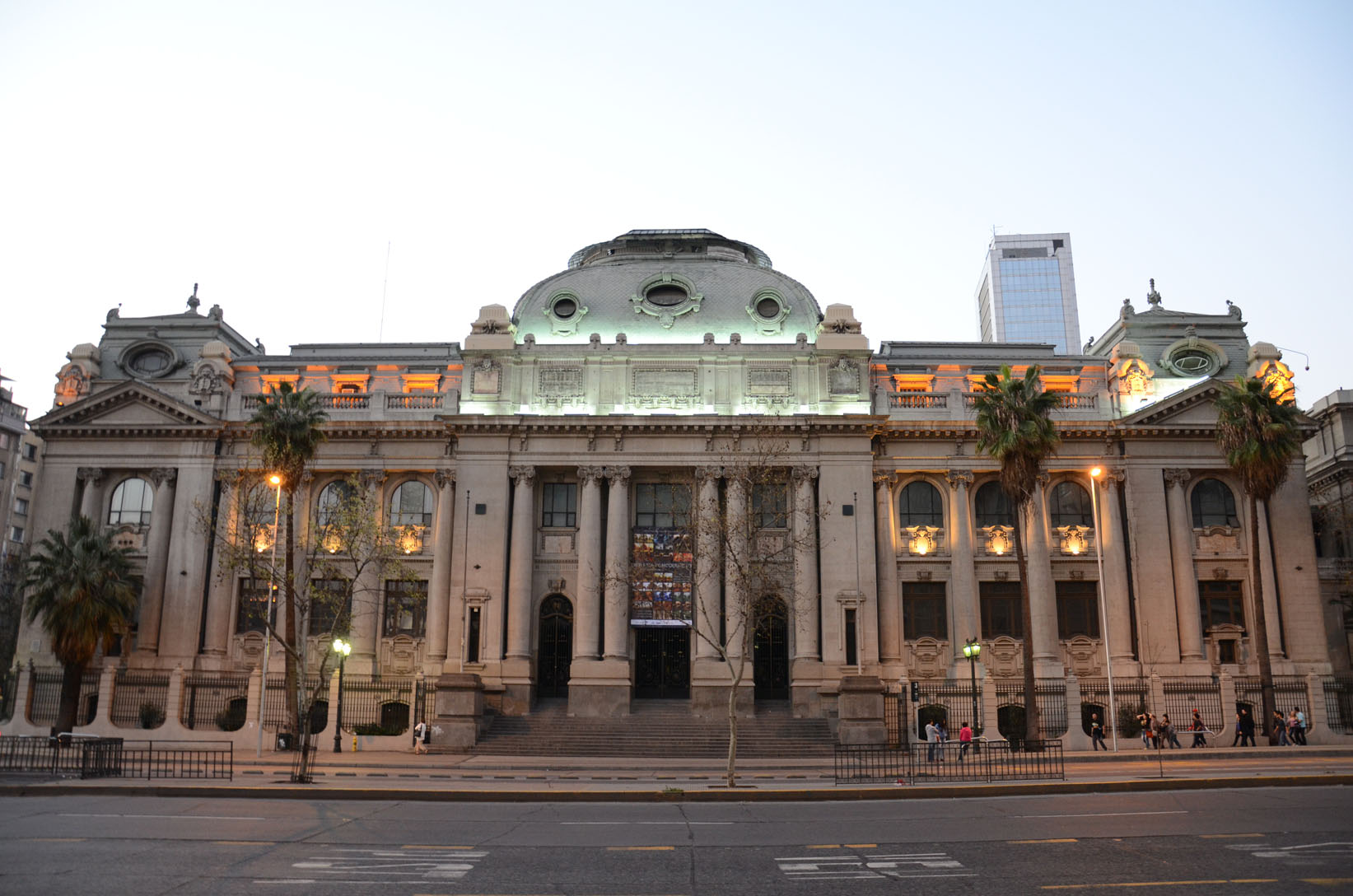
La Biblioteca Nacional.

Santiago alberga una gran cantidad de museos de diferentes tipos, dentro de los cuales se encuentran los tres de categoría «Nacional» administrados por el Servicio Nacional del Patrimonio Cultural: el Museo Histórico Nacional, el Museo Nacional de Bellas Artes y el Museo Nacional de Historia Natural.
La mayoría de los museos se ubica en el centro histórico de la ciudad, ocupando las antiguas edificaciones de origen colonial, tal como ocurre con el Museo Histórico Nacional, que está ubicado en el Palacio de la Real Audiencia. La Casa Colorada aloja el Museo de Santiago, mientras que el Museo de Arte Colonial está instalado en un ala de la iglesia de San Francisco y el Museo de Arte Precolombino ocupa parte del antiguo Palacio de la Aduana. El Museo de Bellas Artes, aunque se ubica en el centro de la ciudad, ocupa un edificio que fue construido a comienzos del siglo xx especialmente para alojar dicho museo, y en la parte posterior del edificio fue establecido en 1947 el Museo de Arte Contemporáneo, dependiente de la Facultad de Artes de la Universidad de Chile.
El Parque Quinta Normal también posee diversos museos, dentro de los que se encuentran el ya mencionado de Historia Natural, el Museo Artequin, el Museo de Ciencia y Tecnología y el Museo Ferroviario. Además, cercano a la Quinta Normal se encuentra, desde el año 2010, el Museo de la Memoria y los Derechos Humanos. En otros sectores de la ciudad existen diversos museos, como el Museo Aeronáutico en Cerrillos, La Chascona, vivienda del poeta Pablo Neruda en Providencia, el Museo de la Moda en Vitacura, el Museo Interactivo Mirador en La Granja y el Museo del Carmen en Maipú.
En cuanto a bibliotecas públicas, la más importante es la Biblioteca Nacional, ubicada en pleno centro de Santiago. Sus orígenes se remontan a 1813, cuando fue creada por la naciente República y fue trasladada a sus actuales dependencias un siglo más tarde, las que además albergan la sede del Archivo Nacional. Con el fin de brindar más cercanía a la población, incorporar nuevas tecnologías y complementar los servicios entregados por las bibliotecas municipales y la Biblioteca Nacional, fue inaugurada en 2005 la Biblioteca de Santiago en el barrio Yungay.

### Educación

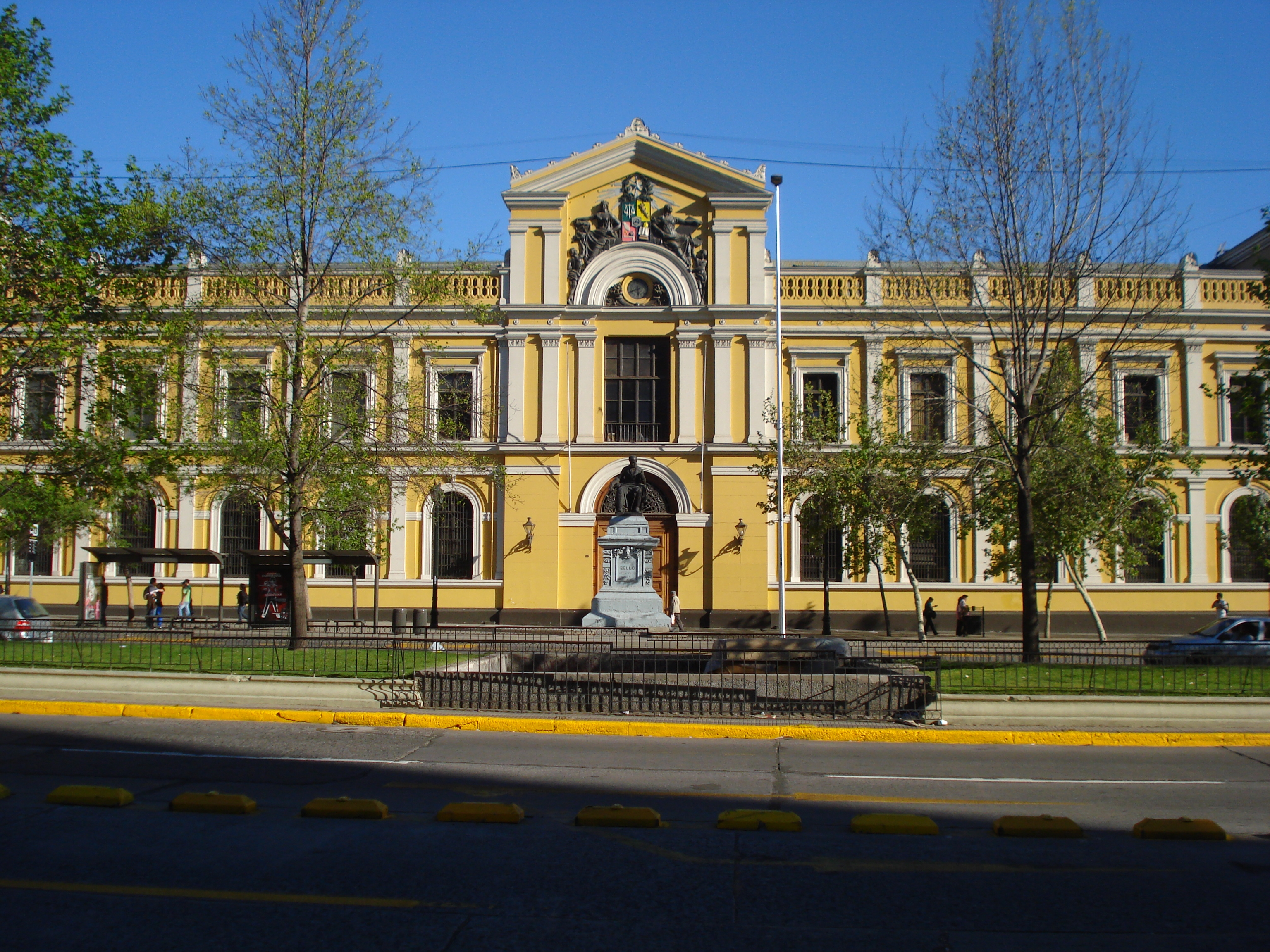
Casa Central de la Universidad de Chile.

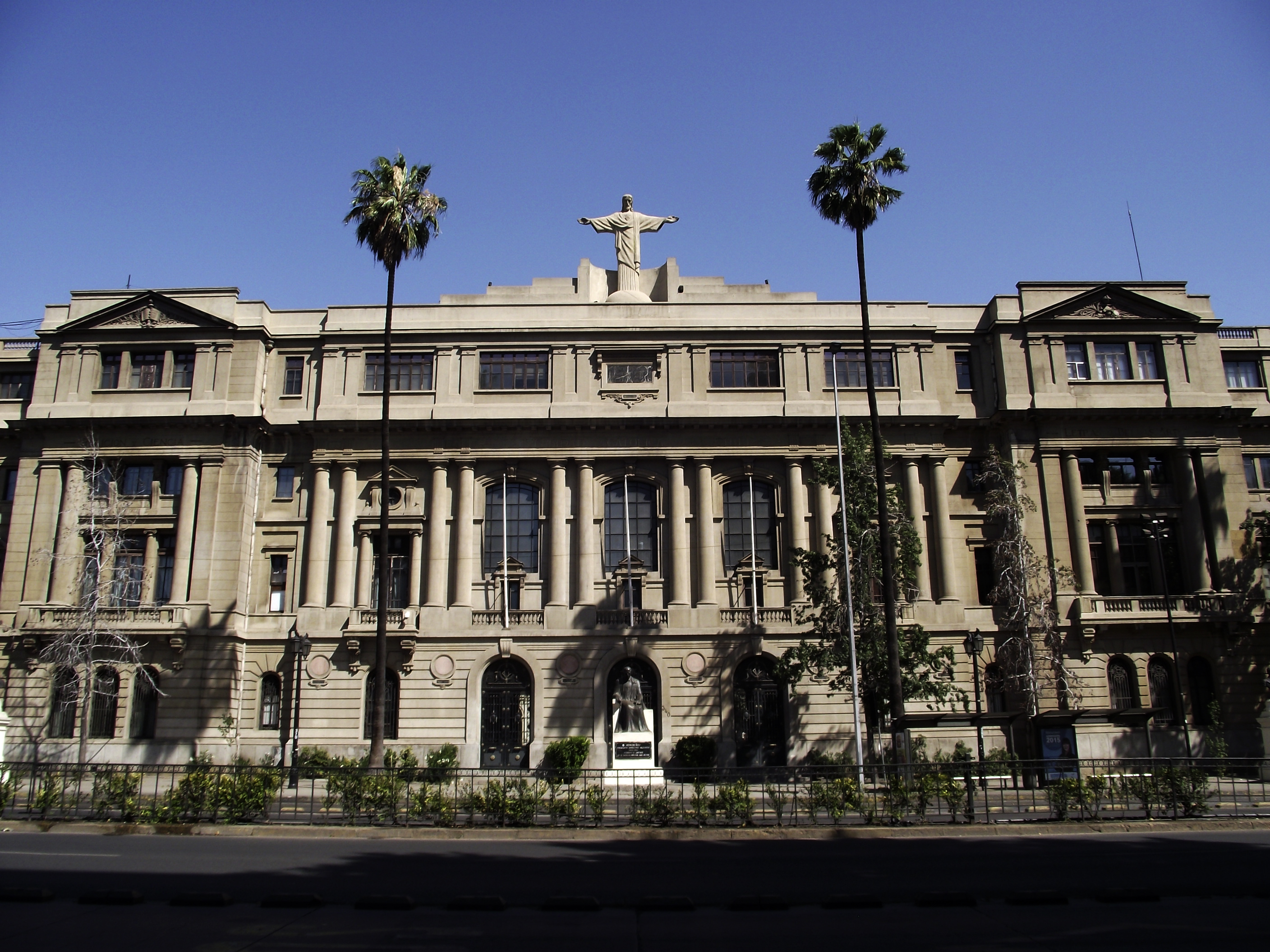
Casa Central de la Pontificia Universidad Católica de Chile.

De acuerdo a las cifras del censo 2002, el 89,49% de la población de Santiago mayor de 5 años es alfabeta, un poco más que el promedio nacional. Al distribuir a la población mayor de 5 años de edad en función de sus años de escolaridad, la mayoría (18,87%) tiene 12 años mientras un 5,39% afirma no haber cursado por lo menos un año; en promedio, los habitantes de Santiago tienen una escolaridad de 9,26 años de estudio.
En la actualidad, casi la totalidad de los menores entre 5 y 18 años se encuentra cursando la Educación General Básica y la Educación Media, que forman los doce años de educación obligatoria establecida en 2003 por la Constitución. Dentro de la Región Metropolitana existen 2576 establecimientos urbanos de educación parvularia, primaria y secundaria que equivalen al 21,90% del total nacional, de los cuales 611 son de propiedad municipal, 1615 de carácter particular subvencionado, 317 particulares y 33 corporaciones de administración delegada. En cuanto al número de alumnos, el total a nivel regional al año 2007 es de 1 405 200 estudiantes de educación parvularia, primaria o secundaria.
La educación superior chilena ha sido objeto históricamente de una alta concentración en la capital chilena. Desde la época colonial, es en esta ciudad de la Capitanía General donde se instalaron los primeros centros de estudio universitarios. En 1622 empezó a funcionar en el convento de los Dominicos la Universidad de Santo Tomás, y al año siguiente los jesuitas inauguraron el Convictorio San Francisco Javier, también conocido como Convictorio Carolino. Este último funcionaría hasta la expulsión y supresión de la Compañía. La matriz religiosa de ambas instituciones fue sobrepasada al crearse por real cédula de Felipe V de 1647 la Real Universidad de San Felipe, que absorbió a la institución dominica. Esta corporación funcionó regularmente hasta el advenimiento de la Independencia de Chile, cuando se creó el Instituto Nacional con el fin de modificar los esquemas de enseñanza superior.
La naciente república crearía en 1842, bajo los auspicios del chileno-venezolano Andrés Bello, la Universidad de Chile, organismo que desempeñaría un rol preponderante y exclusivo en la educación superior por más de cincuenta años. En 1848 es creada también la Escuela de Artes y Oficios, como institución dedicada a la educación técnica. La Escuela conformaría posteriormente el núcleo principal de la Universidad Técnica del Estado (en 1947) y la Universidad de Santiago de Chile (en 1981). A fines del siglo XIX, y ante la actitud laicista adoptada por la universidad estatal, el Arzobispado de Santiago creó en 1888 la Universidad Católica, la que disputaría con la Universidad de Chile la formación de nuevos estudiantes. El centralismo santiaguino en los estudios superiores no sería sobrepasado hasta 1919, cuando se creó la Universidad de Concepción en la ciudad homónima, para atender a los estudiantes del sur del país.
En 2005, 49,7% de los estudiantes de educación superior a nivel nacional se concentraban en la Región Metropolitana (donde casi la totalidad de los planteles están dentro del área urbana de Santiago) lo que equivale a 663.679 alumnos. De estos, un 25,77% lo hace en universidades tradicionales, un 44,70% en universidades privadas, un 19,62% en centros de formación técnica y un 9,91% en institutos profesionales. En la ciudad se encuentran ubicadas las casas centrales de las principales universidades del país, cinco de ellas pertenecientes al Consejo de Rectores: de Chile, de Santiago, Católica, UMCE y Universidad Tecnológica Metropolitana (UTEM).

## Deporte

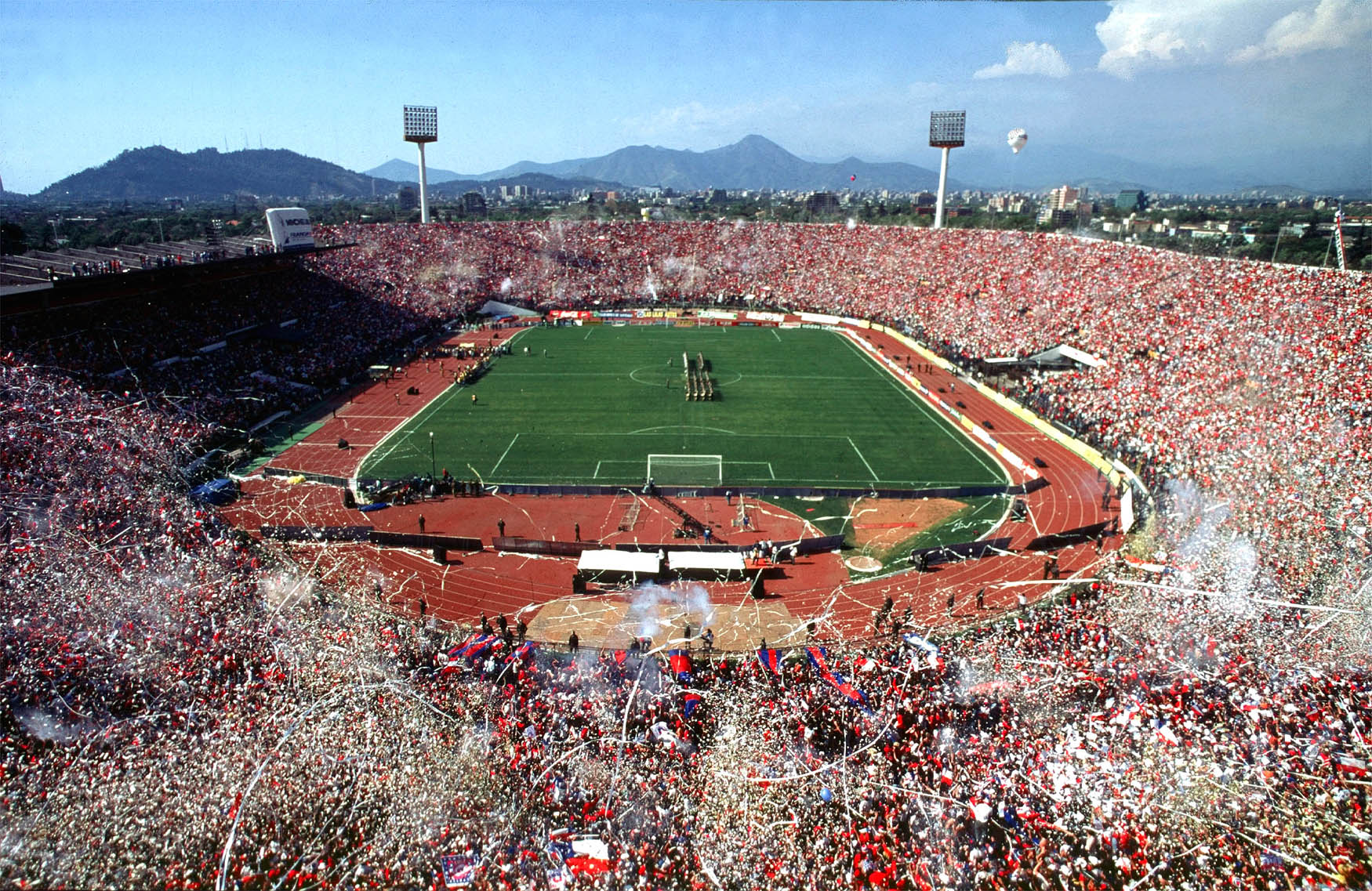
Vista del Estadio Nacional de Chile durante un partido de la selección de fútbol de Chile.

#### Fútbol
El principal deporte practicado en Santiago es el fútbol, al igual que en el resto del país. En 1903 fue fundada la Asociación de Fútbol de Santiago agrupando a los primeros clubes de este deporte. Aunque Valparaíso era la principal sede del football de la época, Santiago comenzó a rivalizar la hegemonía desde los años 1920 y finalmente la sede de la Federación de Fútbol de Chile trasladó su sede desde el puerto hasta la capital. De los 104 torneos nacionales de fútbol profesional realizados desde 1933, 84 veces ha salido campeón un equipo santiaguino.
En la actualidad, nueve equipos de Santiago juegan en el fútbol profesional chileno, de los cuales seis militan en la Primera División (Audax Italiano, Colo-Colo, Palestino, Unión Española, Universidad Católica y Universidad de Chile) y tres en la Primera B (Deportes Recoleta, Magallanes, y Santiago Morning). Colo-Colo, Universidad de Chile y Universidad Católica son considerados los principales equipos del país, alcanzando no solo importantes participaciones en el campeonato nacional sino también en eventos internacionales (como la Copa Libertadores o la Copa Sudamericana). Entre estos equipos se disputan tradicionalmente el Superclásico y el Clásico Universitario, y en conjunto son los más populares del país, con una adhesión estimada del 89% de la población nacional.
El principal recinto deportivo del país es el Estadio Nacional de Chile, inaugurado en 1938, y que con una capacidad máxima de 47 000 espectadores es la sede de la selección de fútbol de Chile cuando juega como local. Otros estadios de importancia son el Estadio Monumental, el Estadio San Carlos de Apoquindo, el Estadio Santa Laura y el Estadio Bicentenario Municipal de La Florida.

#### Otros deportes

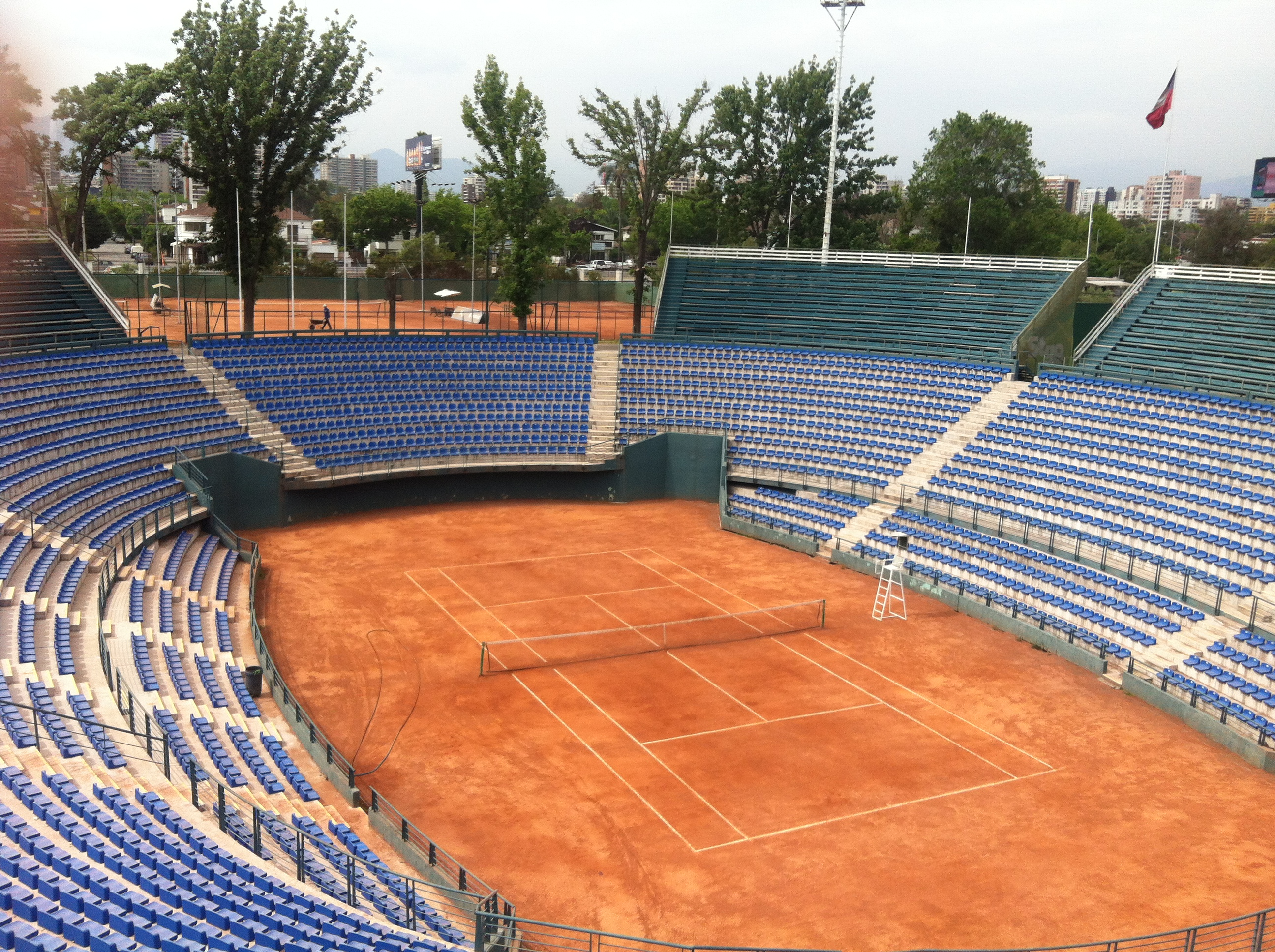
Court Central Anita Lizana

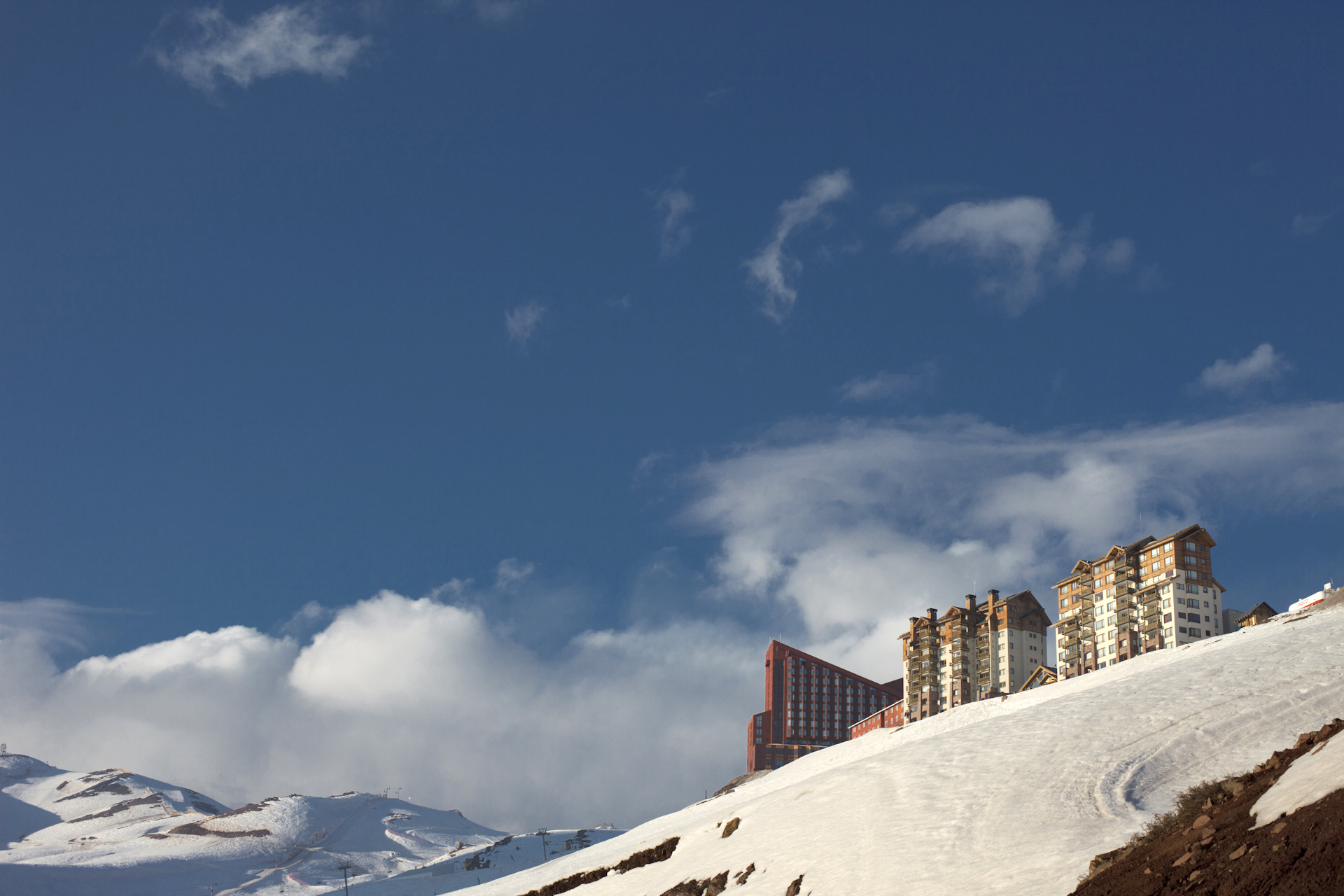
Vista del centro de esquí Valle Nevado.

Diversos deportes se practican en Santiago, pero tienen mucha menor concurrencia que el fútbol. Aunque históricamente la ciudad ha albergado los partidos del equipo chileno de Copa Davis (incluyendo la final de 1976), en los últimos años ha perdido la hegemonía en el tenis, incluyendo el traslado del Abierto de Chile a Viña del Mar en 2001. En cuanto al baloncesto, Universidad Católica ha sido campeona 5 veces de la DIMAYOR. El rodeo chileno, a diferencia de las ciudades menores, no se practica mucho y se realizan rodeos principalmente en zonas rurales de comunas como San Bernardo y Maipú o en raras ocasiones en la Medialuna Las Condes. Durante las Fiestas Patrias se realizan más rodeos en la llamada Semana de la Chilenidad. En cuanto al atletismo el mayor evento realizado anualmente es la Maratón de Santiago, que alberga alrededor de 30 000 participantes entre profesionales y aficionados, que participan en las categorías Maratón, Media maratón y 10k trotando por las calles de Santiago.
Santiago tiene una privilegiada ubicación junto a los Andes para el desarrollo de los deportes de invierno. Al nororiente de la ciudad, a menos de 35 kilómetros de distancia, se ubican los complejos invernales de El Colorado, Farellones, La Parva y Valle Nevado, este último el de mayor área esquiable del hemisferio sur y sede del campeonato mundial de snowboard organizado por la FIS. Otro centro de esquí, Lagunillas, se ubica al sureste de la capital pero es de menor envergadura que los anteriores.

#### Grandes eventos deportivos
La ciudad ha albergado diversos eventos de importancia. En Santiago se han disputado las finales de la Copa América (1926, 1941, 1945, 1955, 1991 y 2015), del Campeonato Mundial de Baloncesto Femenino de 1953, del Campeonato Mundial de Baloncesto de 1959, de la Copa Mundial de Fútbol de 1962, de la Copa Davis 1976, de los Campeonatos Mundiales de Polo de 1992 y 2015, de la Copa Mundial de Fútbol Juvenil de 1987 y de la Copa Mundial Femenina de Fútbol Sub-20 de 2008.
En cuanto a torneos multideportivos, Santiago fue sede en dos oportunidades de los Juegos Suramericanos: la III edición (1986) y la X edición (2014). Respecto a los Juegos Panamericanos, la ciudad ha sido electa en cuatro oportunidades, pero hasta la fecha aún no ha podido organizar el evento. Los problemas económicos y políticos forzaron a la renuncia de los eventos de 1975 y 1987, mientras que los II Juegos Panamericanos de invierno fijados para 1993 fueron cancelados por la ODEPA debido a la falta de interés de los participantes y los problemas administrativos. Finalmente, en 2023 Santiago albergó los XIX Juegos Panamericanos y VII Parapanamericanos, tras haber sido electa sede de dicho evento por los miembros de ODEPA.
| Predecesor: Lima     | Ciudad Panamericana 2023 | Sucesor: Lima       |
| Predecesor: Rosario  | Ciudad Sudamericana 1986 | Sucesor: Lima       |
| Predecesor: Medellín | Ciudad Sudamericana 2014 | Sucesor: Cochabamba |

## Transporte

### Transporte aéreo

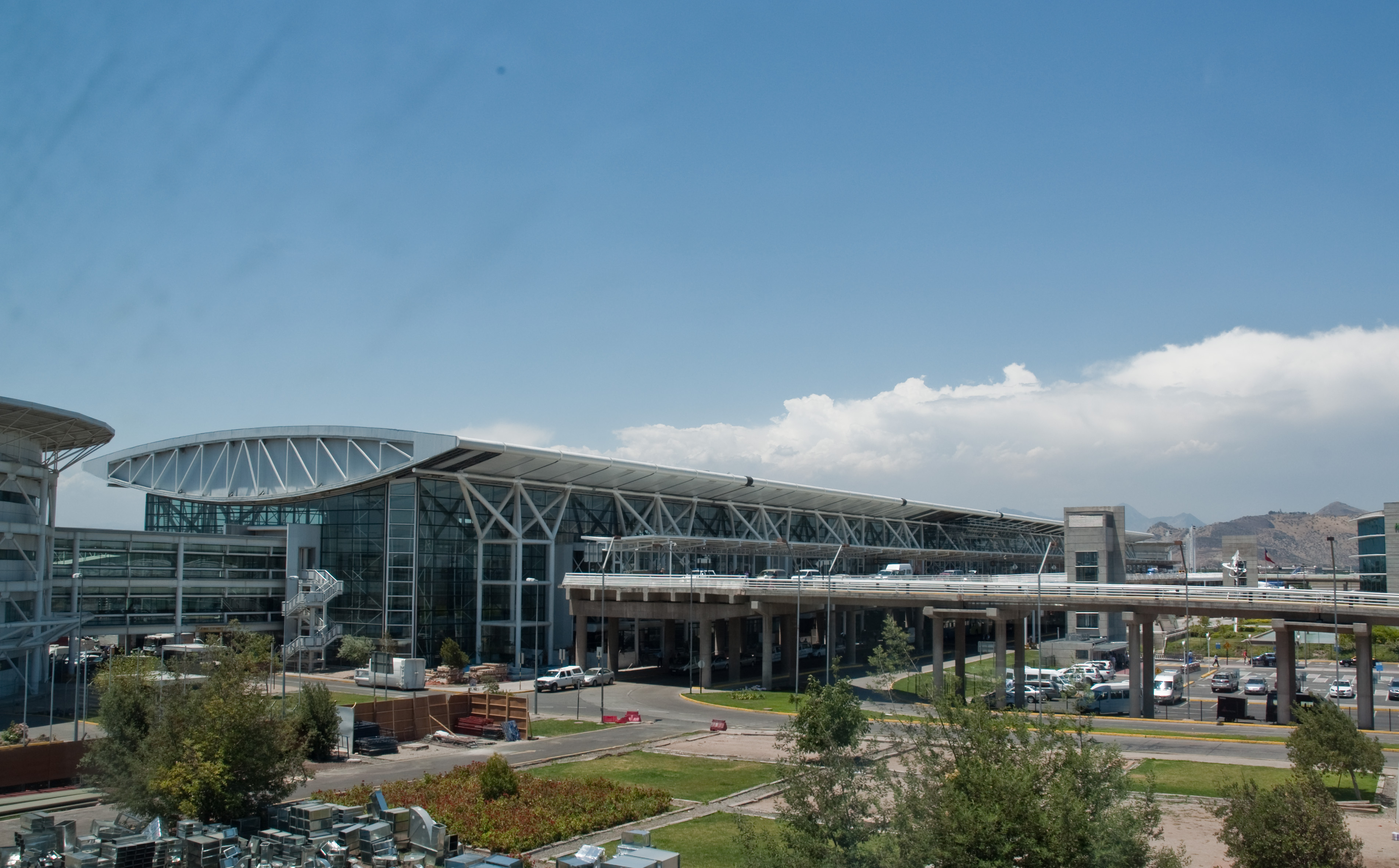
Aeropuerto Internacional Arturo Merino Benítez.

La ciudad de Santiago tiene dos principales tipos de conexión con otras ciudades del país como del resto del mundo: su aeropuerto internacional y la red de carreteras nacionales. El transporte aéreo utiliza el Aeropuerto Internacional Arturo Merino Benítez, localizado en la comuna de Pudahuel, a 13 kilómetros al norponiente del centro de la ciudad. El aeropuerto, que ha sido considerado en múltiples ocasiones como uno de los más modernos de Latinoamérica, fue utilizado en 2019 por 24 630 742 pasajeros, de los cuales 11 000 491 fueron internacionales y 13 630 251 domésticos. El aeropuerto de Pudahuel fue inaugurado en 1967 como reemplazo del antiguo Aeropuerto Los Cerrillos, que funcionó como aeródromo hasta su clausura en 2005. Otros lugares de despegue son la Base Aérea El Bosque, el Aeródromo Municipal de Vitacura y el Aeródromo Eulogio Sánchez, pero casi cerrados al transporte de público.

### Transporte interurbano

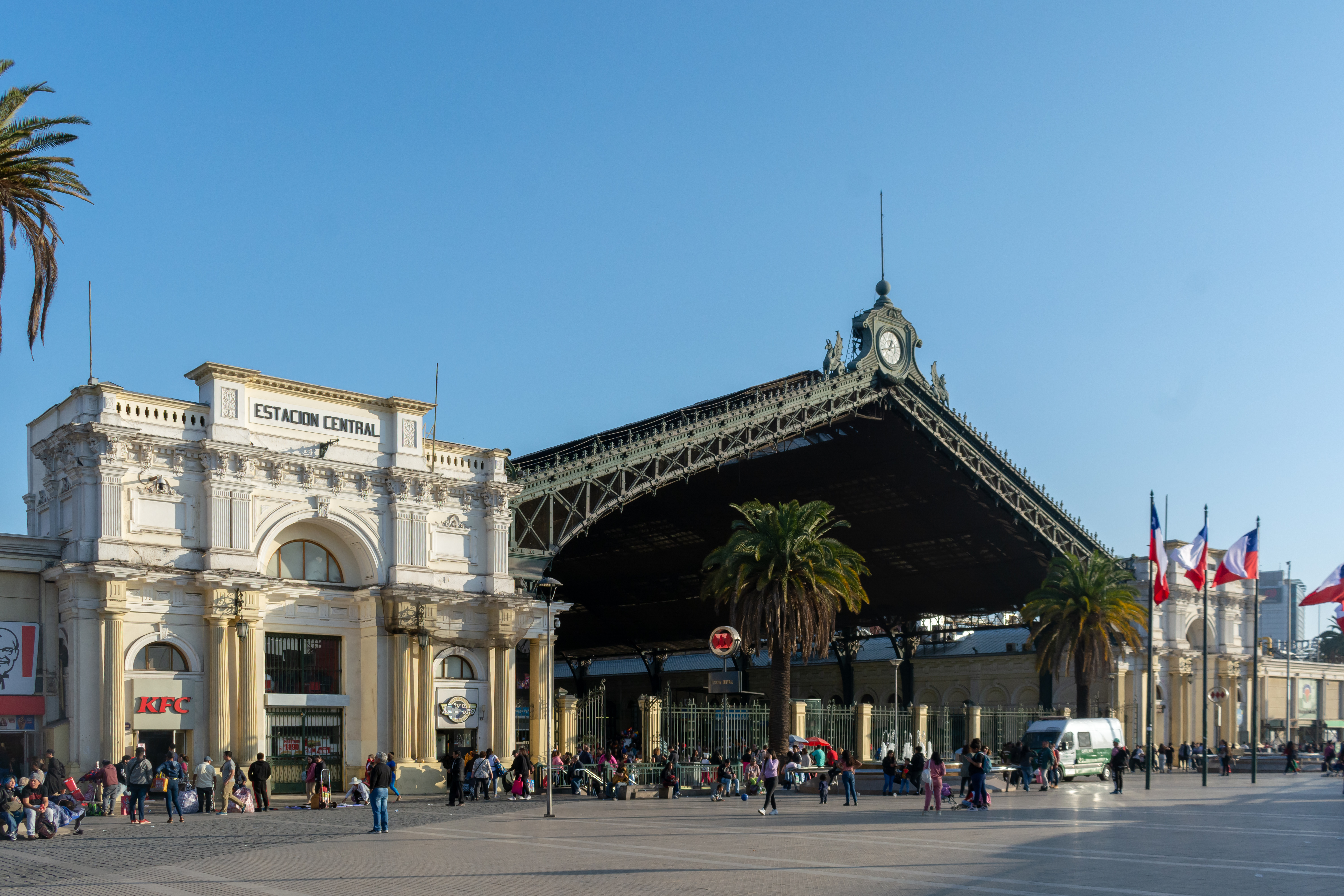
La Estación Central, terminal de ferrocarriles.

En cuanto a autopistas, la ciudad es atravesada de norte a sur por la ruta 5, un tramo de la carretera Panamericana. La ruta permite la conexión de Santiago con las ciudades del norte del país a través de la concesionada Autopista del Aconcagua, y con el sur a través de la Autopista del Maipo. La Autopista del Pacífico (68-CH) es una de las más utilizadas, permitiendo la conexión de la capital con el Gran Valparaíso; la Autopista del Sol (78-CH), en tanto, conecta a Santiago con San Antonio y otras ciudades del Litoral Central, mientras que la Autopista Los Libertadores (57-CH) lo hace con las ciudades de San Felipe, Los Andes y el Paso Internacional Los Libertadores.
En Santiago existen diversos servicios de autobuses interurbanos, uno de los más importantes medios de transporte con otras ciudades chilenas; también existen algunos servicios de autobuses a ciudades de los países fronterizos e incluso de Brasil. Estos servicios se concentran en los terminales Alameda, Santiago, San Borja y Los Héroes, ubicados en el centro de la ciudad. En el caso del Terminal San Borja, también existen algunos recorridos de buses, conocidos como "interprovinciales", a otras localidades de la Región Metropolitana como Talagante, Peñaflor y Melipilla, que en los últimos años han adquirido el carácter de ciudades dormitorios de Santiago.
El sistema ferroviario chileno tuvo gran esplendor durante la primera mitad del siglo XX, teniendo como eje principal la Estación Central de Santiago. Sin embargo, actualmente está enfocado principalmente al transporte de carga hacia los puertos de San Antonio y Valparaíso. Para el servicio de pasajeros existe el servicio de cercanías Tren Nos-Estación Central, que cubre las comunas del sector centro-sur de Santiago hasta San Bernardo, y el servicio interurbano Tren Rancagua-Estación Central que tiene como destino la capital de la Región de O'Higgins. También existe un servicio de larga distancia denominado Tren Chillán que conecta con ciudades como San Fernando, Curicó, Talca y Chillán, entre otras.

### Transporte interno

Mapa de las principales vías de la ciudad. Se señala también el aeropuerto.

Santiago concentra el 38,96% del parque vehicular chileno hacia 2019, con un total de 2 228 385 vehículos, de los cuales 2 197 683 son motorizados. 1 553 704 automóviles transitan por la ciudad, los que equivalen al 41,76% del total nacional. Para sustentar a este enorme parque, una extensa red de avenidas y calles se extiende por todo Santiago con el fin de dar conectividad a las diferentes comunas que conforman el área metropolitana.
El principal eje corresponde al de la avenida Libertador General Bernardo O'Higgins (más conocida como Alameda) que recorre en sentido suroeste a nororiente la capital, y que se compone además por la avenida Los Pajaritos al oeste y por las avenidas Providencia y Apoquindo al este. La principal avenida de la ciudad es atravesada por diversos ejes longitudinales (en sentido norte a sur) como las avenidas General Velásquez, Panamericana, Independencia, Gran Avenida, Recoleta, Santa Rosa, Vicuña Mackenna, Macul y Tobalaba. Junto a la Alameda, otros ejes transversales que componen la red son los de las avenidas San Pablo, Irarrázaval, Matta, Grecia y Departamental, entre otros. Para finalizar, la avenida Circunvalación Américo Vespucio rodea al sector interno de la ciudad facilitando la conexión de los diversos ejes.
Durante los años 2000, y con el fin de mejorar el transporte vehicular en Santiago, fueron construidas diversas autopistas urbanas a lo largo de la capital. General Velásquez y los tramos de la carretera Panamericana que atraviesan la ciudad fueron convertidos en la Autopista Central, mientras que Américo Vespucio dio paso a las autopistas Vespucio Norte Express, Vespucio Sur y la futura Vespucio Oriente. Siguiendo el borde del río Mapocho, fue construida la autopista Costanera Norte comunicando de forma más expedita el sector nororiente de la capital con el aeropuerto y el sector céntrico. Todas estas autopistas concesionadas, que totalizan 210 km de longitud, cuentan con un sistema de peaje free flow.

#### Transporte público

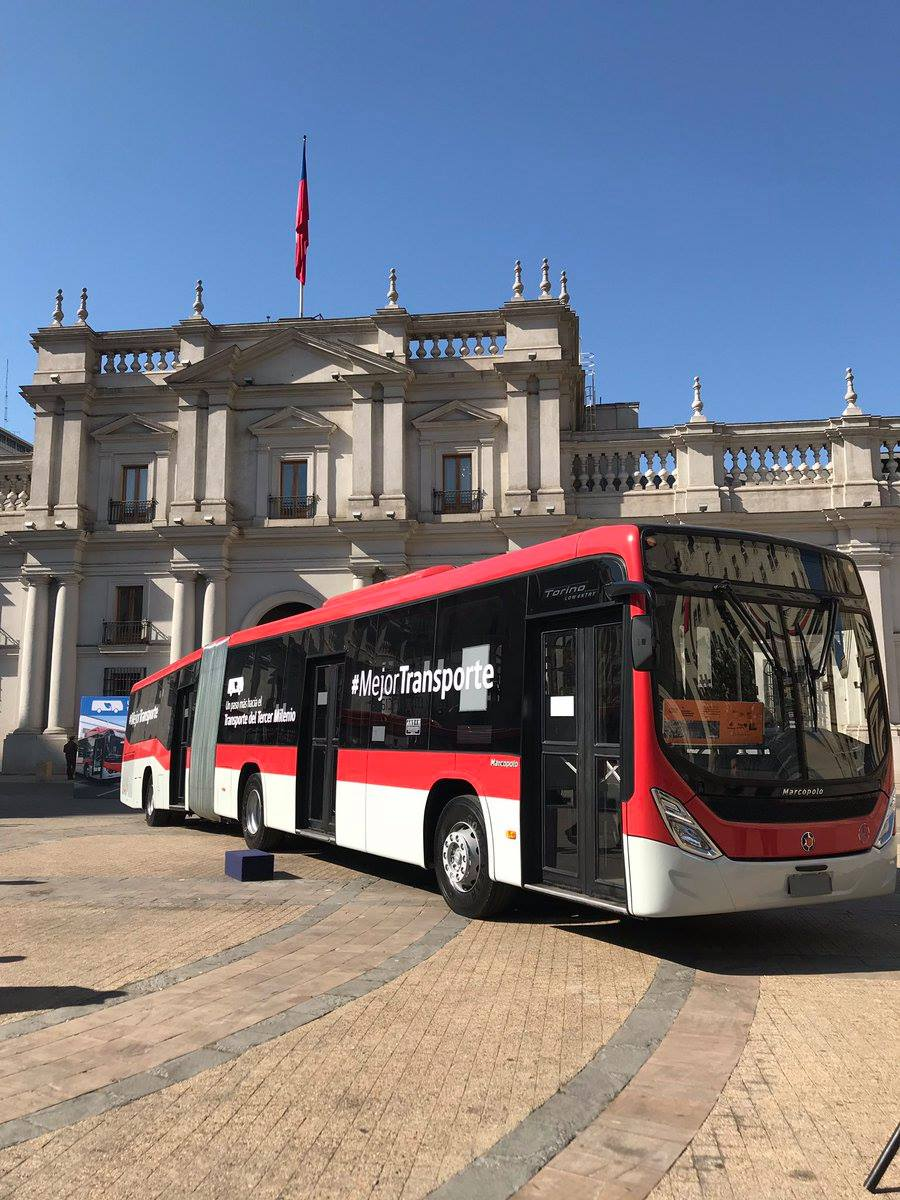
Bus de Red Metropolitana de Movilidad.

En cuanto al transporte público, desde comienzos de los años 1990 se han realizado diversos esfuerzos gubernamentales con el fin de solucionar el caótico sistema existente en la ciudad. En abril de 1991 fueron licitados por primera vez los recorridos de las micros amarillas (microbuses identificados con dicho color), iniciando sus servicios el 16 de octubre de 1992. A pesar de ello, el sistema mantuvo graves problemas por lo que fue ideado un nuevo sistema de transporte, denominado Transantiago. Este proyecto comenzó a operar el 10 de febrero de 2007, combinando servicios troncales que cruzan la urbe con recorridos alimentadores de carácter local, los cuales poseen un sistema unificado de pago a través de la tarjeta bip!. Transantiago, sin embargo, ha tenido una serie de errores de diseño e implementación que aún no han podido ser resueltos y han puesto en jaque su éxito; en marzo de 2019 el sistema cambió de nombre, pasando a denominarse Red Metropolitana de Movilidad. En 2019 más de 5,8 millones de usuarios usaron el sistema de transporte público de Santiago, con un total de 1037 millones de viajes entre los 382 recorridos de buses, las 7 líneas de metro y el servicio de trenes de cercanías Nos-Estación Central.
Uno de los ejes fundamentales de Red Metropolitana de Movilidad es el Metro de Santiago que, desde su inauguración en 1975 es considerado como uno de los sistemas de transporte más eficientes y modernos de Latinoamérica. Diariamente, más de 2,6 millones de personas transitan por sus siete líneas (1, 2, 3, 4, 4A, 5 y 6), que se extienden por más de 138 kilómetros y 136 estaciones. Luego de la inauguración de la Línea 3 en enero de 2019, se espera que en 2026 se alcancen los 215 km de extensión con la proyectadas líneas 7, 8 y 9, más las extensiones de las líneas 2, 3 y 4.
Otros sistemas de transporte local incluyen los servicios de 22 000 taxis —identificados por automóviles de color negro y techo amarillo— y 14 000 taxis colectivos —con su carrocería completa de color negro y un letrero identificatorio en el techo—. En cuanto al ciclismo, en Santiago se pueden encontrar bicicletas de arriendo, siendo las principales Bikesantiago impulsada por Banco Itaú y Bici Las Condes de la Municipalidad de Las Condes, junto con ella diversas municipalidades han intentado promover el uso de bicicletas con la construcción de ciclovías.
El valor del transporte público urbano depende de la combinación de tipo de transporte elegido por el usuario, es así como el uso de buses (también llamadas micros) tiene el costo más bajo en todos los tramos horarios. El costo actual del pasaje va desde los $640 (USD$1) hasta los $800 (USD$1,2) dependiendo del horario.
De acuerdo con un reporte realizado por Moovit en julio de 2017, el promedio de tiempo que las personas pasan en transporte público en Santiago, por ejemplo desde y hacia el trabajo, en un día de la semana es de 84 minutos, mientras que el 23% de las personas pasan más de 2 horas todos los días. El promedio de tiempo que las personas esperan en una parada o estación es de 15 minutos, mientras que el 21% de las personas esperan más de 20 minutos cada día. La distancia promedio que la gente suele recorrer en un solo viaje es de 7,4 km, mientras que el 15% viaja por más de 12 km en una sola dirección.

## Medios de comunicación

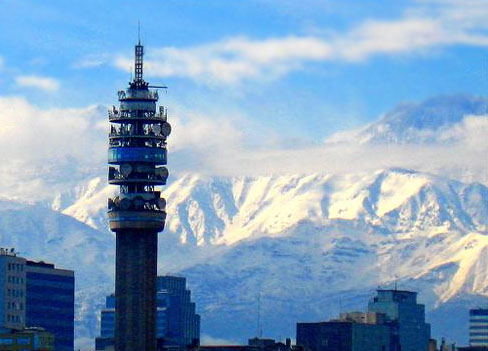
Torre Entel, principal nodo de comunicaciones del país, con la Cordillera de los Andes al fondo.

En el Gran Santiago están disponibles prácticamente todos los servicios de comunicaciones existentes, desde teléfonos públicos hasta redes inalámbricas de banda ancha. La telefonía fija —cuyo prefijo telefónico era el número 2 hasta 2014, cuando fue eliminada la larga distancia nacional— tiene cobertura para casi la totalidad de los hogares de Santiago a través de las empresas Movistar Chile, VTR, Claro Chile, Gtd, CMET y Entel, mientras que la telefonía móvil (a cargo de Movistar Chile, Entel, VTR Móvil, WOM, Claro Chile, Virgin Mobile y Gtd Móvil) ha tenido un gran crecimiento durante los años 2000 alcanzando gran penetración de mercado. De igual forma, los servicios de internet se han expandido de manera importante durante la misma década, si bien hacia 2019 existían comunas en el Gran Santiago donde la penetración de internet aún era baja, como el caso de Cerro Navia en donde las conexiones de banda ancha fija alcanza solo al 22,7% de los hogares.
Santiago concentra casi la totalidad de los medios de comunicación con presencia nacional, tanto en televisión, radio y prensa. Televisión Nacional de Chile, Canal 13, Mega, Chilevisión, La Red, TV+ y Telecanal tienen su sede en la capital y a la vez poseen numerosas estaciones repetidoras a lo largo del país. En cuanto a la radiodifusión, en Santiago se encuentran las principales estaciones de radio con cobertura nacional, operadas por diversos consorcios, entre los que se encuentran Prisa Media Chile (de Prisa Radio), Grupo Dial (perteneciente a Copesa), RDF Media (de Canal 13), Megamedia Radio y Compañía Chilena de Comunicaciones.
En el caso de la prensa escrita, está dominada por dos grandes consorcios: El Mercurio S.A.P. (que publica el periódico homónimo, Las Últimas Noticias y el vespertino La Segunda) y Copesa (que publica La Tercera). A estos se suman el gratuito Publimetro y diversas revistas y semanarios como The Clinic.

### Canales de televisión
| Banda UHF | Señal TVD | Canal TV                                                   |
| --------- | --------- | ---------------------------------------------------------- |
| 24        | 13.1      | Canal 13 HD                                                |
| 24        | 13.2      | T13 En Vivo                                                |
| 26        | 26.1      | Bío Bío TV                                                 |
| 27        | 9.1       | Mega HD                                                    |
| 27        | 9.2       | Mega 2                                                     |
| 28        | 4.1       | La Red HD                                                  |
| 28        | 4.2       | La Red 2                                                   |
| 29        | 5.1       | TV+ HD                                                     |
| 29        | 5.2       | TV MÁS 2                                                   |
| 29        | 5.3       | UCV TV                                                     |
| 30        | 11.1      | Chilevisión HD                                             |
| 30        | 11.2      | UChile TV                                                  |
| 31        | 2.1       | Telecanal HD (con programación mayor de RT (Russia Today)) |
| 31        | 2.2       | Telecanal SD                                               |
| 33        | 7.1       | TVN HD                                                     |
| 33        | 7.2       | NTV                                                        |
| 35        | 15.1      | Enlace BPB                                                 |
| 35        | 15.2      | Enlace Chile                                               |
| 35        | 15.3      | Nuevos Comienzos                                           |
| 35        | 15.4      | Fortaleza TV                                               |
| 36        | 14.1      | TVR                                                        |
| 36        | 14.2      | Tevex                                                      |
| 36        | 14.3      | FM Plus                                                    |
| 36        | 14.4      | TVR Music                                                  |
| 38        | 38.1      | Turno Live                                                 |
| 38        | 38.2      | Visión Plus TV                                             |
| 38        | 38.3      | Gracia TV                                                  |
| 38        | 38.4      | 38 TV                                                      |
| 40        | 25.1      | Nuevo Tiempo HD1                                           |
| 40        | 25.2      | Nuevo Tiempo HD2                                           |
| 40        | 25.3      | Radio Nuevo Tiempo                                         |
| 50        | 50.1      | STGO TV                                                    |
| 50        | 50.2      | Radio Usach                                                |

### Radioemisoras

#### FM
| Frecuencia | Emisora                       | Emisora Nacional/Local                      |
| ---------- | ----------------------------- | ------------------------------------------- |
| 88.1 MHz   | Radio Imagina                 | Cadena nacional de radio                    |
| 88.5 MHz   | Radio Concierto               | Cadena nacional de radio                    |
| 88.9 MHz   | Radio Futuro                  | Cadena nacional de radio                    |
| 89.3 MHz   | Radio María Chile             | Cadena nacional de radio                    |
| 89.7 MHz   | Duna FM                       | Cadena nacional de radio                    |
| 90.5 MHz   | Radio Pudahuel                | Cadena nacional de radio                    |
| 91.3 MHz   | El Conquistador FM            | Cadena nacional de radio                    |
| 91.7 MHz   | Radio ADN                     | Cadena nacional de radio                    |
| 92.1 MHz   | Radio Agricultura             | Cadena nacional de radio                    |
| 92.5 MHz   | Radioactiva                   | Cadena nacional de radio                    |
| 92.9 MHz   | Radio La Clave                | Cadena nacional de radio                    |
| 93.3 MHz   | Radio Cooperativa             | Cadena nacional de radio                    |
| 93.7 MHz   | Radio Universo                | Cadena nacional de radio                    |
| 94.1 MHz   | Rock & Pop                    | Cadena nacional de radio                    |
| 94.5 MHz   | Radio Universidad de Santiago | Estación de radio local                     |
| 95.3 MHz   | Radio Disney Chile            | Cadena nacional de radio                    |
| 95.9 MHz   | La Metro FM                   | Cadena nacional de radio                    |
| 96.5 MHz   | Radio Nuevo Tiempo Chile      | Cadena nacional de radio                    |
| 97.1 MHz   | Radio Corporación             | Cadena nacional de radio                    |
| 97.7 MHz   | Radio Beethoven               | Cadena nacional de radio                    |
| 98.1 MHz   | Radio Carabineros de Chile    | Estación de radio pública                   |
| 98.5 MHz   | FM Dos                        | Cadena nacional de radio                    |
| 99.3 MHz   | Radio Carolina                | Cadena nacional de radio                    |
| 99.7 MHz   | Radio Bío-Bío                 | Cadena nacional de radio con estación local |
| 100.1 MHz  | Radio Infinita                | Cadena nacional de radio                    |
| 100.5 MHz  | Pauta FM                      | Cadena nacional de radio                    |
| 100.9 MHz  | Play FM                       | Cadena nacional de radio                    |
| 101.3 MHz  | Radio Corazón                 | Cadena nacional de radio                    |
| 101.7 MHz  | Los 40                        | Cadena nacional de radio                    |
| 102.1 MHz  | Radio 13c                     | Cadena nacional de radio                    |
| 102.5 MHz  | Radio Universidad de Chile    | Estación de radio local                     |
| 103.3 MHz  | T13 Radio                     | Cadena nacional de radio                    |
| 104.1 MHz  | Radio Romántica               | Cadena nacional de radio                    |
| 104.5 MHz  | Radio Armonía                 | Cadena nacional de radio                    |
| 104.9 MHz  | Radio Amor                    | Cadena nacional de radio                    |
| 105.3 MHz  | Sonar FM                      | Cadena nacional de radio                    |

AM
| Frecuencia | Emisora                     | Emisora Nacional/Local   |
| ---------- | --------------------------- | ------------------------ |
| 540 kHz    | Radio Ignacio Serrano       | Estación de radio local  |
| 570 kHz    | CNN Chile Radio             | Estación de radio local  |
| 600 kHz    | Radio Tiempos Finales       | Estación de radio local  |
| 660 kHz    | Radio Divina                | Estación de radio local  |
| 690 kHz    | Radio Santiago              | Estación de radio local  |
| 760 kHz    | Red Aleluya Chile           | Estación de radio local  |
| 880 kHz    | Radio Colo Colo             | Estación de radio local  |
| 930 kHz    | Radio Nuevo Mundo           | Cadena nacional de radio |
| 960 kHz    | Dossil Radio                | Estación de radio local  |
| 1000 kHz   | Radio BBN                   | Estación de radio local  |
| 1140 kHz   | Radio Nacional de Chile     | Estación de radio local  |
| 1180 kHz   | Radio Portales de Santiago  | Estación de radio local  |
| 1300 kHz   | Radio Conexiones            | Estación de radio local  |
| 1330 kHz   | Radio Romance               | Estación de radio local  |
| 1380 kHz   | Radio Plenitud              | Estación de radio local  |
| 1420 kHz   | Radio Panamericana de Chile | Estación de radio local  |
| 1460 kHz   | Radio Fe                    | Estación de radio local  |
| 1540 kHz   | Radio Sudamérica            | Estación de radio local  |
| 1600 kHz   | Radio Nuevo Tiempo Chile    | Cadena nacional de radio |

## Seguridad ciudadana

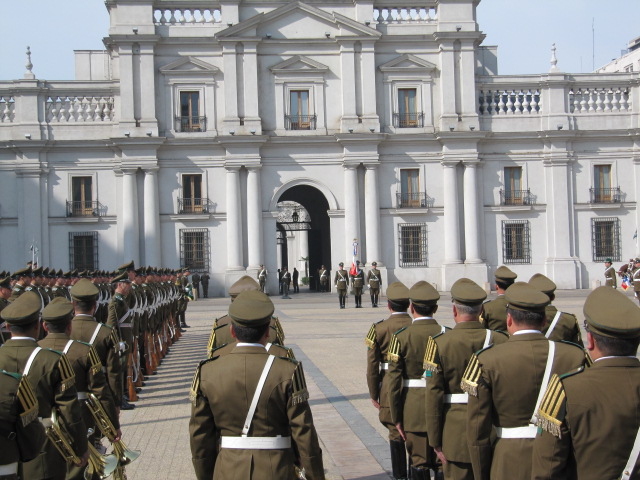
Un destacamento de carabineros frente al Palacio de La Moneda.

Al igual que en el resto del país, la seguridad de la población de Santiago está en manos de Carabineros de Chile, que tiene 55 comisarías a lo largo de la capital más cuatro comisarías de fuerzas especiales, una montada, dos de menores, una de asuntos familiares y una subcomisaría, las cuales se reparten en cinco prefecturas: Centro, Oriente, Occidente, Norte, Sur y Cordillera. A ellos se suma la labor de la Policía de Investigaciones de Chile y de los servicios de los diversos organismos del Poder Judicial.
Santiago es considerada como una de las ciudades más seguras de Latinoamérica con una tasa de homicidio que según algunos estudios varía entre 2 y 6 homicidios al año por cada 100 000 habitantes. A nivel nacional, es la séptima de menor tasa de victimización dentro de las 17 ciudades más grandes del país, con un 30,1% de habitantes que tienen al menos un miembro de su familia que ha sido víctima de robo o intento de robo durante los últimos seis meses, cifra 0,5% menor que el promedio nacional. Al desglosar esa cifra por comunas, las menores tasas se encuentran en las comunas del sector nororiente con Las Condes liderando con apenas un 18%; por el contrario, las comunas con mayor tasas de victimización son Conchalí y El Bosque con un 38,9% y 38,5% respectivamente. El centro de la ciudad, en tanto, tiene una baja tasa de victimización de un 20,9%, producto de hurtos y robos.
A pesar de ser considerada como una ciudad «relativamente segura», el nivel de temor en la población ha crecido de manera importante en el último tiempo. En 2007, un 22% de su población manifestaba un «alto temor» de sufrir algún tipo de crimen en su contra, mientras en años anteriores las cifras eran considerablemente menores (en 2000 era de un 13,4% y en 2005 de un 15,8%). En comparación con otras ciudades del país, el promedio de este índice fuera de la capital es de un 15,9% e incluso esta cifra es mayor que en las ciudades con mayor tasa de victimización: Iquique y Talca que poseen un 37,5% y 35,9% de victimización, solo un 17,7% y un 18,9% de la población respectiva manifiesta un «alto temor». En el desglose por comunas, nuevamente las cifras más bajas están en el sector oriente, con Ñuñoa con un 10%, y las más altas en El Bosque, con un 32,5%. Este alto grado de inseguridad que siente la población ha sido descrito como producto de las enormes brechas que diferencian a los habitantes de la ciudad y el rol de los medios de comunicación, entre otros.
En cuanto a las tasas de denuncias de los delitos de mayor connotación social, las comunas de Santiago tienen las más altas cifras a nivel nacional. El promedio regional es de 800 denuncias por cada cien mil habitantes (la mayor del país) y 11 comunas del Gran Santiago están dentro de las 20 con cifras más altas. Santiago Centro lidera la lista con una tasa de 3646,7 denuncias, seguida por Providencia con 2271,1. Por otro lado, cinco comunas del área metropolitana están dentro de las veinte que tienen menos denuncias: la menor es la tasa de Cerro Navia que alcanza las 341 denuncias por cada cien mil habitantes, seguida por Maipú con 352,4. Finalmente, en cuanto al número efectivo de delitos, 220 255 personas fueron aprehendidas durante 2004 (de los cuales más del 83% eran hombres) principalmente por delitos contra la propiedad como robo y hurto.

## Guarnición
| Rama                  | Unidad militar |
| --------------------- | --- |
| Ejército de Chile     | Comandancia en Jefe del Ejército de Chile (Santiago) - Comandancia en Jefe de la II División Motorizada - Regimiento de Infantería n.º 1 «Buin» (Recoleta) - Regimiento de Artillería n.º 1 "Tacna" (San Bernardo) - Academia de Guerra del Ejército de Chile (La Reina) - Academia Politécnica Militar (La Reina) - Escuela Militar del Libertador Bernardo O'Higgins (Las Condes) - Escuela de Suboficiales (Maipú) - Hospital Militar de Santiago (La Reina) - Instituto Geográfico Militar (Santiago) - Museo Histórico y Militar de Chile (Santiago) |
| Armada de Chile       | Estación Naval Metropolitana (Quinta Normal) |
| Fuerza Aérea de Chile | Comandancia en Jefe de la Fuerza Aérea de Chile (Cerrillos) - Comandancia en Jefe de la II Brigada Aérea (Pudahuel) - Grupo de Aviación N.º 9 - Grupo de Aviación N.º 10 - Grupo de Telecomunicaciones y Detección n.º 32 - Escuela de Aviación del Capitán Manuel Ávalos Prado (El Bosque) - Escuela de Especialidades Sargento 1.º Adolfo Menadier Rojas (El Bosque) - Hospital Clínico de la Fuerza Aérea de Chile (Las Condes) |

## Ciudades hermanadas
La ciudad de Santiago ha firmado diversos protocolos de hermanamiento de ciudades, dentro de las cuales se cuentan:
- Managua, Nicaragua.
- Ankara, Turquía (2000)[179]
- Atenas, Grecia (1969)[180]
- Buenos Aires, Argentina (1992)[181]
- Lima, Perú.
- Huancayo, Perú.
- Argel, Argelia.
- Quito, Ecuador.
- Zapopan, México.
- Guadalajara, México.
- Caracas, Venezuela
- Ciudad de Guatemala, Guatemala.
- Ciudad de México, México
- Santiago de Querétaro, México.
- Santiago de Veraguas, Panamá.
- Guayaquil, Ecuador[182]
- Hefei, República Popular China (2007)[183]
- Kiev, Ucrania (1998)[184]
- Santiago de Compostela, España.
- Langreo, España (2007)[185]
- Madrid, España (1991)[186]
- Manila, Filipinas[187]
- Seúl, Corea del Sur (1991)
- Miami, Estados Unidos[188]
- Mineápolis, Estados Unidos (1961)[189]
- Montreal, Canadá (1997, «declaración de intenciones»)[190]
- Pekín, República Popular China (2007)[191]
- Plasencia, España (2007)[192]
- Riga, Letonia[193]
- São Paulo, Brasil (1998)[194]

Pacto de amistad
- Túnez, Túnez (1994)[195]
- Bogotá, Colombia.
- París, Francia (1997)[196]

Además, Santiago pertenece a la red de Mercociudades, firmada por 180 urbes de los países miembros del Mercosur, y a la Unión de Ciudades Capitales Iberoamericanas (UCCI), protocolo firmado por todas las ciudades capitales de Iberoamérica más Barcelona y Río de Janeiro.